# Związek Socjalistycznych Republik Radzieckich
Związek Socjalistycznych Republik Radzieckich (skr. Związek Radziecki, ZSRR), także Związek Socjalistycznych Republik Sowieckich (skr. Związek Sowiecki, ZSRS); (ros. Союз Советских Социалистических Республик, Советский Союз, СССР) – państwo historyczne, położone częściowo w Europie wschodniej i północno-wschodniej, a częściowo w Azji, ze stolicą w Moskwie, istniejące w latach 1922–1991.
Miało powierzchnię 22 mln km², rozciągało się od Morza Bałtyckiego i Czarnego do Pacyfiku. Nominalnie Związek Socjalistycznych Republik Radzieckich był federacją narodowych republik radzieckich, w praktyce był krajem o mocno scentralizowanej władzy i gospodarce. Ustrój polityczny i gospodarczy państwa był dyktaturą monopartyjną, w którym władzę sprawowała RKP(b)/WKP(b)/KPZR według koncepcji tzw. „dyktatury proletariatu”. W okresie dyktatorskich rządów Włodzimierza Lenina i Józefa Stalina został wprowadzony system totalitarny, który po śmierci Stalina (w 1953) przekształcił się w autorytaryzm. Kolejną zmianę w systemie władzy ZSRR przyniosła pieriestrojka, w wyniku której w kraju (od 1990) zapanował ustrój semiprezydencki.
Związek Socjalistycznych Republik Radzieckich został utworzony 30 grudnia 1922 (po zakończeniu wojny domowej w Rosji) na mocy traktatu założycielskiego ZSRR zawartego przez rządzone wspólnie przez bolszewików, ale formalnie niepodległe: Rosyjską FSRR, Ukraińską SRR, Białoruską SRR i Zakaukaską FSRR. Spośród 18 republik związkowych wchodzących w różnych okresach w skład ZSRR jedynie Białoruska SRR i Ukraińska SRR posiadały (obok samego ZSRR) podmiotowość międzynarodową i były założycielami Organizacji Narodów Zjednoczonych, a także członkami większości organizacji wyspecjalizowanych ONZ. Rosyjska FSRR odgrywała rolę dominującą w całej historii ZSRR. W niej, jako największej republice związkowej, żyła ponad połowa populacji kraju.
Ustrój gospodarczy ZSRR często jest błędnie określany socjalistycznym, w rzeczywistości jednak elementy socjalizmu znajdziemy głównie na samym początku istnienia państwa, w którym to powszechne były wolne związki zawodowe będące jedną z cech socjalizmu. Wolne związki zawodowe szybko jednak zostały wyeliminowane przez rząd dążący do centralizacji władzy. Oficjalnie władza ZSRR w latach 70. określiła ustroje zaprowadzone w krajach bloku wschodniego socjalizmem realnym.
ZSRR przestał istnieć w wyniku zawarcia porozumienia białowieskiego (8 grudnia 1991) i deklaracji o rozwiązaniu ZSRR przyjętej w Moskwie przez Radę Republik Najwyższej Rady ZSRR (26 grudnia 1991)[3]. Dawne związkowe republiki radzieckie zaczęły tworzyć samodzielne państwa. Na mocy dwóch traktatów z Ałmaty (21 grudnia 1991) Rosji przysługuje stałe miejsce ZSRR w Radzie Bezpieczeństwa ONZ i wszystkich innych organizacjach międzynarodowych[5]. Jednocześnie jako sukcesora ZSRR i jego międzynarodowych zobowiązań wyznaczono Wspólnotę Niepodległych Państw[6][7][8][9][10]. Część byłych republik radzieckich kontynuuje współpracę w ramach Wspólnoty Niepodległych Państw, Euroazjatyckiej Unii Gospodarczej i innych organizacji.

## Geografia
W okresie od powstania (1922) do wybuchu II wojny światowej (1939) ZSRR graniczył z Finlandią, Estonią, Łotwą, Polską i Rumunią w Europie; Turcją, Iranem, Afganistanem, Chinami i Japonią w Azji. Mongolska Republika Ludowa i Tuwińska Republika Ludowa były marionetkowymi państwami buforowymi ZSRR w Azji. Po zakończeniu II wojny światowej ZSRR miał prawie 20 tys. kilometrów długości granicy lądowej z dwunastoma krajami: Norwegią, Finlandią, Polską, Czechosłowacją, Węgrami, Rumunią, Turcją, Iranem, Afganistanem, Chinami, Mongolią, Koreą Północną i Japonią.

### Maksima geograficzne
- Najwyższy punkt – Pik Komunizmu 7495 m n.p.m.
- Najniższy punkt – Kotlina Karagije 132 m p.p.m.
- Główne rzeki – Ob-Irtysz, Amur, Lena, Jenisej, Wołga
- Największe jeziora – Morze Kaspijskie, Morze Aralskie (obecnie niemalże całkowicie wyschnięte), Bajkał, Bałchasz, Ładoga, Onega

## Przymiotnikiradzieckiisowiecki
Radziecki jest przymiotnikiem pochodzącym od rzeczownika rada. W dawnej Polsce odnosił się on do rad i radców miejskich. W tym znaczeniu mówiono o urzędzie radzieckim, prowadzono księgi radzieckie, spisywano protokoły radzieckie, obejmowano mandat radziecki. Określenia takie jak klub radziecki, fotel radziecki, komisja radziecka, ślubowanie radzieckie, związane z funkcjonowaniem i polityką samorządów, były w użyciu jeszcze w dwudziestoleciu międzywojennym.
Niedługo po powstaniu Rosji Radzieckiej w prasie i publikacjach okresu II Rzeczypospolitej odnotowuje się użycie przymiotnika radziecki w odniesieniu do ustroju opartego na władzy rad robotniczych. Według Wielkiego Słownika Języka Polskiego pierwsze poświadczone użycie przymiotnika radziecki w tym znaczeniu datowane jest na 1919 i pochodzi z polskojęzycznej prasy wydawanej na Ukrainie, jednak w rzeczywistości występuje on już w Komunikacie Biura Prasowego przy Departamencie Spraw Politycznych z 25 marca 1918 (R. 2, nr 22), w polskim przekładzie oświadczenia rządu bolszewickiego: „Radziecka (sowietskaja) Republika Rosyjska zatwierdza się na podstawie swobodnego związku wolnych narodów, jako federacja radzieckich narodowych republik”. Dokument ten opublikowano niecałe pięć miesięcy po wybuchu rewolucji październikowej. Biuro Prasowe było organem Tymczasowej Rady Stanu, co nie potwierdza założenia autorów wspomnianego słownika, że przymiotnik radziecki w znaczeniu odnoszącym się do ustroju ZSRR „zaczął być używany na początku lat 20. XX wieku przez komunistów i ich sympatyków”. Przymiotnik ten występuje zarówno w lewicowej, jak i prawicowej prasie międzywojnia. W wydawanym przez prawicowego działacza politycznego Wincentego Kosiakiewicza Kurierze Polskim (numer z 19 grudnia 1918) mowa jest o republice radzieckiej, w związanej z endecją Gazecie Ostrowskiej (numer z 18 kwietnia 1919) pisano o rządzie radzieckim, a w socjalistycznej Gazecie Robotniczej (numer z 11 września 1919) o byłym prezydencie węgierskiej republiki radzieckiej. Stosując przymiotnik radziecki, ZSRR nazywa się Związkiem Radzieckim, także w opracowaniach naukowych. Przed 1939 nazwa Związek Radziecki była spotykana głównie (lecz nie tylko) w związanej z ruchem komunistycznym prasie i literaturze, sporadycznie pojawiała się też w takich czasopismach jak Na Posterunku: gazeta Policji Państwowej czy wydawanym przez Ministerstwo Spraw Zagranicznych Przeglądzie Prasy Z.S.R.R. i Emigracji Rosyjskiej. 
Mniej więcej w tym samym czasie (przełom lat 1917/1918) pojawił się w polskim piśmiennictwie rusycyzm sowiecki, będący spolszczonym rosyjskim słowem советский (sowieckij), pochodzącym od rzeczownika совет (sowiet) oznaczającego radę, o zakresie znaczeniowym tożsamym z przymiotnikiem radziecki. Nie miał on wówczas pejoratywnego wydźwięku, aczkolwiek już w 1919 występuje też w negatywnym kontekście („aby tylko sowiecki gad wreszcie gryzł ziemię”), co można tłumaczyć trwającą wówczas wojną polsko-radziecką. Sowiecki stał się najbardziej rozpowszechnionym w dwudziestoleciu międzywojennym określeniem odnoszącym się do ZSRR, używanym także przez prasę i literaturę lewicową, w tym komunistyczną. Używając zapożyczeń sowiecki bądź sowiet, ZSRR nazywano powszechnie Sowietami (niezależnie od nazywania tak rad delegatów robotniczych i żołnierskich oraz samych obywateli ZSRR) bądź Związkiem Sowieckim, przy czym ostatnie określenie występuje do dziś, także w publikacjach naukowych.
W latach 1918–1939 zarówno przymiotniki radziecki/sowiecki, jak i zawierające je wyrażenia (np. Związek Radziecki, rząd sowiecki, władza radziecka, delegacja sowiecka) były niekiedy używane naprzemiennie w tych samych publikacjach, także w polskojęzycznych wydawnictwach pochodzących z ZSRR, co pozwala sądzić, że uważano je za synonimy.
W początkach Polski Ludowej ten stan rzeczy utrzymał się – obok świadomego propagowania przymiotnika radziecki używano też drugiego wariantu. Manifest Lipcowy wzywał do pomagania żołnierzom polskim i sowieckim, o sztandarze sowieckim i grobach żołnierzy sowieckich mówił gen. Żymierski w swoim exposé z 2 stycznia 1945, a w Odezwie Rządu Tymczasowego Rzeczypospolitej Polskiej z 17 stycznia 1945 napisano: „Niech żyje zwycięska koalicja antyhitlerowska Związku Sowieckiego, Anglii i Stanów Zjednoczonych!”. Jednakże już 21 lipca 1945 Minister Informacji i Propagandy wydał okólnik nakazujący unikania w drukach, na transparentach itp. wyrazu sowiecki i zastępowania go wyrazem radziecki. Ponadto w 1946 utworzono Główny Urząd Kontroli Prasy, Publikacji i Widowisk z podległymi mu urzędami terenowymi, których zadaniem było sprawowanie nadzoru nad prasą i publikacjami oraz kontrola rozpowszechniania wszelkiego rodzaju utworów za pomocą druku. Od końca lat czterdziestych zmniejszało się więc występowanie w krajowych publikacjach przymiotnika sowiecki, a zwiększało użycie radziecki, co na łamach Kultury krytykował Stanisław Westfal, ignorując jednak w swym artykule istnienie wariantu radziecki w przedwojennych polskich wydawnictwach.
Współcześnie stosowane są obie formy – uważane za poprawne i synonimiczne, aczkolwiek według Mirosława Bańki forma sowiecki ma konotację negatywną. Podobnie jak w języku polskim, w języku ukraińskim w odniesieniu do ZSRR stosuje się rodzime określenie radianśkyj (радянський), ale używa się też przymiotników sowitśkyj (совітський) i sowiećkyj (совєцький). Są to rusycyzmy uznawane za nacechowane pejoratywnie i pokazujące dystans mówiącego.
W polskich aktach prawnych Związek Radziecki nazywano od początku jego istnienia Związkiem Socjalistycznych Republik Rad (od 1944 także, a od końca lat sześćdziesiątych wyłącznie Związkiem Socjalistycznych Republik Radzieckich) i skracano na Z.S.R.R., a później na ZSRR (zgodnie z zasadami języka polskiego). Pierwszym opublikowanym w Dzienniku Ustaw aktem prawnym mówiącym o Republikach Rad jest Umowa o preliminaryjnym pokoju i rozejmie między Rzecząpospolitą Polską z jednej a Rosyjską Federacyjną Socjalistyczną Republiką Rad i Ukraińską Socjalistyczną Republiką Rad z drugiej strony, podpisana w Rydze w dniu 12 października 1920 r. (Dz.U. z 1921 r. Nr 28, poz. 161), zaś pierwszym aktem prawnym zawierającym pełną nazwę ZSRR jest Konwencja między Rzecząpospolitą Polską a Związkiem Socjalistycznych Republik Rad o bezpośredniej osobowej i towarowej komunikacji kolejowej, podpisana w Warszawie dnia 24 kwietnia 1924 r. (Dz.U. z 1925 r. Nr 50, poz. 344). Związek Socjalistycznych Republik Rad występuje niemalże we wszystkich aktach prawnych okresu II Rzeczypospolitej w odniesieniu do państwa radzieckiego, widnieje także w akcie prawnym władz polskich na uchodźstwie – Dekrecie Prezydenta Rzeczypospolitej z dnia 9 lipca 1942 r. o kredytach zagranicznych zaciągniętych w czasie wojny (Dz.U. Nr 6, poz. 13). Ostatni raz Związek Socjalistycznych Republik Rad pojawia się, bez odniesienia do przedwojennych aktów prawnych, w Rozporządzeniu Przewodniczącego Komitetu Pracy i Płac z dnia 12 grudnia 1968 r. w sprawie postępowania o świadczenia emerytalne i zasad wypłaty tych świadczeń (Dz.U. z 1968 r. Nr 48, poz. 347).
W 1944 do polskiego ustawodawstwa wprowadzono wariant nazwy z przymiotnikiem w miejscu dotychczasowego rzeczownika, tj. Związek Socjalistycznych Republik Radzieckich, a pierwszym aktem prawnym go zawierającym był Dekret Polskiego Komitetu Wyzwolenia Narodowego z dnia 24 sierpnia 1944 r. o emitowaniu biletów skarbowych (Dz.U. z 1944 r. Nr 3, poz. 11). Nie była to jednak zupełna nowość, ponieważ Związek Socjalistycznych Republik Radzieckich występował już w dwudziestoleciu międzywojennym. Odnotowuje go Skorowidz druków sejmowych z lat 1922–1925, wariant ten występuje też w książce Proces Sawinkowa: dosłowny tekst aktu oskarżenia i zeznań B. W. Sawinkowa, wydanej w 1924. W tym samym roku Kurier Poznański zamieścił ogłoszenie Pełnomocnego Przedstawicielstwa Związku Socjalistycznych Republik Radzieckich w Polsce a Dziennik Suwalski w 1926 pisał o przedstawicielu Związku socjalistycznych republik radzieckich. Ta wersja nazwy pojawiała się także w wielu innych czasopismach, niektórych książkach i drukach ulotnych, a nawet w Dzienniku Urzędowym Ministerstwa Spraw Wewnętrznych. Związek Socjalistycznych Republik Radzieckich znalazł się ponadto w podręczniku do nauki historii dla szóstej klasy szkół powszechnych drugiego stopnia autorstwa Karola Drewnowskiego, wydanym w 1937.
Użycie w polskich aktach prawnych nazwy państwa radzieckiego innej niż powyższa należy do rzadkości. Wariantu Związek Socjalistycznych Sowieckich Republik użyto tylko dwukrotnie – raz przed II wojną światową, a drugi raz po wojnie. W pierwszym przypadku była to Międzynarodowa umowa dotycząca regulowania produkcji i zbytu cukru (Dz.U. z 1937 r. Nr 63, poz. 489). Wariant ten uznano za błąd w przekładzie i sprostowano go na Związek Socjalistycznych Republik Rad jeszcze tego samego roku (Dz.U. z 1937 r. Nr 82, poz. 600). W drugim przypadku wariantu tego użyto w Konwencji między Rzecząpospolitą Polską a Republiką Czechosłowacką o zapewnieniu współpracy gospodarczej, podpisanej w Pradze dnia 4 lipca 1947 r. (Dz.U. z 1950 r. Nr 8, poz. 85).
W języku urzędowym dopuszcza się użycie innej nazwy wyłącznie na zasadzie cytatu wcześniejszego aktu urzędowego, w którym użyto nazwy poprzedniej.
W piśmiennictwie krajowym i emigracyjnym, niektórych okólnikach oraz jednej umowie międzynarodowej pojawiło się także błędne tłumaczenie nazwy ZSRR na Związek Sowieckich Republik Rad albo Związek Sowieckich Socjalistycznych Republik Rad. Jest to przekład pozbawiony sensu, powstały przez dwukrotne użycie tego samego słowa – советский.

## Historia

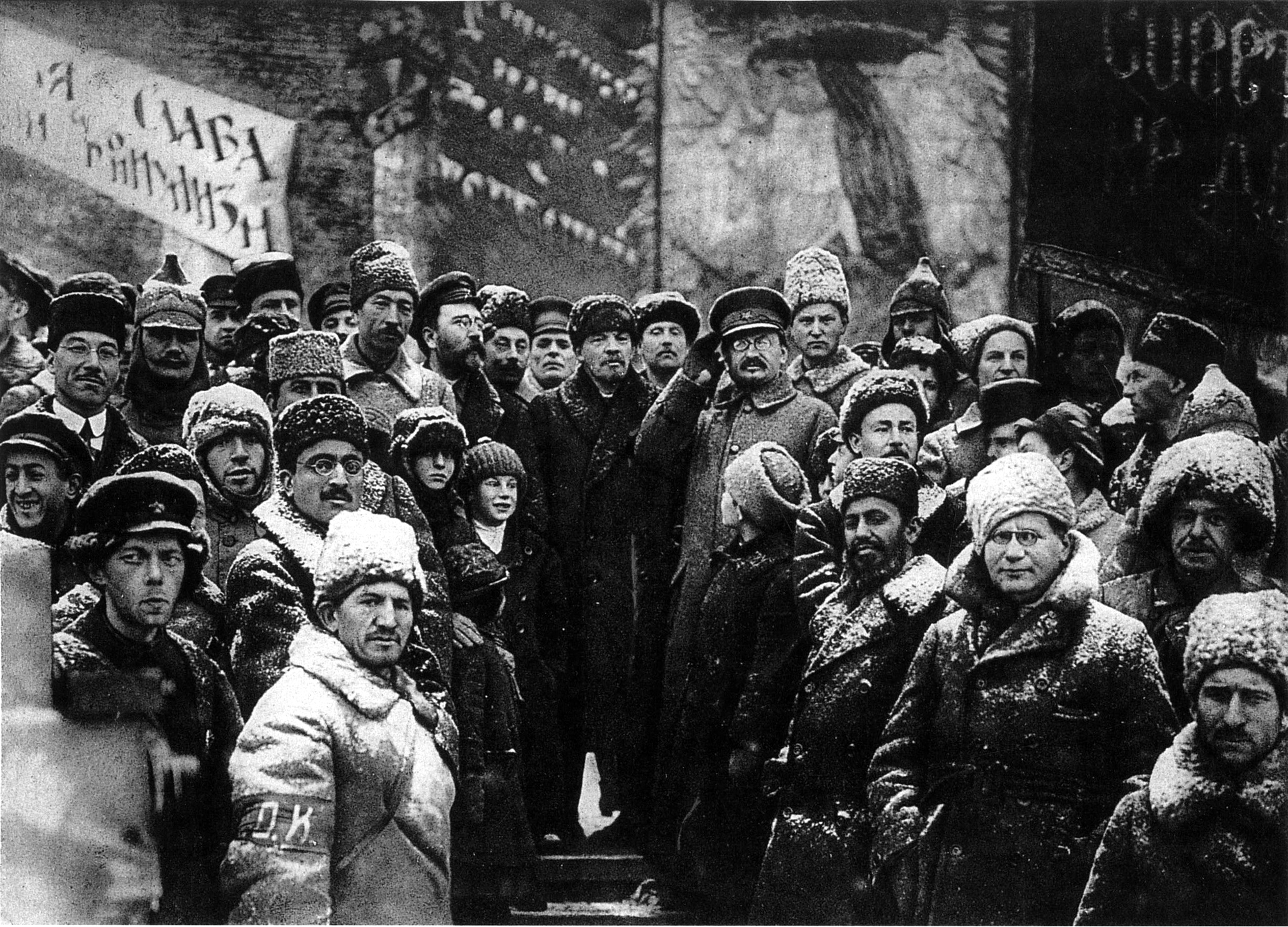
Włodzimierz Lenin, Lew Trocki i Lew Kamieniew

### Utworzenie ZSRR
Związek Socjalistycznych Republik Radzieckich został utworzony 30 grudnia 1922 roku. Największym członem państwowym, który wszedł w skład ZSRR, była powstała w wyniku rewolucji październikowej Rosyjska FSRR. Kolejnymi państwami, które weszły w skład państwa związkowego, były rządzone przez bolszewików republiki narodowe: Ukraińska SRR, Białoruska SRR i Zakaukaska FSRR. Utworzenie ZSRR poprzedziły sukcesy bolszewików w wojnie domowej w Rosji, nieudana próba poszerzenia rewolucji na Zachód (klęska w wojnie z Polską) i stabilizacja gospodarcza Rosyjskiej FSRR. Doszło do niej poprzez zarzucenie doktryny komunizmu wojennego, wprowadzenie Nowej Polityki Ekonomicznej i uznanie ograniczonego sektora prywatnego za legalny[17]. Od początku istnienia ZSRR jednopartyjną władzę w państwie objęła Rosyjska Komunistyczna Partia (bolszewików). Partia ta wpłynęła na powstanie odrębnej ideologii komunizmu przez utworzenie w 1919 roku Międzynarodówki Komunistycznej.
Lenin wymógł przekształcenie czterech republik radzieckich (Ukrainy, Białorusi, Rosji i Zakaukazia) w konfederację, występując przeciwko planowi Stalina włączenia pozostałych republik do Rosyjskiej FSRR jako republik autonomicznych. Od Rosyjskiej FSRR bolszewicy zaczęli odłączać coraz większe obszary zamieszkiwane w różnej mierze przez inne narodowości niż rosyjska, przekształcając je w nowe radzieckie republiki związkowe. W maju 1923 roku CKW RFSRR zdecydował się na oderwanie od Rosji i przekazanie Białoruskiej SRR większej części guberni witebskiej, mohylewskiej i niewielką część guberni smoleńskiej. W roku 1926 przekazano Białorusi powiaty homelski i rzeczycki. W 1924 roku została zlikwidowana Turkiestańska ASRR pozostająca do tej pory w składzie Rosyjskiej FSRR. Na jej miejsce powstały: Turkmeńska SRR, Uzbecka SRR i Tadżycka ASRR (od 1929 roku Tadżycka SRR). Z byłej Turkiestańskiej ASRR w składzie Rosyjskiej FSRR pozostawały wyłącznie Kara-Kirgiski OA i Karakałpacki OA. W 1936 roku odłączono od Rosji kolejne obszary: Kazachską ASRR, Kirgiską ASRR i Karakałpacką ASRR. W 1954 roku decyzją Chruszczowa obwód krymski został odłączony od Rosyjskiej FSRR i przekazany Ukraińskiej SRR z okazji trzechsetnej rocznicy ugody perejasławskiej, traktowanej jako zjednoczenie Ukrainy z Rosją.
Na czele nowego państwa stanął dotychczasowy premier Rosyjskiej FSRR, Włodzimierz Lenin. Funkcję nominalnej głowy państwa sprawować mieli rotacyjnie przedstawiciele wszystkich republik. W pierwszych latach istnienia kraju ograniczono rewolucyjny terror, zachowując jednak dyktaturę partii. W ostatnich latach życia Lenina gospodarka kraju została odbudowana z okresu zapaści gospodarczej wywołanej długoletnimi wojnami i nieudolną polityką gospodarczą. Nowa Polityka Ekonomiczna Lenina łączyła współistnienie firm prywatnych i państwowych; model ten nazywany jest gospodarką mieszaną. Odchodzono od nacjonalizacji, a w części inwestycji NEP-u, ZSRR wsparty został przez zagranicznych inwestorów, zwłaszcza amerykańskich. Po raz pierwszy od rewolucji kraj prowadził zorganizowaną wymianę technologiczną z innymi państwami. Za priorytet NEP uważał politykę rolną. Ziemia należała wyłącznie do prywatnych właścicieli, gdyż idea skolektywizowania rolnictwa spotkała się z silną opozycją. Polityka NEP-u poskutkowała szybką odbudową kraju, w 1928 roku, produkcja rolna i przemysłowa powróciła do poziomu sprzed I wojny światowej.

### Stosunki międzynarodowe do 1945
Od początku lat 20. XX wieku rozpoczęto proces otwierania się na zagranicę (np. układ w Rapallo z Republiką Weimarską). Jednymi z pierwszych państw, które do końca 1923 roku uznały istnienie ZSRR były: Finlandia, Łotwa, Niemcy, Polska, Turcja, Iran, Afganistan i Mongolia. W chwili utworzenia ZSRR posiadał dwa państwa będącego jego klientami. Były to Mongolska Republika Ludowa i Tuwińska Republika Ludowa.
Jednym z nielicznych państw, z którym ZSRR nawiązał bliższe kontakty w okresie międzywojennym, były Chiny rządzone przez Sun Jat-sena. ZSRR w 1923 roku zrezygnował z roszczeń względem Chin, a w styczniu spisano Manifest Sun-Joffe regulujący stosunki między krajami. Kolejnym państwem, z którym ZSRR utrzymywał ciepłe relacje, był Meksyk. W 1933 roku Stany Zjednoczone Ameryki uznały istnienie ZSRR i nawiązały oficjalne kontakty dyplomatyczne z władzą sowiecką. W latach 30. zawarto szereg porozumień amerykańsko-radzieckich dotyczących m.in. pomocy humanitarnej i wymiany gospodarczej. Do 1939 roku i w latach 1941–1945 ZSRR był traktowany jako sojusznik państw demokratycznych ze względu na wrogi stosunek faszyzmu i nazizmu do komunizmu.

### Stalinizacja państwa
Trocki jeszcze w 1923 roku, a więc za życia Lenina, skrytykował dotychczasowy kształt partii. W październiku 1923 w liście otwartym do Komitetu Centralnego zarzucił przywódcom partii, że zarzucili demokratyczne procedury wewnątrzorganizacyjne. Krytykował nadmierne skupienie władzy w centralnych organach partyjnych i wzywał do nadania demokracji partyjnej podstaw prawnych. W grudniu 1923 opublikował artykuł Nowy kierunek (Nowy kurs), w którym sugerował ściślejszą kontrolę nad rosnącą partyjną biurokracją. Choroba i śmierć (21 stycznia 1924) niekwestionowanego przywódcy partii – Lenina spowodowały zaciętą walkę o władzę w rządzącej partii, która w 1925 roku zmieniła nazwę na Wszechzwiązkowa Komunistyczna Partia (bolszewików) – (WKP(b)).
Początkowo najbliżsi współpracownicy Lenina – Grigorij Zinowjew i Lew Kamieniew w sojuszu ze Stalinem usunęli uważanego za drugą osobę w partii – Lwa Trockiego, typowanego przez Lenina jako swojego następcę. Na XIII Zjeździe partii w maju 1924 roku odczytano testament lidera rewolucji. Treść testamentu nie spodobała się Stalinowi ze względu na poddanie go krytyce przez Lenina. KC bolszewików mimo to pozwolił mu dalej pełnić urząd sekretarza generalnego partii. Lew Trocki krytykował stalinowską politykę „budowy socjalizmu w jednym kraju” i cały system ZSRR, który według niego zahamował proces rewolucji. Zwolennicy Trockiego z pozycji skrajnej lewicy krytykowali ZSRR i władzę partii. W listopadzie 1927 roku KC partii wydalił z partii Trockiego i jego zwolenników. W 1929 roku działacz ten wydalony został z terenów ZSRR oraz pozbawiony obywatelstwa. Od 1929 do 1933 Trocki przebywał w Turcji, we Francji od 1933 do 1935, w Norwegii od 1935 do 1937, a na końcu swego życia w Meksyku. Przebywając na wygnaniu, kontynuował swoją działalność. W 1936 wydał pracę Zdradzona rewolucja. W 1938 r. na emigracji utworzył IV Międzynarodówkę, grupującą zwolenników orientacji trockistowskiej.

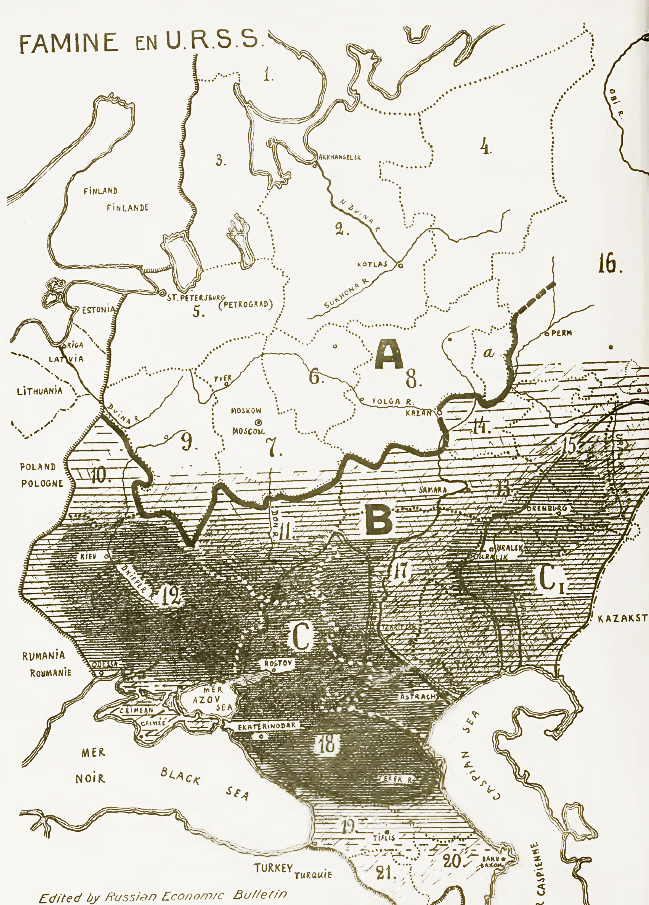
Klęska głodu w latach 1932–1933

Następnie Stalin zawarł sojusz ze zwolennikami rozszerzania gospodarki rynkowej oraz pewnej liberalizacji politycznej – ideologiem NEP-u Nikołajem Bucharinem, szefem rządu Aleksiejem Rykowem i przywódcą związków zawodowych Michaiłem Tomskim. W 1929 sojusz ten upadł, a władzę przejęli zwolennicy Stalina, którzy podjęli decyzję dokończenia przekształceń rewolucyjnych: kolektywizacji rolnictwa, wprowadzenia gospodarki planowej i uprzemysłowienia kraju. Na skutek polityki industrializacji już w 1930 roku Stalinowi udało się zwiększyć kapitał towarowy i zdolności przemysłu ciężkiego. Towarzyszyło temu przekształcenie ZSRR w państwo w pełni totalitarne, oparte na terrorze, a także propagandzie wychwalającej osobę Stalina. Chociaż od XVII Zjazdu WKP(b) w 1934 (zwanego „zjazdem zwycięzców”) niemożliwa była jakakolwiek opozycja, a nawet krytyka, Stalin podejrzewał swoich współpracowników o spiskowanie przeciw niemu. „Wielka czystka”, którą zainicjowało tajemnicze morderstwo popularnego działacza Siergieja Kirowa, pochłonęła tysiące działaczy partyjnych: z początku dawnych zwolenników Trockiego, Zinowjewa i Kamieniewa (ich poglądy określano jako „odchylenie lewicowe”), następnie zwolenników Bucharina, Rykowa i Tomskiego (których poglądy określano jako „odchylenie prawicowe”), a w końcu zwolenników Stalina, których podejrzewano o nadmierną niezależność („centrowość”).
W 1934 roku Armia Czerwona i niedobitki wojsk białych (które ewakuowały się na tereny Chin) dokonały inwazji na islamski Sinciang, gdzie utworzyły prorosyjski, sekularystyczny rząd. Do ponownej interwencji białych i ZSRR doszło w 1937 roku, gdy stłumili oni w Sinciangu rebelię islamistyczną.

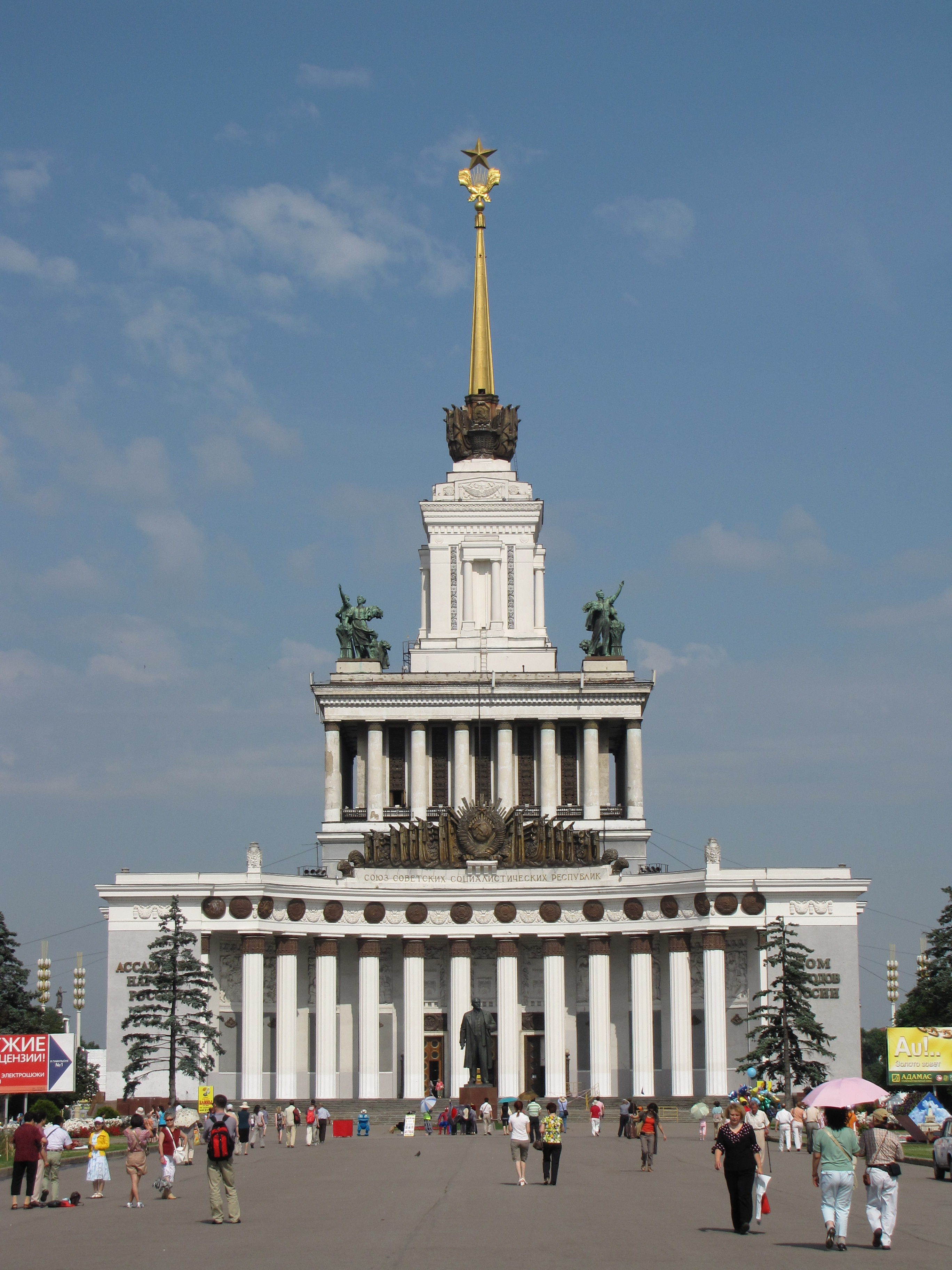
Socrealistyczny budynek z 1954 roku na terenie Ogólnorosyjskiego Centrum Wystawowego otwartego w 1939 roku

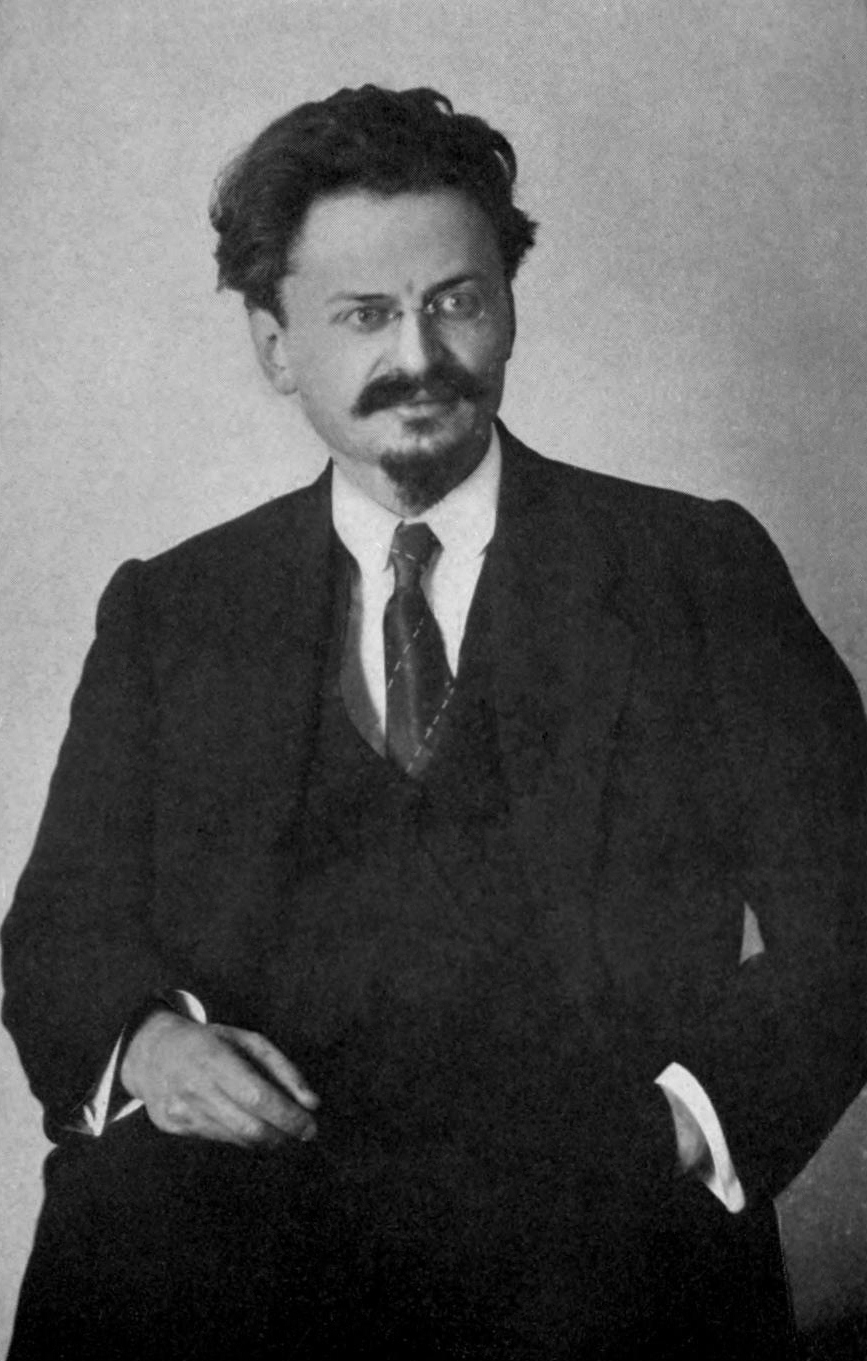
Główny konkurent Stalina do objęcia władzy w ZSRR, Lew Trocki

### Okres stalinizmu

#### Wielki terror
Stalin przejął i rozwinął po rządach Lenina policję polityczną oraz zalążek systemu obozów pracy przymusowej Gułag (Gławnoje Uprawlienie Łagieriej), w którym, począwszy od 1933 r., przebywało na stałe 10 milionów więźniów. Represje, których kulminacja nastąpiła w 1937 r., doprowadziły do częściowej eksterminacji tzw. starych bolszewików – działaczy z czasów rewolucji, korpusu dowódczego Armii Czerwonej (rozstrzelano 35 tys. z 80 tys. oficerów), a także pracowników NKWD (jako szkodników rozstrzelano za czasów komisarza Nikołaja Jeżowa protegowanych poprzednika – Genricha Jagody, a za czasów Berii – protegowanych Jeżowa).
Stalin zorganizował intrygę, która posłużyła do zamordowania marszałka Michaiła Tuchaczewskiego – w 1936 przekonał Niemców do sfabrykowania dowodów przeciwko niemu, dotyczących rzekomych tajnych kontaktów między Tuchaczewskim a niemieckimi generałami. Materiały spreparowało hitlerowskie Gestapo, a do ZSRR dostarczył je podwójny agent (jednocześnie NKWD i Gestapo), generał Nikołaj Skoblin. Tuchaczewskiego oraz 7 innych wysokich oficerów skazano 11 czerwca 1937 w pokazowym procesie i zamordowano 12 czerwca. Stalin, za pomocą całkowicie mu posłusznego szefa NKWD, Nikołaja Jeżowa, dokonywał masowej eksterminacji przeciwników politycznych – osobiście podpisywał listy osób przeznaczonych do wymordowania. Jego podpis figuruje na ponad 400 listach tylko z lat 1937–1939, zawierających nazwiska 44 000 ludzi (bolszewików, członków rządu oraz oficerów wojska i osób ze świata kultury). Czystka w partii do 1939 spowodowała wymordowanie ok. 1 miliona szeregowych członków partii, w niektórych rejonach kraju zabito wszystkich działaczy partyjnych, np. w Leningradzie zamordowano 150 delegatów na 17. zjazd partii, zostawiając przy życiu zaledwie 2. Terror objął jednak w pierwszym rzędzie zwykłych obywateli kraju – w 1989 eksperci radzieckiego Centrum Praw Człowieka Memoriał odkopali w pobliżu Czelabińska na Uralu jedną z wielu masowych mogił ofiar terroru z lat 30., która zawierała 80 000 ludzkich szkieletów.
Postępy w „zaostrzaniu się walki klasowej wraz z postępami w budowie socjalizmu” ukoronowało przyjęcie 25 listopada 1936 tzw. „stalinowskiej Konstytucji ZSRR”. Na jej mocy z RSFSR wyodrębniono republiki radzieckie: Kazachską i Kirgiską, a Zakaukaską SFSR podzielono na Azerbejdżańską SRR, Gruzińską SRR i Armeńską SRR (1936). Republiki Turkmeńska, Uzbecka i Tadżycka powstały już w latach dwudziestych (1925–1929). Decyzje te miały jednak małe znaczenie ze względu na ciągłe ograniczanie niezależności ich władz.

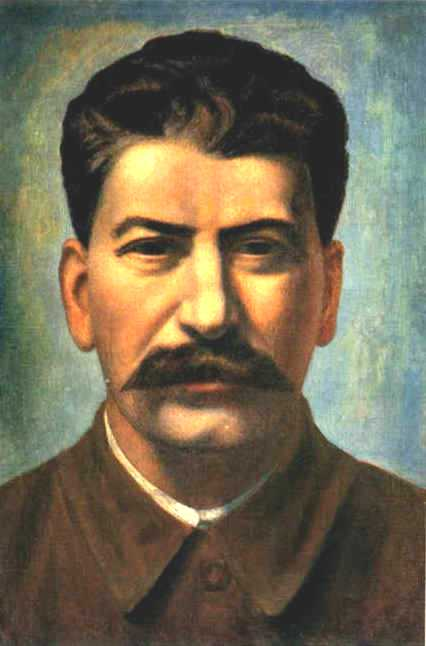
Portret Józefa Stalina, Paweł Fiłonow, 1936 rok

#### Industrializacja
Po eliminacji przeciwników w toku czystek w partii, armii i administracji, Stalin przejął władzę dyktatorską. Najważniejszym posunięciem władz była kolektywizacja rolnictwa – przymusowe połączenie gospodarstw chłopskich w quasi-spółdzielcze przedsiębiorstwa (kołchozy). Spowodowało to klęskę głodu oraz załamanie produkcji rolnej (z powodu uwięzienia wielu opornych chłopów, chronicznego niedofinansowania państwowego rolnictwa oraz braku motywacji chłopów do pracy), ale poprzez terror i zajadłą propagandę demonizującą bogatych chłopów – tzw. kułaków – fakt ten spotkał się ze słabą reakcją ludności miejskiej oraz był niedoceniany przez międzynarodową opinię publiczną. Kulminacją wymierzonej przeciwko chłopom akcji stał się wielki głód na Ukrainie, który spowodował śmierć sześciu milionów osób. Ekonomicznym skutkiem kolektywizacji był zanik efektywności i spadek produkcji rolniczej o 30%.
Drugą kampanią było forsowne uprzemysłowienie w ramach państwowych planów pięcioletnich, w przeciwieństwie do kolektywizacji doprowadziło ono do rozwoju gospodarczego kraju. Motorem uprzemysłowienia był sterowany za pośrednictwem propagandy entuzjazm (wyścig pracy, ruch stachanowski), obawa przed uznaniem za „szkodnika” albo „bumelanta” i uwięzieniem oraz napływ wywłaszczonych chłopów, zapewniających tanią siłę roboczą. W efekcie pierwsze pięciolatki przyniosły zbudowanie wielu obiektów przemysłowych i rozwój gospodarczy. Poziom życia pozostał jednak niski, ponieważ gospodarka pozostała nieefektywna i marnotrawna, a głównym kierunkiem uprzemysłowienia była budowa przemysłu zbrojeniowego i gałęzi o znaczeniu militarnym (górnictwo, hutnictwo, energetyka, przemysł maszynowy). Na skutek polityki industrializacji już w 1930 roku udało się mu zwiększyć kapitał towarowy i zdolności przemysłu ciężkiego, polityka kolektywizacji zakończyła się natomiast klęską, która przyczyniła się do śmierci milionów ludzi. Sukcesem dyktatora okazało się zbudowanie jeszcze przed II wojną światową mocarstwa przemysłowo-wojskowego. Zgodnie z ideami komunizmu, gospodarka ZSRR była centralnie planowa i prawie w całości państwowa. Kierunki polityki gospodarczej ustalano pod wojsko. Szybki rozwój nastąpił kosztem ograniczenia spożycia, zgodnie z zasadą „pracuj więcej, jedz mniej” i ofiarami poniesionymi w okresie Wielkiego Terroru.
Do 1942 roku wzrost gospodarczy wynosił średnio 20% rocznie. Wzrosła produkcja przemysłu ciężkiego i surowców, w wyniku czego na początku lat 40. gospodarka ZSRR stała się stosunkowo samowystarczalna, co trwało do czasu utworzenia RWPG. Stalin przekształcił ZSRR z kraju rolniczego w potęgę przemysłową, dzięki czemu kraj stał się nowym supermocarstwem po wojnie.

#### Początek II wojny światowej

Europa 1939–1941

ZSRR był traktowany w latach 30. jako potencjalny sojusznik zachodnich państw demokratycznych ze względu na wrogi stosunek faszyzmu do komunizmu. Wolty w polityce sowieckiej dokonał Stalin, gdy 23 sierpnia 1939, kiedy został zawarty pakt Ribbentrop-Mołotow. W jego wyniku ZSRR po agresji na Polskę okupował wschodnie tereny II Rzeczypospolitej, a w czerwcu 1940 Łotwę, Litwę, Estonię, część Rumunii (po dwudziestoczterogodzinnym ultimatum wystosowanym przez rząd ZSRR (w konsekwencji ustaleń paktu Ribbentrop-Mołotow) po klęsce Francji, sojusznika Rumunii, 26 czerwca 1940 wobec rządu Rumunii z żądaniem natychmiastowego opuszczenia terytorium północnej Bukowiny i Besarabii). Okupowane i anektowane terytoria zostały poddane kolektywizacji i masowemu terrorowi. Niepodległość obroniła natomiast Finlandia (mimo strat terytorialnych). Stalin ściśle przestrzegał zobowiązań sojuszu z Niemcami, od 1939 dostarczając Niemcom surowców strategicznych i zaopatrzenia do prowadzenia wojny na zachodzie Europy (kampania francuska 1940), przekazując także Gestapo osoby niepożądane na terenie ZSRR (m.in. niektórych działaczy komunistycznych, aresztowanych przez NKWD w czasie wielkiego terroru).
Niemcy nie mogli pogodzić się z ekspansjonistycznymi celami Stalina, przedstawionymi przez Wiaczesława Mołotowa w Berlinie w listopadzie 1940 i wykraczającymi poza zakres przewidzianych w pakcie stref wpływu (poza przewidzianą do zajęcia Finlandią i nie przewidzianą do zajęcia w pakcie Ribbentrop-Mołotow Bukowiną północną, Stalin wykazywał m.in. zainteresowanie Bułgarią, kontrolą przejścia z Morza Czarnego na Morze Śródziemne czy swobodą przejścia przez cieśniny duńskie, co powodowało dla Niemiec zagrożenie dla kontroli nad rumuńskimi polami naftowymi), przeprowadzanie przymusowych wysiedleń ludności niemieckojęzycznej z krajów nadbałtyckich, a także intensyfikacja zbrojenia armii spowodowały podjęcie, a następnie przyspieszenie prac nad planem agresji na ZSRR. Już miesiąc po opanowaniu ostatniego państwa nadbałtyckiego Hitler wydał dyrektywę nr 21 (18 grudnia 1940 roku), pomimo tego, że cały czas trwała bitwa o Anglię.
Aby zabezpieczyć się przed ewentualną agresją III Rzeszy, rozpoczęto pośpieszną budowę umocnień nazwanych Linią Mołotowa.

### Wojna z Niemcami

#### Początek wojny
22 czerwca 1941 wojska niemieckie rozpoczęły realizację Planu „Barbarossa” – wojny błyskawicznej w ZSRR. Zdemoralizowane przez represje i słabo wyszkolone do obrony oddziały stawiały słaby opór i wkrótce wojska niemieckie znalazły się na przedpolach Moskwy. Nie udało się jednak Niemcom ani zająć stolicy, ani sparaliżować gospodarki, a przewaga demograficzna i patriotyzm Rosjan sprawiły, że konflikt przedłużył się na kolejne cztery lata.
Do działań przeciwko ZSRR Hitler skoncentrował 3 000 000 żołnierzy 3580 czołgów i 7184 działa artyleryjskie. Rumunia wystawiła 13 dywizji i 9 brygad. ZSRR na zachodzie dysponował jedynie 2 517 054 żołnierzami. Armia ZSRR posiadała łącznie 20 500 czołgów (z czego mniej więcej połowa znajdowała się na zachodzie).
Inwazja hitlerowska rozpoczęła się 22 czerwca o godzinie 3.15. W ciągu 9 dni od wybuchu wojny w różnych częściach ZSRR zmobilizowano 5 milionów ludzi. Spora część z tych żołnierzy uzupełniła straty pierwszego tygodnia wojny. W przemówieniu 3 lipca Stalin wezwał do utworzenia ruchu partyzanckiego i walki przeciwko Niemcom.

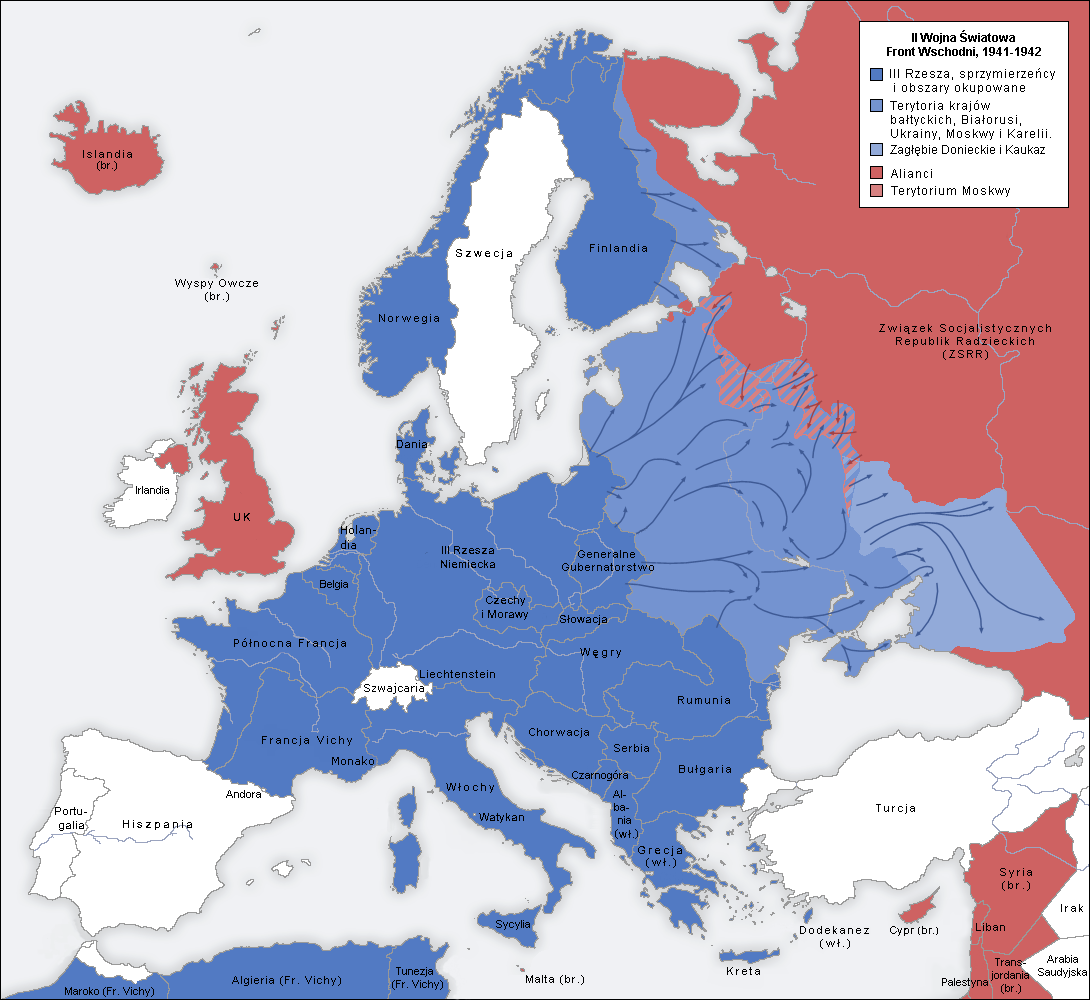
Działania wojenne w Europie 1941–1942

22 czerwca 1941 roku, samoloty Luftwaffe przypuściły zmasowane naloty na lotniska znajdujące się przy granicy. Nad 66 lotnisk, wybranych jako priorytetowe cele do zniszczenia, wysłano 637 bombowców i 231 myśliwców. Straty Radzieckich Sił Powietrznych w pierwszym dniu wyniosły ok. 2000 samolotów zniszczonych na ziemi, w powietrzu, uszkodzonych i porzuconych bądź zniszczonych przez własne załogi w czasie odwrotu. W wyniku walk z radzieckimi samolotami, które zdążyły wystartować i ognia artylerii przeciwlotniczej, która zdołała otworzyć ogień do nieprzyjacielskich samolotów, Luftwaffe straciła 61 samolotów, zaś lotnictwo rumuńskie 11 samolotów.
22 czerwca 1941 roku, odbyła się bitwa pod Rosieniami. Poskutkowała ona zajęciem przez Niemców mostów na Mituwie, dzięki czemu przez rzekę udało się szybko przerzucić cały korpus pancerny. W wyniku tej operacji Niemcy dotarli do rzeki Dubissy. 291. Dywizja Piechoty rozbiła radziecką 67. Dywizję Strzelecką i wieczorem zdobyła linię kolejową Lipawa – Ryga. Port w Lipawie został w ten sposób odcięty. Rano wojska radzieckie przygotowały kontruderzenie w rejonie Szawli. W natarciu miały wziąć udział 2., 23. i 28. Dywizja Pancerna oraz 48. i 25. Dywizja Strzelecka.
Już na początku września natarcie niemieckie straciło impet. Wiele czołgów Niemcy utracili, a uzupełnień nie było. Rozporządzenia nakazywały kontynuowanie natarcia na Leningrad. XXXVIII Korpus z 18. Armii zajął rejon Peterhofu. Armia Czerwona zajmowała silne pozycja obronne, posiadali w tym rejonie 155 bunkrów. Oddziały niemieckiej 291. i 58. Dywizji Piechoty (na kierunku Duderhofu) poniosły znaczne straty. 1. Dywizja Pancerna zajęła Strelnię i wyszła nad Zatokę Narewską. Niemcy znajdowali się ok. 5 km od Leningradu. XXXIX Korpus zajął Szlisselburg (8 września) oraz dotarł do jeziora Ładoga. 122. Dywizja Piechoty w rejonie Iżony przecięła linię kolejową Leningrad – Moskwa. Leningrad znalazł się w okrążeniu. Oddziały radzieckiej 42. Armii były systematycznie spychane do miasta.
W kotle leningradzkim Niemcy zamknęli 17 dywizji strzeleckich oraz 2 bataliony piechoty morskiej. Znalazły się tam 42., 55. i 8. Armia. Dodatkowo w mieście utknęła w pułapce cała Flota Bałtycka, z okrętami liniowymi „Marat” i „Oktiabrskaja Riewolucja” na czele. Niemcy rozpoczęli ostrzał artyleryjski oraz systematyczne bombardowanie miasta i portu. 21 września został uszkodzony pancernik „Oktiabrskaja Riewolucja”, a 23 września łupem Junkersów Ju 87 Stuka padł „Marat”, który trafiony bombami osiadł na dnie basenu portowego. Rozpoczęły się długotrwałe walki pozycyjne i trzyletnie oblężenie miasta.

#### Zbrodnie nazistowskie

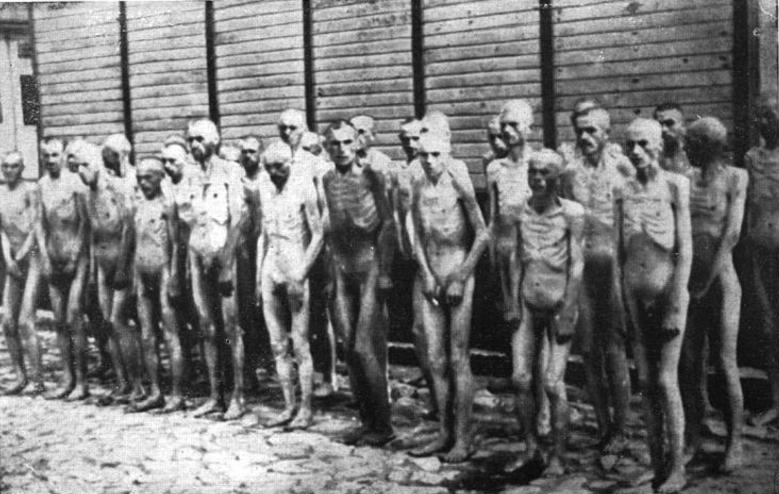
Grupa żołnierzy radzieckich w Mauthausen

Niemcom udało się pojmać znaczną liczbę broniących kraju żołnierzy. Nawet do 3,3 miliona jeńców radzieckich zostało zgładzonych
Pomimo faktu, że III Rzesza pozostawała sygnatariuszem szeregu konwencji regulujących status jeńców wojennych, stosunek Niemców do wziętych do niewoli żołnierzy przeciwnika opierał się przede wszystkim na rasistowskich założeniach ideologii nazizmu. Najniżej w hierarchii jenieckiej nazistów znajdowali się natomiast wzięci do niewoli czerwonoarmiści.
Według Hitlera i innych przywódców Niemiec wojna była starciem przeciwstawnych ideologii i ras, której celem było „zniszczenie azjatycko-barbarzyńskiego bolszewizmu” oraz zdobycie tzw. „przestrzeni życiowej na Wschodzie” (niem. Lebensraum). Według założeń „Generalnego Planu Wschodniego”, terytoria ZSRR miały w ciągu 25 lat zostać „oczyszczone” ze Słowian oraz nie nadających się do zgermanizowania przedstawicieli innych narodowości. „Zbędny” materiał ludzki miał zostać przesiedlony za Ural albo eksterminowany w sposób bezpośredni lub pośredni (poprzez niewolniczą pracę). „Oczyszczone” w ten sposób tereny miały stać się obszarem niemieckiej i germańskiej kolonizacji. Założenia „Generalnego Planu Wschodniego”, jak również tezy rasowe i polityczne zawarte w Mein Kampf, skazywały narody ZSRR na biologiczne wyniszczenie, wysiedlenie lub niewolniczą pracę na rzecz nowych panów.
Po wyzwoleniu większość jeńców, którzy wrócili do ZSRR została zesłana do łagrów a ci, którzy je przeżyli byli dyskryminowani jako zdrajcy.

#### Punkt zwrotny w wojnie i zwycięstwo ZSRR

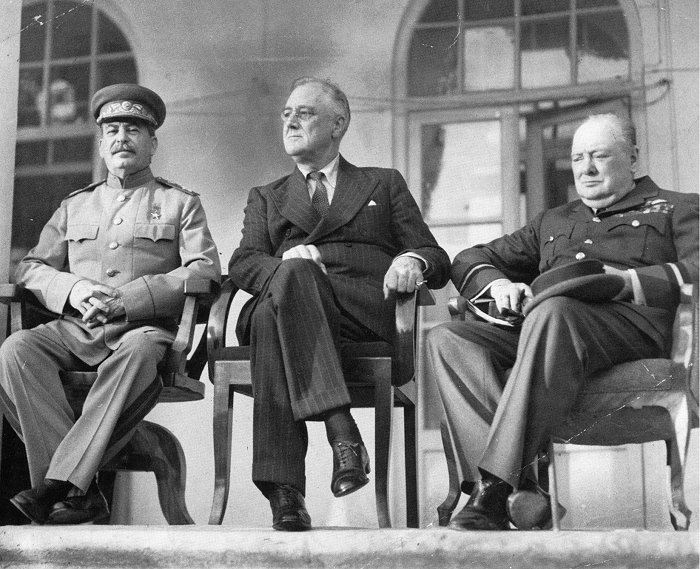
Józef Stalin, Franklin Delano Roosevelt i Winston Churchill na konferencji teherańskiej

W 1943 r. (bitwa stalingradzka, później bitwa na łuku kurskim) Armia Czerwona osiągnęła strategiczną przewagę i zmusiła Niemców nie tylko do wycofania się z terytorium ZSRR, ale także z Rumunii, Bułgarii, Węgier, Polski, znacznej części Czechosłowacji. Następnie Armia Czerwona dotarła do terytorium Niemiec (na linię Łaby), wschodniej Austrii, wybrzeży Adriatyku i północnej granicy Grecji. Konferencje Stalina z zachodnimi sojusznikami w Teheranie, Jałcie i Poczdamie stały się podstawą powojennego ładu międzynarodowego. Wojskowi radzieccy wzięli też udział w walkach poza krajem. Pod koniec wojny poza granicami ZSRR przetransportowani na tereny Francji jeńcy radzieccy 8 maja 1944 roku wzięli udział w masowej ucieczce (łącznie uciekło wówczas 70 osób) i założyli dwie formacje zbrojne: męską „Za Ojczyznę” („За Родину”) i żeńską „Ojczyzna” („Родина”), na której czele stanęła Nadieżda Lisowiec, a po niej – Rozalija Fridzon. W 1944 roku radzieccy partyzanci działali na terenie Polski i Czechosłowacji.

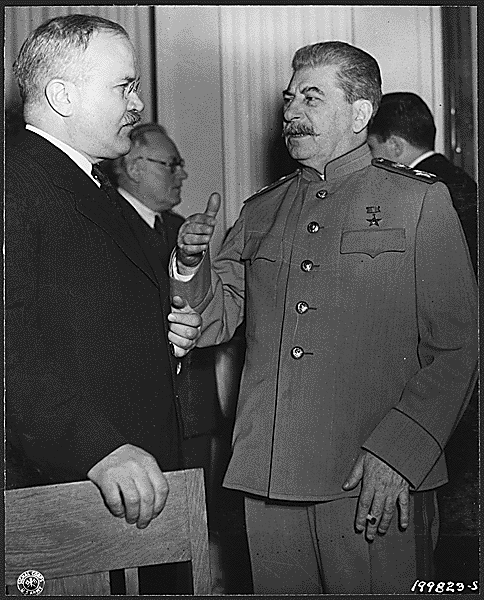
Józef Stalin i Wiaczesław Mołotow, Jałta, luty 1945

Popełniane przez Stalina błędy militarne kompensowane były częściowo poświęceniem społeczeństwa i konkretnych żołnierzy, umiejętnościami dowódców radzieckich, a także pomocą amerykańską w sprzęcie wojskowym, paliwie i surowcach w ramach Lend-Lease Act. Wszystko to skutkowało jednak niezwykle wysokimi stratami ludzkimi, a znaczenie pomocy zagranicznej było po wojnie pomniejszane lub pomijane milczeniem.
Stalin kilkakrotnie spotkał się z premierem Wielkiej Brytanii, Winstonem Churchillem, oraz prezydentami USA, Franklinem Delano Rooseveltem i Harrym Trumanem (konferencja teherańska, konferencja jałtańska, konferencja poczdamska), deklarując przywiązanie do demokracji i wolę współdziałania po wojnie w zamian za realne ustępstwa partnerów. Po wojnie zerwał jednak umowy, narzucając dominację ekonomiczną, ideologiczną i polityczną ZSRR krajom Europy Wschodniej. W maju 1945 roku wojska radzieckie i polskie zajęły Berlin a nazistowskie Niemcy podpisały bezwarunkową kapitulację.

Ofiary II wojny światowej: liczby, procenty

W wyniku wojny Związek Radziecki stracił 10,6 mln żołnierzy oraz 11-15,9 mln cywilów. Liczba ta była wielokrotnie prezentowana jako dowód największego zaangażowania ZSRR w zwycięstwo nad III Rzeszą, jednak część historyków (m.in. Borys Sokołow) uważa, że świadczy ona raczej o nieudolności radzieckiego dowództwa i taktyce „zarzucania Niemców mięsem armatnim”, która, choć okazała się skuteczna, skutkowała poważnymi kosztami społecznymi.

### Budowa bloku wschodniego
Tereny Europy Środkowo-Wschodniej zajęte przez Armię Czerwoną zostały włączone do bloku wschodniego poprzez wciągnięcie ich w strefę wpływów ZSRR, krajami takimi stały się Niemiecka Republika Demokratyczna, Polska Rzeczpospolita Ludowa, Węgierska Republika Ludowa, Bułgarska Republika Ludowa, Czechosłowacka Republika Socjalistyczna, Rumuńska Republika Ludowa i Ludowa Republika Albanii (która jednak opuściła blok wschodni). Władze bloku wschodniego przyjęły gospodarkę planową i stłumiły rzeczywisty lub potencjalny sprzeciw wobec ich rządów.
ZSRR starał się rozszerzyć swoją strefę wpływów już od 1946 roku. Przy wsparciu ZSRR, w Iranie ogłoszono utworzenie separatystycznej Autonomicznej Republiki Azerbejdżanu i Republiki Kurdyjskiej. USA i Wielka Brytania zdecydowały się na dyplomatyczną konfrontację w sprawie Iranu i ostatecznie wymogły na Stalinie podpisanie 26 marca 1946 układu, na mocy którego wojska radzieckie ostatecznie opuściły Iran. Przepaść między ZSRR a Zachodem pogłębiła w dalszym stopniu grecka wojna domowa i zorganizowany przez Sowietów zamach stanu w Czechosłowacji. Wydarzenia te zapoczątkowały okres w historii świata znany jako zimna wojna.
W 1948 roku wybuchł kryzys jugosłowiański, w wyniku którego radziecka partia komunistyczna zerwała stosunki z Komunistyczną Partią Jugosławii. W styczniu 1949 roku ZSRR zgrupował państwa bloku wschodniego w instytucje o nazwie Rada Wzajemnej Pomocy Gospodarczej. Do dużego wzmocnienia ZSRR doszło, gdy w 1949 roku Chińska Armia Ludowo-Wyzwoleńcza Mao Zedonga pokonała w toczącej się z przerwami od lat 30. wojnie domowej siły Kuomintangu Czang Kaj-szeka wspierane przez USA. W miejsce dotychczasowej Republiki Chińskiej, Mao utworzył Chińską Republikę Ludową, z którą to ZSRR szybko utworzył sojusz. Zapalnym punktem zimnej wojny był Półwysep Koreański podzielony na komunistyczną Koreańską Republikę Ludowo-Demokratyczną i prozachodnią Republikę Korei. ZSRR popierał KRLD, ale nie był w stanie jej kontrolować. W 1950 roku wojska KRLD dokonały inwazji na obszar Korei Południowej, co było skutkiem wcześniejszych napięć między oboma państwami koreańskimi. Chiny jawnie wsparły zbrojnie KRLD, a ZSRR zajął dwuznaczne stanowisko. Stalin odmówił większego wsparcia sił Korei Ludowo-Demokratycznej, oferując jedynie pomoc zaopatrzeniową i lotniczą.

### Śmierć Stalina i walka o władzę w partii
Ważnym momentem w historii ZSRR była śmierć Stalina – dyktator umarł 5 marca 1953 w wyniku wylewu krwi do mózgu. Po śmierci Stalina były rozpowszechniane różne teorie spiskowe, że „został zamordowany przez Ławrientija Berię”, „otruty warfaryną”, czy „zastrzykiem adrenaliny”.
Po śmierci Stalina, w Komunistycznej Partii Związku Radzieckiego (nazwa nadana w 1952 roku) rozpoczęła się ponowna walka o władzę. Nowym premierem został Gieorgij Malenkow. Znaczne wpływy miał jednak Beria. Szef służb bezpieczeństwa rozpoczął szereg potężnych reform; starał się przy tym ukryć własne zbrodnie, przerzucając odpowiedzialność za nie na zmarłego dyktatora. Jednymi z kluczowych decyzji Berii była amnestia, która objęła ponad milion więźniów i propozycja likwidacji NRD, która miała być według Berii włączona w skład zjednoczonych, neutralnych Niemiec. Jeden z przywódców partii, Nikita Chruszczow, uznał zjednoczeniowy pomysł za antykomunistyczny. W celu zablokowania go, Chruszczow sprzymierzył się z Malenkowem i rozpoczął kampanię przeciwko Berii, który miał rzekomo planować wojskowy zamach stanu. 26 czerwca 1953 roku Beria został aresztowany na posiedzeniu Prezydium, a następnie osądzony i stracony wraz z pięcioma bliskimi współpracownikami w grudniu 1953 roku. Jego odsunięcie było ostatnim w historii ZSRR odsunięciem od władzy polityka poprzez egzekucję.
Śmierć Berii nie zakończyła batalii o władzę. Władzę objęło kolektywne kierownictwo – Chruszczow, Malenkow i Nikołaj Bułganin. Malenkow przedstawiał odmienną od Chruszczowa wizję państwa. Za zwycięstwem Chruszczowa przemówiła zapoczątkowana przez niego Kampania zagospodarowania nieużytków. Miała ona na celu podniesienie produkcji rolnej w ZSRR w latach 1954–1960 poprzez zaoranie nieużytków rolnych, głównie stepów, która początkowo była dużym sukcesem. Na posiedzeniu Komitetu Centralnego rządzącej partii w styczniu 1955 roku, Malenkow został oskarżony o udział w sprawie leningradzkiej i ułatwienie Berii dojścia do władzy. Na posiedzeniu Rady Najwyższej w następnym miesiącu został zdymisjonowany jako premier, a ku zdziwieniu zachodnich obserwatorów, zastąpił go Nikołaj Bułganin. Chruszczow jeszcze przed tym wydarzeniem umocnił swoje wpływy wśród lokalnych przywódców partyjnych. Wraz z dymisją Malenkowa, Chruszczow stał się w praktyce najważniejszą osobą w partii. Sam Malenkow pozostał w rządzie, pełniąc o wiele mniej znaczącą funkcję ministra energetyki.

### Era Chruszczowa

#### XX Zjazd KPZR i destalinizacja
W 1955 r. premierem ZSRR został Nikołaj Bułganin. W następnym roku Nikita Chruszczow na XX Zjeździe KPZR potępił zbrodnie dokonane pod rządami Józefa Stalina. Treść referatu, jaki Chruszczow wygłosił na zjeździe partii, nie wpłynął znacząco na postawy radzieckiego społeczeństwa, wywołał jednak Poznański Czerwiec i powstanie węgierskie 1956. Pod wpływem tych wydarzeń obrońcy Stalina zorganizowali protesty w Gruzji, skąd pochodził dyktator. Protesty przerodziły się w trwające cztery dni zamieszki, w trakcie których protestujący Gruzini domagali się dymisji Chruszczowa i zastąpieniu go przez Mołotowa. Po jeszcze większym rozpropagowaniu treści referatu poprzez spotkania partyjne, na których był on odczytywany, radzieccy komuniści potępili Stalina w jeszcze większym stopniu. Niektórzy z nich wezwali nawet do wielopartyjnych wyborów i potępienia samego Chruszczowa. Z drugiej strony zwykli mieszkańcy często lekceważyli informacje o zbrodniach reżimu stalinowskiego i bronili dyktatora, widząc w destalinizacji niepotrzebne grzebanie w historii.
Przeciwna Chruszczowowi mniejszość w Prezydium zjednoczyła się w celu odrzucenia reformy Chruszczowa, zmierzającej do decentralizacji kontroli nad przemysłem. W pierwszej połowie 1957 roku, Malenkow, Mołotow i Kaganowicz rozpoczęli działania zmierzające do odwołania Chruszczowa. 18 czerwca na posiedzeniu Prezydium kilku ze stalinowskich przedstawicieli partii zaproponowało odsunięcie Chruszczowa od władzy. Chruszczow wkrótce dowiedział się o planach stalinistów. Określił ich jako Antypartyjna grupa Malenkowa, Kaganowicza, Mołotowa, Bułganina i Szepiłowa, a na Plenum Komitetu Centralnego KPZR oskarżył o frakcyjność i udział w zbrodniach stalinowskich. Trzech z nich zostało wydalonych z KC i Prezydium, Mołotow został wysłany do Mongolii jako ambasador, a reszta objęła stanowiska w obiektach przemysłowych i instytutach znajdujących się daleko od Moskwy.
Po wygłoszeniu referatu na XX Zjeździe, zintensyfikował liberalizację ustrojową. Jeszcze pod koniec 1955 roku tysiące więźniów politycznych z łagrów zostało wypuszczonych na wolność, a po powrocie do domu opowiedziało swoje doświadczenia życia obozowego. Pozwolił obywatelom na wyjazdy na Zachód, podczas gdy Stalin pozwolił jedynie niewielkiej grupie mieszkańców kraju na wyjazdy poza jego granice (oraz niewielkiej liczbie turystów na odwiedzenie Związku Radzieckiego). Chruszczow nie tylko pozwolił Sowietom na zagraniczne podróże (w samym roku 1957 odbyło je 700 tysięcy obywateli), ale też pozwolił obcokrajowcom na odwiedzenie Związku Radzieckiego. ZSRR dzięki polityce otwarcia stał się przedmiotem ogromnego zainteresowania zagranicznych turystów.

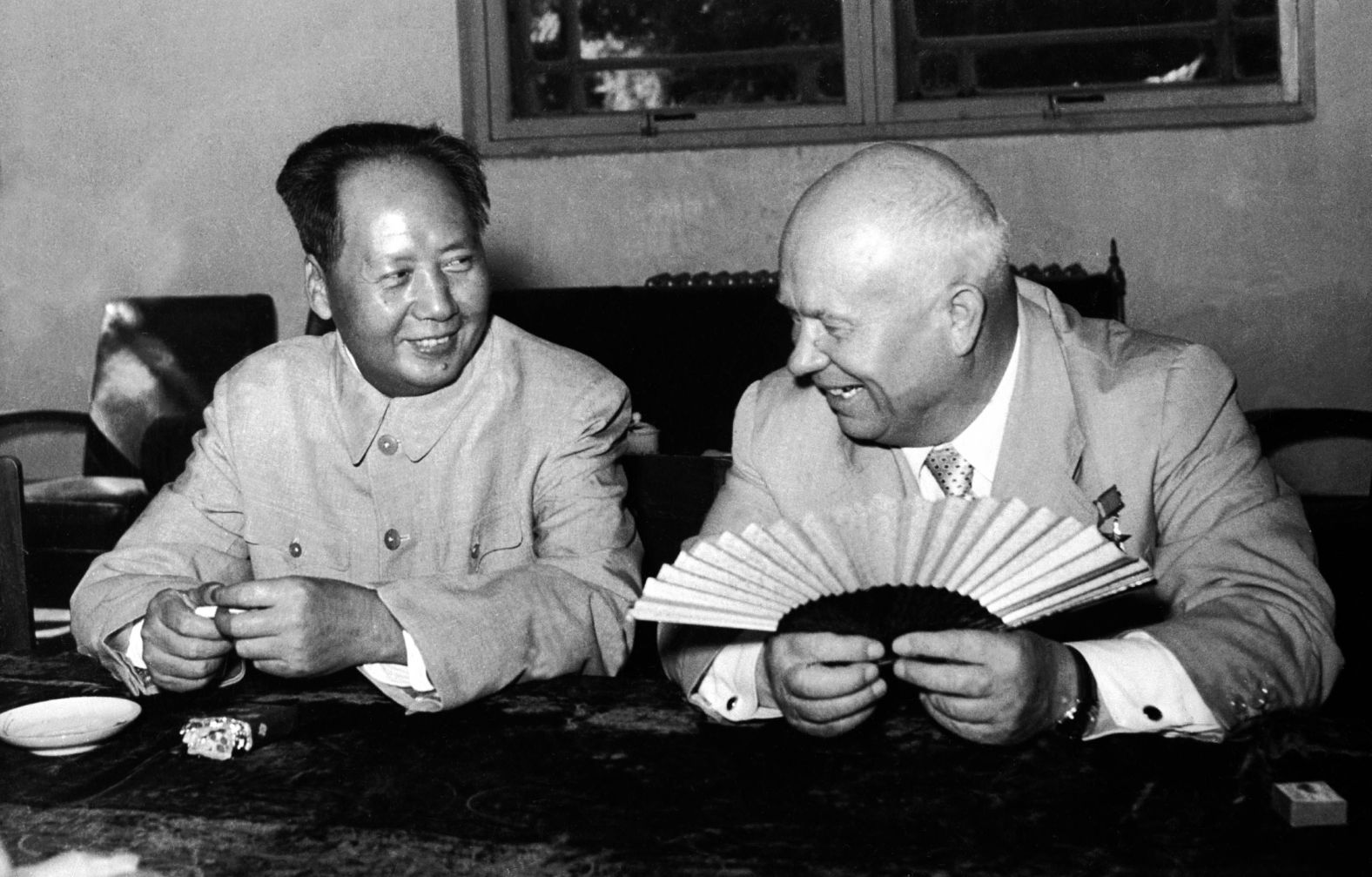
Mao Zedong i Nikita Chruszczow w 1958 roku

Nowy rząd zniósł specjalne trybunały prowadzone przez służby bezpieczeństwa. Trybunały te, znane jako trojki, często ignorowały procedury prawne. Za rządów Chruszczowa nie doszło do istotnych procesów politycznych. Dysydenci byli zazwyczaj karani jedynie poprzez usunięcie z partii. W 1958 otworzył posiedzenie Komitetu Centralnego, na którym po raz pierwszy prace komisji były podane do informacji publicznej.

#### Polityka zagraniczna Chruszczowa

##### Świat socjalistyczny
Tajny referat w połączeniu ze śmiercią polskiego przywódcy Bolesława Bieruta wywołał w Polsce i na Węgrzech znaczną falę liberalizacji ustrojowej. Chruszczow zgodził się uznać nowe władze Polski w zamian za zapewnienie ze strony Gomułki o utrzymaniu dotychczasowych relacji polsko-radzieckich. Sytuacja w Polsce na tyle ośmieliła rząd Węgrów, że ci zdecydowali otwarcie przeciwstawić się Moskwie. Masowe demonstracje w Budapeszcie z dnia 23 października przerodziły się w powstanie. Władzę nad powstaniem objęła komunistyczna Węgierska Partia Pracujących z reformatorskim premierem Imre Nagy. Stacjonujące w mieście wojska radzieckie starły się z siłami węgierskimi. W walkach zginęły setki osób. Nagy wezwał do zawieszenia broni i wycofania się wojsk radzieckich. Chruszczow początkowo przystał na jego warunki pod warunkiem, że Węgry nie zerwą sojuszu z ZSRR. Sytuacja na krótko uspokoiła się. Do ponownych walk doszło po tym, gdy 30 października Nagy zapowiedział przeprowadzenie pluralistycznych wyborów, a następnego dnia opuszczenie Układu Warszawskiego. 3 listopada, dwóch członków rządu Nagya powołało na Ukrainie samozwańczy rząd tymczasowy i poprosiło ZSRR o interwencję celem obalenia Nagy. 4 listopada wojsko radzieckie przystąpiło do pacyfikacji wystąpień na Węgrzech. Nagy został aresztowany, a następnie stracony.
ZSRR poprawił relacje z Jugosławią. Chruszczow stanął na czele radzieckiej delegacji do Belgradu w 1955 roku. Rozzłościło to ChRL, odrzucającą liberalną wersję komunizmu wdrażaną przez Jugosłowian.

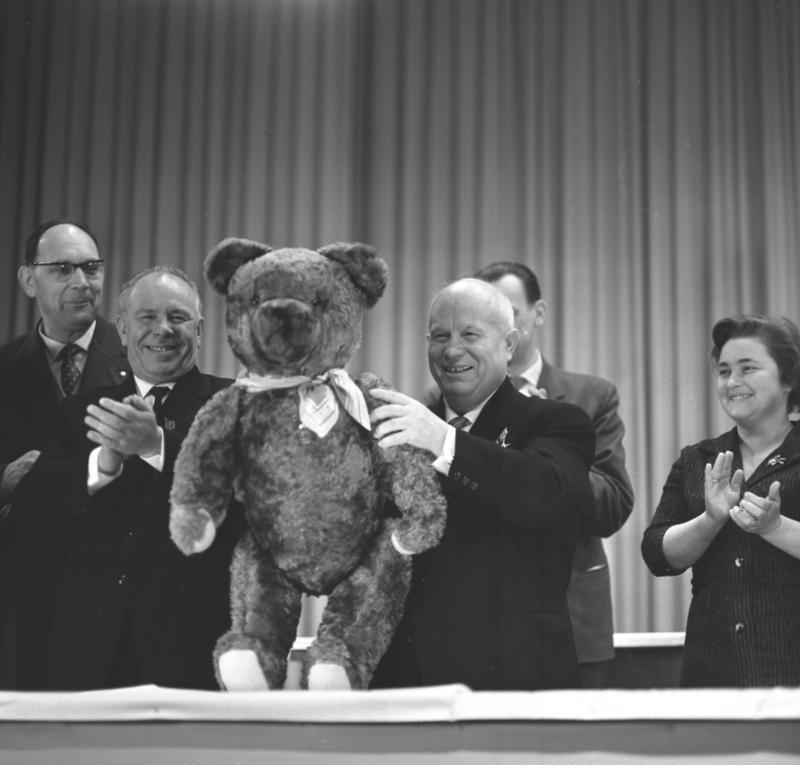
Chruszczow i Nikołaj Podgorny w trakcie wizyty w NRD

Stosunki dyplomatyczne między ZSRR i Kubą zostały oficjalnie przywrócone w maju 1960 roku. Dwa lata później Aleksandr Aleksiejew został mianowany radzieckim ambasadorem na wyspie, a rządzony przez Fidela Castro kraj stał się jednym z członków bloku wschodniego po inwazji w Zatoce Świń. Ustanowienie bliskich relacji między Kubą a ZSRR doprowadziło do pogorszenia relacji z USA. Relacje między państwami uległy znacznemu pogorszeniu na skutek amerykańskiej inwazji w Zatoce Świń, a także na skutek wznowienia wyścigu kosmicznego spowodowanego przez radziecką misję Wostok 1 (pierwszy lot kosmiczny człowieka w kosmos). W odpowiedzi na to pierwsze wydarzenie, Chruszczow zagroził Amerykanom umieszczenie na Kubie radzieckich rakiet, co poskutkowało wybuchem kryzysu kubańskiego. Celem zakończenia kryzysu, 3 czerwca 1961 roku odbył się szczyt wiedeński, skutkujący krótkotrwałym złagodzeniem napięć Wschód-Zachód poprzez zakończenie kryzysu kubańskiego i chwilowego odroczenia sprawy Berlina. Chruszczow w ramach porozumienia zgodził się na usunięcie rakiet w zamian za zobowiązanie USA, że nie dokonają one więcej ataku na Kubę, a rząd wycofa swoje MRBM z Turcji i Włoch.
Dużym kłopotem dla ZSRR stała się postawa Chin. Mao Zedong dążył do przywrócenia Chinom niektórych terenów odebranych im przez rosyjskich carów, jednocześnie chcąc otrzymać od ZSRR pomoc materialną. Chruszczow po przejęciu władzy zwiększył pomoc udzielaną Chinom. Radziecki przywódca w trakcie wizyty w Chinach w 1954 roku zgodził się oddać Chińczykom bazy marynarki wojennej Lüshunkou i Dalian. Chruszczow zgodził się na ten krok pomimo złości, jaką wywołały u niego nalegania Mao, aby Sowieci pozostawili Chińczykom umiejscowiony w portach sprzęt wojskowy. Dużym problemem w relacjach ChRL-ZSRR pozostawały względy ideologiczne – Chińczycy stali na stanowisku, że komunizm należy rozszerzać drogą militarną, Chruszczow natomiast sądził, że najważniejsze jest doścignięcie przez państwa socjalistycznego warunków życia, jakie panują na Zachodzie. Stosunki między krajami gwałtownie pogorszyły się w 1956 roku. Mao rozgniewał się tym, że Chruszczow wygłosił Tajny referat bez uprzedniego poinformowania go o nim. Dwa lata później, w trakcie wizyty Chruszczowa w Pekinie, Mao odrzucił jego propozycję współpracy wojskowej. Wkrótce po tym wywołał drugi kryzys w Cieśninie Tajwańskiej, licząc na storpedowanie działań Chruszczowa zmierzających do polepszenia relacji z USA. Widząc radykalną politykę Mao, Sowieci w 1959 roku wycofali się z pomocy względem Chin. Kryzys w relacjach ZSRR-ChRL odbił się na sytuacji w Europie. Albania opowiedziała się po stronie Chin i zerwała sojusz ze Związkiem Radzieckim.

##### Wzrost napięcia w relacjach z Zachodem
Chruszczow początkowo złagodził politykę zagraniczną, ograniczając stan napięcia z USA. Taki stan rzeczy nie potrwał długo, ZSRR i USA prowadziły bowiem politykę remilitaryzacji atomowej i opracowywania broni dalekiego zasięgu. W sierpniu 1957 roku ZSRR z powodzeniem uruchomił pierwszy na świecie międzykontynentalny pocisk batalistyczny (ICBM), a w październiku pierwszego satelitę, Sputnika. Wysłanie Sputnika w orbitę rozpoczęło wyścig kosmiczny między ZSRR a USA. Kulminacyjnym momentem wyścigu kosmicznego był projekt Apollo.
Kryzys berliński w 1961 roku spowodowany był procesem ograniczenia migracji ludności z terenów NRD do Niemiec Zachodnich poprzez Berlin Zachodni. Mimo to setki tysięcy osób wyemigrowało z NRD do RFN. Emigracja spowodowała drenaż mózgów z NRD do RFN. W odpowiedzi na emigrację, w czerwcu 1961 roku ZSRR wydał ultimatum wzywające do wycofania wojsk alianckich z Berlina Zachodniego, a po odrzuceniu wniosku, w dniu 13 sierpnia NRD rozpoczęła wznoszenie muru berlińskiego, który skutecznie zamknął drogę bezpiecznego przedostania się do Niemiec Zachodnich.

### Era Breżniewa
Chruszczow został odsunięty od władzy 14 października 1964 roku na plenum KC. Jego następcą został Leonid Breżniew, który objął stanowisko pierwszego sekretarza. Premierem został Aleksiej Kosygin. Breżniew odrzucił doktrynę Chruszczowa, praktycznie w każdej dziedzinie, z wyjątkiem kontynuacji sprzeciwu wobec stalinowskich metod terroru i przemocy politycznej. Choć Breżniew zastąpił Chruszczowa na urzędzie sekretarza generalnego partii komunistycznej, nie przejął pełni władzy należącej do polityka. Władza była sprawowana kolektywnie. Aby nie dopuścić żadnego polityka do tak dużej konsolidacji władzy, jak to miało miejsce w przypadku Chruszczowa, jeszcze w 1964 r. plenum KC zakazało jednoczesnego pełnienia funkcji sekretarza generalnego i premiera przez jedną osobę. Breżniew, w odróżnieniu od Chruszczowa, nigdy nie podejmował decyzji pochopnie czy szybko, a wszystkie decyzje konsultował z najważniejszymi oficjelami. W czasach kolektywnych rządów, Breżniew popadł jeszcze w latach 60. w spór z Kosyginem. Breżniew i bardziej twardogłowi członkowie partii nie zgadzali się z forsowanymi przez premiera wolnorynkowymi reformami oraz jego łagodnym podejściem do reform praskiej wiosny. Większą władzę zdobył dopiero w późniejszym czasie, po śmierci Kosygina w 1980 (Kosygina na stanowisku premiera zastąpił bliski współpracownik Breżniewa, Nikołaj Tichonow).

#### Liberalizacja gospodarki i późniejsza stagnacja
W latach 60. i 70. doszło do poprawy sytuacji gospodarczej kraju. Radzieckie rolnictwo rosło średnio o 3% rocznie, także przemysł odnotował znaczny wzrost. Ósmy plan pięcioletni (1966–1970) przyczynił się do 138% wzrostu liczby fabryk i kopalń w porównaniu do roku 1960. Choć Biuro Polityczne w tym czasie stało się agresywnie antyreformatorskie, liberalnemu Kosyginowi udało się przekonać tę instytucję, jak i Breżniewa, do zastosowania w kraju reform gospodarczych na wzór Węgier. Rządzący na Węgrzech János Kádár wprowadził w swoim kraju szereg wolnorynkowych reform (Nowy Mechanizm Ekonomiczny). Śladem Węgier i ZSRR poszła też Polska pod kierownictwem Edwarda Gierka, który otworzył polską gospodarką na Zachód. Reformy w tym kraju zostały poparte przez Breżniewa. Tempo modernizacji w niektórych z państw socjalistycznych spowodowało nawet, że stały się one gospodarczo bardziej zaawansowane aniżeli ZSRR. Polityk nie był natomiast pozytywnie nastawiony do zmian gospodarczych w Czechosłowacji Alexandera Dubčeka. Liberalizacja gospodarki szła w parze z jej centralizacją – w 1966 roku rząd zniósł regionalne komitety ekonomiczne. W kolejnych latach rząd zezwolił na dopuszczenie w rolnictwie większego stopnia prywatnej działalności. Dekrety z 1977 i 1981 r. zwiększyły powierzchnie prywatnych gruntów uprawnych do pół hektara. Za czasów Breżniewa prywatne grunty stanowiły 30% krajowej produkcji rolnej. Pozytywne rezultaty zwiększenia zakresu prywatnej działalności wywołały głosy o potrzebie zupełnej dekolektywizacji, które zostały przez partię odrzucone z powodu interesów ideologicznych i politycznych.
W dziewiątej pięciolatce po raz pierwszy w historii kraju wyprodukowano więcej produktów konsumenckich aniżeli dóbr przemysłowych. Dobra konsumpcyjne takie jak zegarki, meble czy radia były produkowane wręcz w nadmiarze. Polityka ta została stopniowo zahamowana przez twardogłowych polityków. Szybkie tempo rozwoju pierwszego okresu władzy Breżniewa przyczyniło się do polepszenia stopy życiowej obywateli ZSRR. Na reformie Kosygina zyskali szczególnie mieszkańcy mniejszych republik związkowych, zwłaszcza Estonii i Gruzji, a w o wiele mniejszym stopniu Rosji. W latach 1928–1973 Związek Radziecki gospodarczo rósł w tempie, które prawdopodobnie pozwalałoby mu prześcignąć w niedalekiej przyszłości Europę Zachodnią i Stany Zjednoczone Ameryki. W 1973 roku proces ten został ostatecznie zahamowany, a w kraju rozpoczął się okres gospodarczej stagnacji, w którym gospodarka rozwijała się w niewielkim stopniu.
Na stagnację gospodarczą, która rozpoczęła się w 1973 roku wpłynął m.in. wyścig zbrojeń między USA a ZSRR, czy włączenie się ZSRR do udziału w handlu międzynarodowym przy jednoczesnym ignorowaniu zmian zachodzących w społeczeństwach zachodnich. Gdy stagnacja jeszcze bardziej pogłębiła się pod koniec lat 70., premier Kosygin przygotował nowy program gospodarczy, mający zwiększyć obowiązki i odpowiedzialność poszczególnych resortów nad gospodarką. Próba reform została zatrzymana wraz ze śmiercią Kosygina. W efekcie jedenasta pięciolatka okazała się porażką, gospodarka osiągnęła tempo wzrostu wynoszącego jedynie 4%. Rządowi udało się uniknąć kryzysu gospodarczego dzięki wymianie handlowej z Europą Zachodnią i światem arabskim.

#### Relacje z Zachodem

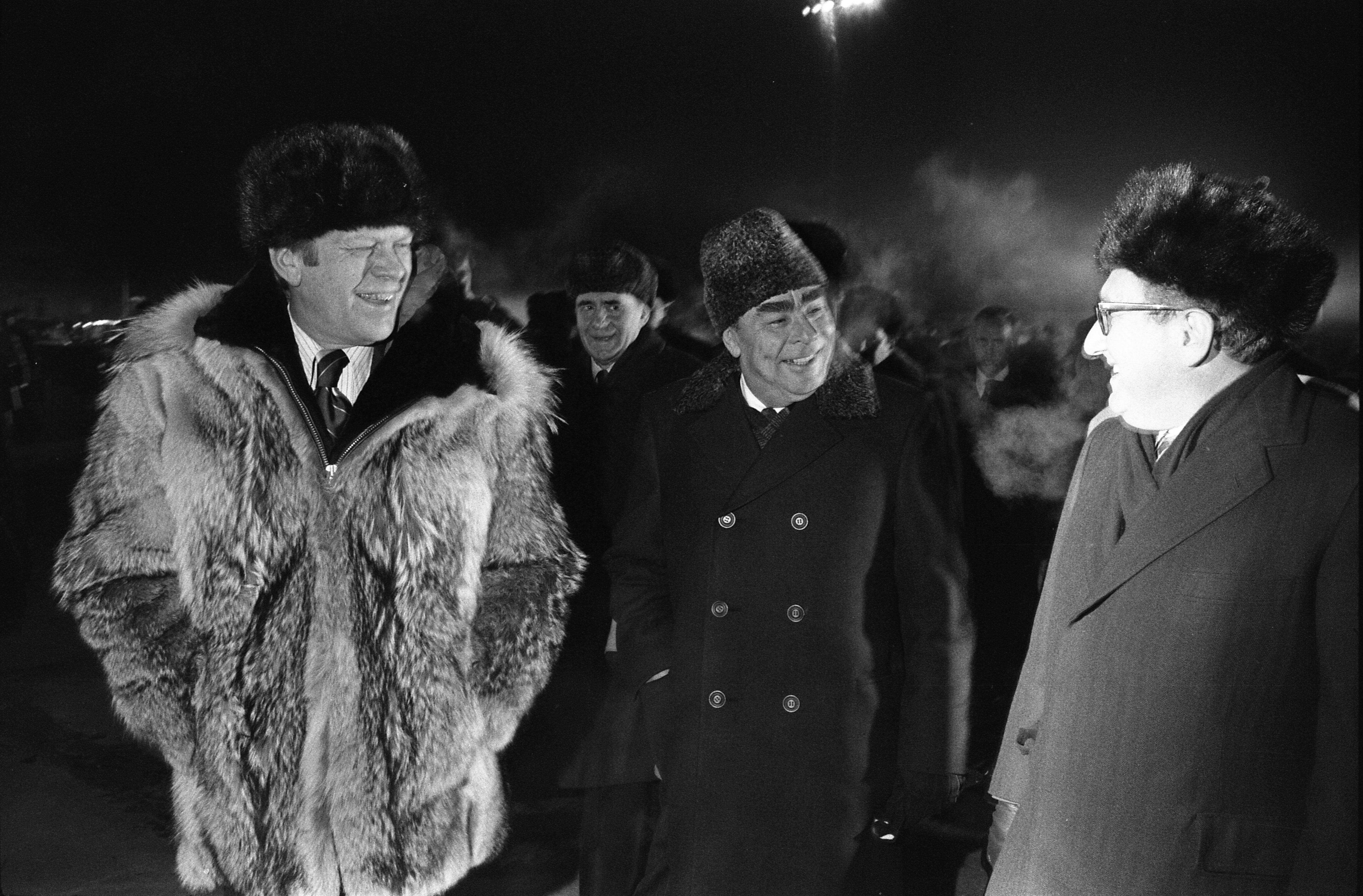
Gerald Ford, Leonid Breżniew i Henry Kissinger we Władywostoku w listopadzie 1974 roku

Największą innowacją polityki zagranicznej Breżniewa było détente, czyli polityka odprężenia. Pomimo pewnej eskalacji zimnej wojny w ostatnich latach rządów Chruszczowa, przez pierwsze lata rządów Breżniewa relacje radziecko-zachodnie były pozytywne, o czym świadczy Partial Nuclear Test Ban Treaty, SALT I, wymiana handlowa z USA, Akt końcowy Konferencji Bezpieczeństwa i Współpracy w Europie oraz instalacja czerwonego telefonu między Moskwą a Waszyngtonem. Epoka Breżniewa charakteryzowała się zintensyfikowaną wymianą handlową ze światem zachodnim, podpisywaniem umów dotyczących kontroli zbrojeń, przedwczesnym zapobieganiom kryzysom, budową systemu bezpieczeństwa europejskiego i rozmowami na temat praw człowieka. Z drugiej strony Breżniew dążył do utrzymania wyrównanej siły militarnej pomiędzy USA i ZSRR – wydatki na zbrojenia wzrosły w latach 1965–1970 o 40%. W 1982 roku, a więc w roku śmierci przywódcy, 15% PKB przeznaczono na armię.
Dobra współpraca z państwami Europy Zachodniej zaowocowała wezwaniem do zwołania konferencji europejskiej (XXIV Zjazdu KPZR), która zaowocowała podpisaniem przez 33 państwa w Helsinkach Aktu końcowego KBWE oraz układu SALT II. W połowie lat 70. stało się jasne, że polityka ldétente nie udała się. Przyczyną porażki tej polityki okazała się wojna wietnamska i wsparcie finansowe dla Vietcongu ze strony ZSRR. Wojna zakończyła się sukcesem bloku wschodniego. Wietnam, Kambodża i Laos znalazły się bowiem poza strefą wpływów USA i stopniowo nawiązały z ZSRR sojusze. Przepaść między ZSRR a USA pogłębiła porażka w wyborach prezydenckich Geralda Forda i zwycięstwo Jimmy’ego Cartera. W czasie prezydentury Cartera amerykańska polityka zagraniczna okazała się bardziej wrogo nastawiona do Związku Radzieckiego i całego bloku wschodniego (choć prezydent ten podjął próbę zatrzymania finansowania niektórych najbardziej represyjnych klientów reżimów antykomunistycznych) oraz zwiększeniem przez Amerykanów wydatków na armię.

#### Breżniew a świat komunistyczny
NATO
     inni sojusznicy USA
     Układ Warszawski
     kraje sojusznicze sprzymierzone z ZSRR
     inni sojusznicy ZSRR

Świat w 1980:
NATO
inni sojusznicy USA
Układ Warszawski
kraje sojusznicze sprzymierzone z ZSRR
inni sojusznicy ZSRR
Niebieskie krzyżyki to partyzantki antykomunistyczne, a czerwone – prokomunistyczne

Pierwszym kryzysem dla ekipy Breżniewa była seria liberalizujących reform w Czechosłowacji. W lipcu 1968 roku Breżniew publicznie skrytykował czechosłowackie przywództwo jako rewizjonistyczne i antyradzieckie, a w sierpniu pozwolił na interwencję Układu Warszawskiego w Czechosłowacji. Interwencja i doktryna Breżniewa wywołała protesty dysydentów w różnych krajach bloku wschodniego oraz rządu Rumunii Nicolae Ceaușescu.
W 1969 roku miał miejsce radziecko-chiński graniczny konflikt nad Ussuri. Dopiero na początku lat 80. Chińczycy i Sowieci wydali wzajemne oświadczenia, wzywające do normalizacji stosunków między oboma państwami. Warunkami podanymi Sowietom przez Chińczyków było zmniejszenie radzieckiej obecności wojskowej na granicy chińsko-radzieckiej, zakończenie poparcia dla wietnamskiej interwencji w Kambodży oraz wycofanie żołnierzy z Afganistanu i Mongolii. Breżniew nie przyjął tych warunków, jednak w trakcie przemówienia z Taszkentu w marcu 1982 roku wezwał do normalizacji stosunków.
W 1979 r. ZSRR dokonał interwencji w Afganistanie, co spowodowało nowy wyścig zbrojeń i pogorszenie stosunków z państwami Zachodu.

### Transformacja ustrojowa
Po śmierci Leonida Breżniewa na czele ZSRR stanął Jurij Andropow. Był on zagorzałym antystalinistą i przewodniczącym KGB przez większość rządów Breżniewa. W trakcie rządów wyznaczył on na kierownicze stanowiska w KGB kilku reformatorów, z których wielu stało się później najważniejszymi współpracownikami Michaiła Gorbaczowa. Andropow zapoczątkował nowy etap liberalizacji ustrojowej, pozwalając m.in. na większą wolność prasy i mediów. Choć okres jego rządów był krótki, to udało mu się wywrzeć wpływ na dalszą liberalizację systemową poprzez wprowadzenie na ważne stanowiska kolejnych reformatorów – Michaiła Gorbaczowa, Nikołaja Ryżkowa i Jegora Ligaczowa. Poczynił też duży postęp w walce z korupcją. Sam Andropow jako swojego następcę widział Gorbaczowa, co zostało jednak zakłócone przez zwolenników konserwatywnego Konstantina Czernienko. Gdy Andropow zmarł 9 lutego 1984 roku, jego następcą został Czernienko, który jednak nie był w stanie skonsolidować władzy i objąć kontroli nad organizacją partyjną, która pozostała w strefie wpływów Gorbaczowa. Czernienko zmarł 10 marca 1985 roku, a dzień później jego następcą wybrany został Gorbaczow.
Gorbaczow objął władzę w ZSRR w chwili stagnacji. Pomimo tego ZSRR pozostawał jednak państwem bardzo stabilnym, które bez reform Gorbaczowa było w stanie wkroczyć w XXI wiek. Nowy sekretarz przeprowadził znaczące przetasowanie personelu kierownictwa KPZR, zmuszając starych konserwatystów do rezygnacji z urzędu i wprowadzając do władz partii szereg działaczy młodego pokolenia. Gorbaczow rozpoczął program liberalizacji strefy życia publicznego, wzywając do ustanowienia pluralizmu socjalistycznego obejmującego wolność słowa i demokratyzację systemową. Polityka ta znana była jako głasnost, czyli jawność. Z reform Gorbaczowa niezadowoleni byli zarówno konserwatyści partyjni, jak i liberałowie skupieni wokół Borysa Jelcyna (który w 1987 roku został odwołany ze stanowiska I sekretarza Komitetu Miejskiego w Moskwie za krytykę rządu). W 1988 roku Gorbaczow poszedł na dalsze ustępstwa względem liberałów, a na 19. Konferencji Partii w tym samym roku skrytykował konserwatywnych przywódców partyjnych – Jegora Ligaczowa, Andrieja Gromyko i Michaiła Sołomiencewa, konserwatyści z kolei skrytykowali Gorbaczowa i jego reformatorów. Konferencja była pierwszym tak istotnym konfliktem wewnątrzpartyjnym od lat 20.
Pod koniec lat 80. KPZR zgodziła się na start w wyborach kandydatów niezależnych. W 1989 roku odbyły się demokratyczne wybory, w których obywatele zagłosować mogli zarówno na kandydatów niezależnych (zdobyli oni 20% miejsc), jak i kandydatów wystawionych przez KPZR, konkurujących ze sobą. Większość w wyborach zdobyli przeciwnicy dalszych reform. Jednocześnie podtrzymano system jednopartyjny i nie zgodzono się na działalność innych partii. Jeszcze w tym samym roku grupa parlamentarzystów KPZR i niezależnych zawiązało opozycyjną grupę parlamentarną o nazwie Międzyregionalna Grupa Deputowanych. Grupa stała się tym samym pierwszą opozycją parlamentarną w historii Związku Radzieckiego. W marcu 1990 roku Rada Najwyższa ZSRR zdecydowała o zakończeniu monopolu KPZR i zezwoliła na działalność innych partii. Tym samym ZSRR stał się liberalną demokracją. Na mocy demokratycznych przemian Gorbaczow wybrany został na stanowisko prezydenta ZSRR i stał się niezależny od Biura Politycznego partii.

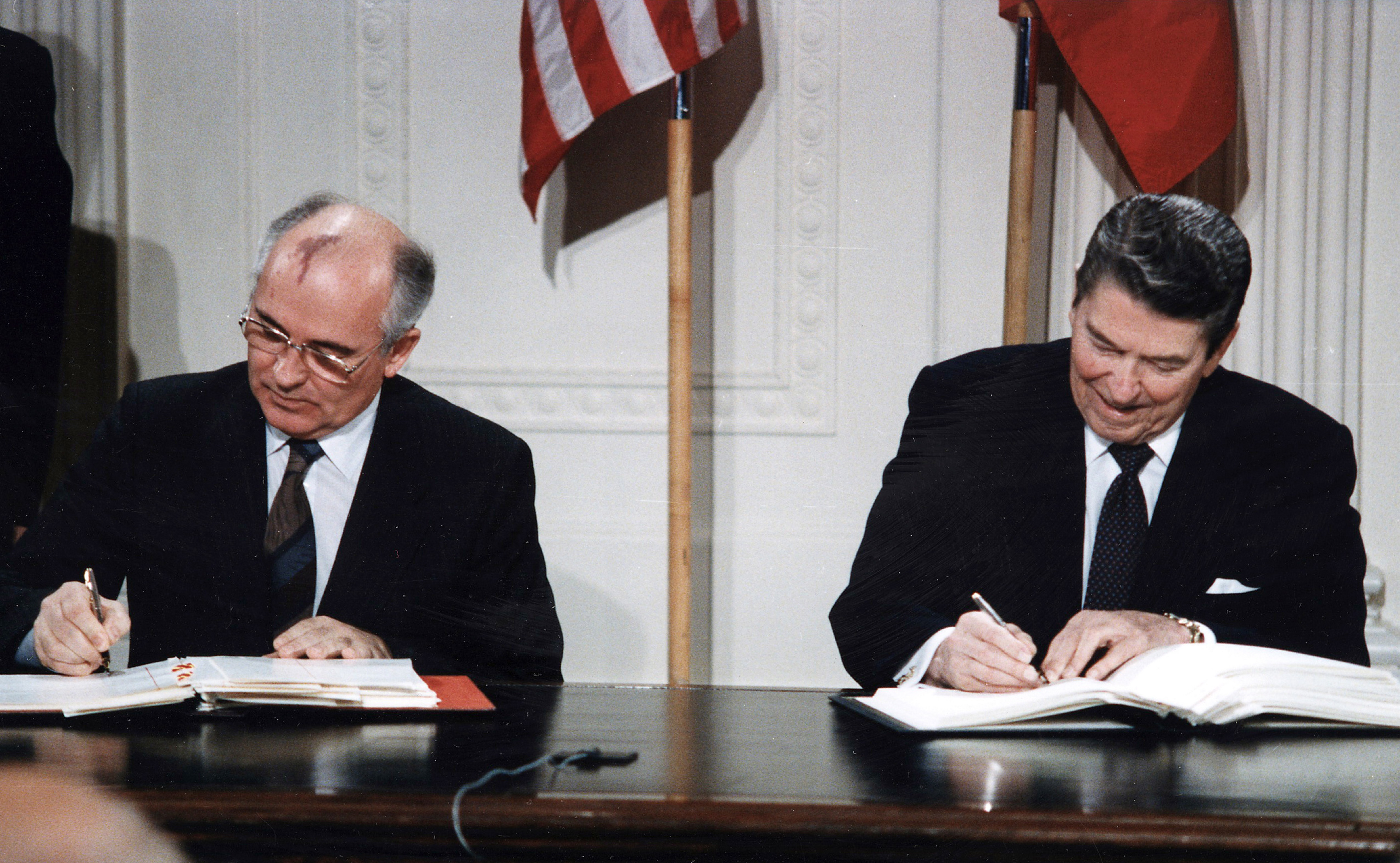
Michaił Gorbaczow i Ronald Reagan w 1987

Związek Suwerennych Państw – niezrealizowany projekt odnowionego ZSRR. Uczestnicy (czerwony), członkowie–obserwatorzy (pomarańczowy) i kraje nieuczestniczące (czarny) w nowym traktacie związkowym

### Rozpad ZSRR
Demokratyzacja i zwiększenie praw poszczególnych republik spowodowało wzrost tendencji niepodległościowych. W efekcie w 1991 roku odbyło się referendum, w którym większość mieszkańców republik związkowych, biorących udział w głosowaniu, opowiedziało się za likwidacją dotychczasowej formuły związku i utrzymaniem jedności w inny sposób. Konserwatywne kręgi KPZR były niezadowolone z wyniku referendum. Przeprowadziły w sierpniu nieudany pucz moskiewski (puczyści na swojego lidera wybrali Giennadija Janajewa), który obalił co prawda na krótko Gorbaczowa, jednak puczystom nie udało się zatrzymać rozpadu ZSRR. Po tym, jak Gorbaczow powrócił do władzy, zrezygnował z przewodzenia partii i oddał swoje stanowisko partyjne Wołodymyrowi Iwaszko. 29 sierpnia tego samego roku partia została rozwiązana po wezwaniu Gorbaczowa do jej samorozwiązania, a parlament rosyjski zadecydował o jej likwidacji, prawnym zakazaniu działalności i zasekwestrowaniu jej majątku. Podobne decyzje podejmowano równolegle w pozostałych republikach radzieckich. Gorbaczow zrezygnował z prezydentury 25 grudnia.
8 grudnia Borys Jelcyn, Leonid Krawczuk i Stanisłau Szuszkiewicz podpisali układ białowieski o likwidacji ZSRR i utworzeniu Wspólnoty Niepodległych Państw. 25 grudnia 1991 zdjęto z masztu flagę ZSRR, a 26 grudnia 1991 ZSRR przestał istnieć z mocy prawa.

## Podział administracyjny
W dniu swojego rozpadu ZSRR dzielił się na:
- 15 republik związkowych
- 20 republik autonomicznych
- 8 obwodów autonomicznych
- 10 okręgów autonomicznych
- 6 krajów
- 121 obwodów

| Republika          | powierzchnia, tys. km² | ludność, tys. (1966) | ludność, tys. (1989) | Liczba miast | Liczba osiedli typu miejskiego | Stolica   |
| ------------------ | ---------------------- | -------------------- | -------------------- | ------------ | ------------------------------ | --------- |
| Rosyjska FSRR      | 17075,4                | 126561               | 147386               | 932          | 1786                           | Moskwa    |
| Ukraińska SRR      | 601,0                  | 45516                | 51704                | 370          | 829                            | Kijów     |
| Białoruska SRR     | 207,6                  | 8633                 | 10200                | 74           | 126                            | Mińsk     |
| Uzbecka SRR        | 449,6                  | 10581                | 19906                | 37           | 78                             | Taszkient |
| Kazachska SRR      | 2715,1                 | 12129                | 16538                | 62           | 165                            | Ałma-Ata  |
| Gruzińska SRR      | 69,7                   | 4548                 | 5449                 | 45           | 54                             | Tbilisi   |
| Azerbejdżańska SRR | 86,6                   | 4660                 | 7029                 | 45           | 116                            | Baku      |
| Litewska SRR       | 65,2                   | 2986                 | 3690                 | 91           | 23                             | Wilno     |
| Mołdawska SRR      | 33,7                   | 3368                 | 4341                 | 20           | 29                             | Kiszyniów |
| Łotewska SRR       | 63,7                   | 2262                 | 2681                 | 54           | 35                             | Ryga      |
| Kirgiska SRR       | 198,5                  | 2652                 | 4291                 | 15           | 32                             | Frunze    |
| Tadżycka SRR       | 143,1                  | 2579                 | 5112                 | 17           | 30                             | Duszanbe  |
| Armeńska SRR       | 29,8                   | 2194                 | 3283                 | 23           | 27                             | Erywań    |
| Turkmeńska SRR     | 488,1                  | 1914                 | 3534                 | 14           | 64                             | Aszchabad |
| Estońska SRR       | 45,1                   | 1285                 | 1573                 | 33           | 24                             | Tallinn   |
| ZSRR               | 22402,2                | 231868               | 286717               | 1832         | 3418                           | Moskwa    |

### Największe miasta ZSRR
| miasto      | liczba ludności, mln (1990) | republika związkowa |
| ----------- | --------------------------- | ------------------- |
| Moskwa      | 11,613                      | Rosyjska FSRR       |
| Leningrad   | 4,953                       | Rosyjska FSRR       |
| Kijów       | 2,814                       | Ukraińska SRR       |
| Taszkent    | 2,100                       | Uzbecka SRR         |
| Baku        | 1,700                       | Azerbejdżańska SRR  |
| Charków     | 1,434                       | Ukraińska SRR       |
| Mińsk       | 1,500                       | Białoruska SRR      |
| Gorki       | 1,400                       | Rosyjska FSRR       |
| Nowosybirsk | 1,400                       | Rosyjska FSRR       |
| Swierdłowsk | 1,300                       | Rosyjska FSRR       |
| Kujbyszew   | 1,267                       | Rosyjska FSRR       |
| Tbilisi     | 1,200                       | Gruzińska SRR       |
| Erywań      | 1,148                       | Armeńska SRR        |
| Kazań       | 1,100                       | Rosyjska FSRR       |

## Polityka

### Przywódcy ZSRR
| Przywódcy ZSRR                  |
| ------------------------------- |
| Włodzimierz Lenin 1922–1924     |
| Józef Stalin 1924–1953          |
| Gieorgij Malenkow 1953          |
| Nikita Chruszczow 1953 – 1964   |
| Leonid Breżniew 1964–1982       |
| Jurij Andropow 1982–1984        |
| Konstantin Czernienko 1984–1985 |
| Michaił Gorbaczow 1985–1991     |

### Struktura państwa
ZSRR zgodnie z konstytucją z 1924 był państwem federalnym, w którym władze lokalne sprawowały Rady (Sowiety) Deputowanych Robotniczych i Żołnierskich (na wsi Rady Deputowanych Chłopskich). Na poziomie władz gubernialnych (obwodowych, krajowych), w republikach autonomicznych, w republikach związkowych i na poziomie związkowym formalną władzę stanowiły zjazdy delegatów deputowanych, przy czym deputowani chłopscy mieli prawo do wybierania kilkakrotnie mniejszej liczby delegatów niż deputowani robotniczy.
W Związku Radzieckim istniały trzy hierarchie władzy: część prawodawcza reprezentowana przez Radę Najwyższą Związku Radzieckiego, rząd reprezentowany przez Radę Ministrów i Komunistyczną Partię Związku Radzieckiego (KPZR), jedyną legalną partię i najwyższego decydenta w państwie.

### Partia
Na czele Partii Komunistycznej stał Komitet Centralny, wybrany na Zjeździe lub Konferencji Partii. Z kolei Komitet Centralny wybierał Politbiuro (zwane Prezydium w latach 1952–1966), de facto najwyższy urząd w ZSRR.
W zależności od poziomu konsolidacji władzy było albo Politbiuro jako ciało kolektywne, albo sekretarz generalny, zawsze będący członkiem Politbiura, który skutecznie wiódł partię i kraj (oprócz okresu szczególnej władzy jednostkowej Stalina, raczej sprawowanej bezpośrednio poprzez jego pozycję w Radzie Ministrów niż później po 1941 roku w Politbiurze). Nie było kontroli ze strony ogółu członków, gdyż kluczową zasadą organizacji partii był centralizm demokratyczny, wymagający ścisłego podporządkowania się wyższym ciałom władzy. Wybory były przeprowadzane bez walki wyborczej, poprzez głosowanie na kandydatów zaproponowanych z góry.
Partia utrzymywała swoją dominację nad państwem głównie poprzez kontrolę nad nomenklaturą. Wszyscy wyżsi urzędnicy państwowi i większość deputowanych Rady Najwyższej byli członkami KPZR. Oprócz sterowania samą partią, Stalin w latach 1941–1953, Malenkow w latach 1953–1955 i Chruszczow w latach 1958–1964 byli też premierami. Po wymuszonym odsunięciu Chruszczowa od władzy takie podwójne urzędowanie było zabronione, lecz później sekretarze generalni, przynajmniej przez jakiś okres piastowania stanowiska, zajmowali w dużej mierze ceremonialne stanowisko przewodniczącego Prezydium Rady Najwyższej, nominalnej głowy państwa. Instytucje na niższych poziomach były nadzorowane i czasami urzędnicy usuwani przez organizacje partyjne wyższego szczebla.
W praktyce jednak stopień kontroli nad partią mógł być sprawowany poprzez stan biurokracji, szczególnie po śmierci Stalina, i daleki od totalnej, podczas gdy biurokracja dążyła do swoich celów, które czasami były sprzeczne z celami partii. Pomimo faktu, że istnienie frakcji było oficjalnie zabronione, dochodziło do pewnych konfliktów ideologicznych.

### Rząd
Rada Najwyższa (sukcesor Zjazdu Rad i Centralnego Komitetu Wykonawczego) była nominalnie najwyższym urzędem państwowym przez większość historii radzieckiej, z początku działającym jako narzędzie do zatwierdzania i wdrażania wszystkich decyzji podejmowanych przez partię. Władza i funkcje Rady zostały rozszerzone pod koniec lat pięćdziesiątych, a potem w latach sześćdziesiątych i siedemdziesiątych, włączając do zakresu kompetencji tworzenie nowych komisji państwowych i komitetów. Uzyskała dodatkowe uprawnienia do zatwierdzenia pierwszego Planu Pięcioletniego i radzieckiego budżetu państwowego. Rada Najwyższa wybierała Prezydium do sprawowania władzy pomiędzy sesjami plenarnymi (Prezydium pełniło też rolę kolegialnej głowy państwa), zazwyczaj zwoływanymi dwa razy do roku, i powoływała Sąd Najwyższy, Prokuratora Generalnego oraz Radę Ministrów (przed 1946 rokiem znaną jako Rada Komisarzy Ludowych), kierowaną przez przewodniczącego (premiera) i zarządzającą ogromną biurokracją odpowiedzialną za administrowanie gospodarką i społeczeństwem. Struktury państwowe i partii poszczególnych republik wchodzących w skład ZSRR szeroko rywalizowały ze strukturami instytucji centralnych, chociaż w RFSRR, w odróżnieniu od innych republik, przez większość historii nie było republikańskiej struktury KPZR. Republika była rządzona bezpośrednio przez Partię aż do 1990 roku. Władze lokalne zorganizowane były podobnie jak komitety partyjne w lokalne Rady i komitety wykonawcze. Podczas gdy system państwa był nominalnie federalny, partia była jednolita.
Państwowy urząd bezpieczeństwa (KGB i jej poprzedniczki) odgrywał znaczącą rolę w polityce radzieckiej. Był wykorzystywany podczas terroru stalinowskiego. Po śmierci Stalina struktury bezpieczeństwa zostały wzięte pod ścisłą kontrolę partii. Podczas urzędowania Jurija Andropowa jako przewodniczącego KGB w latach 1967–1982 i sekretarza generalnego w latach 1982–1984, urząd brał udział w zwalczaniu opozycji politycznej i utrzymywał rozbudowaną sieć informatorów, umacniając się jako aktor polityczny w pewnym sensie niezależny od struktury państwowo-partyjnej. Kulminacją była kampania antykorupcyjna, biorąca za cel wyższych urzędników partyjnych w późnych latach siedemdziesiątych i wczesnych osiemdziesiątych.

### Oddzielenie władzy i reforma
Konstytucje ZSRR, ogłaszane w 1918, 1924, 1936 i 1977 roku, nie ograniczały władzy państwowej. Nie istniało żadne formalne rozdzielenie władzy pomiędzy partią, Radą Najwyższą i Radą Ministrów reprezentujących rządzące ośrodki decyzyjne. System był rządzony mniej prawnie, a bardziej poprzez nieformalne zebrania, nie istniał też żaden określony mechanizm sukcesji. Walki o władzę miały miejsce w Politbiurze po śmierci Lenina i Józefa Stalina, jak i po odsunięciu od władzy Chruszczowa, spowodowane decyzjami i Politbiura i Komitetu Centralnego. Wszyscy liderzy Związku Radzieckiego przed Gorbaczowem zmarli w swoim miejscu pracy, oprócz Gieorgija Malenkowa i Chruszczowa, obu odsuniętych od kierowania partią w wyniku walk wewnętrznych.
Między rokiem 1988 i 1990, w obliczu opozycji, Michaił Gorbaczow wprowadził reformy pozbawiające władzy oficjeli partyjnych i czyniące Radę Najwyższą mniej od nich zależną. Wprowadzono Zjazd Deputowanych Ludowych, większość członków którego wybrano w wyborach powszechnych w marcu 1989 roku. Tak wybrany Zjazd obrał Radę Najwyższą, która stała się pełnoetatowym parlamentem, dużo silniejszym niż dotychczas. Po raz pierwszy od lat dwudziestych odmówiono zatwierdzania propozycji partii i Rady Ministrów. W 1990 roku Gorbaczow wprowadził i objął stanowisko prezydenta Związku Radzieckiego, koncentrując władzę wokół swojego biura wykonawczego niezależnego od partii i przejął osobisty nadzór nad rządem, teraz pod zmienioną nazwą jako Gabinet Ministrów ZSRR.
Wzrastały napięcia pomiędzy państwowymi urzędnikami Gorbaczowa, reformistami kierowanymi w Rosji przez Borysa Jelcyna oraz kontrolującymi nowo wybraną Radę Najwyższą Rosyjskiej FSRR i zwolennikami twardej linii w partii. W dniach 19–21 sierpnia 1991 roku ich grupa wszczęła próbę zamachu stanu. Po nieudanym puczu, Rada Państwa Związku Radzieckiego stała się najwyższym organem władzy państwowej w okresie przemian. Gorbaczow zrezygnował z funkcji sekretarza generalnego, pozostając jedynie na stanowisku prezydenta na końcowe miesiące istnienia ZSRR.

### Republiki związkowe
Pod koniec swojego istnienia, w 1991 r., ZSRR składał się z piętnastu republik związkowych. W latach wcześniejszych liczba republik tworzących ten kraj była inna – początkowo były tylko 4: Rosyjska FSRR, Ukraińska SRR, Białoruska SRR i Zakaukaska FSRR. W latach następnych, podnosząc status niektórych dotychczasowych republik autonomicznych, tworzono nowe republiki: Turkmeńska (1925), Uzbecką (1925) Tadżycką (1929), Kazachską (1936), Kirgiską (1936). W 1936 r. zlikwidowano Zakaukaską FSRR, a tworzące ją Armeńska SRR, Azerbejdżańska SRR i Gruzińska SRR weszły bezpośrednio w skład ZSRR. W 1940 r. po aneksji państw bałtyckich powstały Litewska SRR, Łotewska SRR i Estońska SRR. W tym samym roku podniesiono status 2 innych republik autonomicznych: z obszarów Karelskiej ASRR oraz większości ziem zdobytych na Finlandii w trakcie wojny zimowej powstała Karelo-Fińska SRR. Z części wchodzącej dotychczas w skład Ukraińskiej SRR Mołdawskiej ASRR oraz ziem przejętych od Rumunii utworzono Mołdawską SRR. W 1940 r. na ZSRR składało się 16 republik związkowych. W roku 1956 Karelo-Fińską SRR ponownie włączono do Rosyjskiej FSRR pod nazwą Karelska ASRR. Największą z republik, zarówno pod względem ludności, powierzchni, jak i siły polityczno-gospodarczej, była Rosyjska Federacyjna SRR. W skład niektórych republik związkowych (głównie Rosyjskiej FSRR, ale też Gruzińskiej SRR, Uzbeckiej SRR i Azerbejdżańskiej SRR) wchodziły też inne jednostki polityczno-administracyjne, tworzone dla mniejszości narodowych zamieszkujących ZSRR: republiki autonomiczne (w 1991: 20), obwody autonomiczne (1991: 8), oraz okręgi narodowościowe (od 1978 r. – okręgi autonomiczne) (1991: 10); prócz tego ZSRR z punktu widzenia administracyjnego dzielił się 6 krajów i 123 obwody.
Zaznaczyć należy, że jedynie republiki związkowe posiadały zapisane w konstytucji prawo do wystąpienia ze składu ZSRR i skorzystały z niego w 1991 r. Republiki autonomiczne prawa takiego nie posiadały, aczkolwiek niektóre z nich (zwłaszcza Czeczenia, w czasach ZSRR część Czeczeńsko-Inguskiej ASRR), korzystając z chaosu politycznego, jaki powstał po rozpadzie Związku Radzieckiego, próbowały (bezskutecznie) uzyskać niepodległość.
| Republiki ZSRR | Lata      | Państwa współczesne          | WNP       | NATO | UE   | EAWG | GUAM      | WTO  |
| Abchaska SRR³ | 1922–1931 | Abchazja / Gruzja            | –         | –    | –    | –    | –         | –    |
| Armeńska SRR¹ | 1922–1991 | Armenia                      | 1991      | –    | –    | –    | –         | 2003 |
| Azerbejdżańska SRR¹ | 1922–1991 | Azerbejdżan                  | 1991      | –    | –    | –    | 1997      | –    |
| Białoruska SRR | 1922–1991 | Białoruś                     | 1991      | –    | –    | 2002 | –         | –    |
| Estońska SRR | 1940–1991 | Estonia                      | –         | 2004 | 2004 | –    | –         | 1999 |
| Gruzińska SRR¹ | 1922–1991 | Gruzja                       | 1993–2008 | –    | –    | –    | 1997      | 2000 |
| Kazachska SRR | 1936–1991 | Kazachstan                   | 1991      | –    | –    | 2002 | –         | –    |
| Karelo-Fińska SRR² | 1940–1956 | Rosja                        | –         | –    | –    | –    | –         | –    |
| Kirgiska SRR | 1936–1991 | Kirgistan                    | 1991      | –    | –    | 2002 | –         | 1998 |
| Litewska SRR | 1940–1991 | Litwa                        | –         | 2004 | 2004 | –    | –         | 2001 |
| Łotewska SRR | 1940–1991 | Łotwa                        | –         | 2004 | 2004 | –    | –         | 1999 |
| Mołdawska SRR⁴ | 1940–1991 | Mołdawia                     | 1991      | –    | –    | –    | 1997      | 2001 |
| Rosyjska FSRR | 1922–1991 | Rosja                        | 1991      | –    | –    | 2002 | –         | 2012 |
| Tadżycka SRR | 1929–1991 | Tadżykistan                  | 1991      | –    | –    | 2002 | –         | –    |
| Turkmeńska SRR | 1925–1991 | Turkmenistan                 | 1991–2005 | –    | –    | –    | –         | –    |
| Ukraińska SRR | 1922–1991 | Ukraina                      | 1991      | –    | –    | –    | 1997      | 2008 |
| Uzbecka SRR | 1925–1991 | Uzbekistan                   | 1991      | –    | –    | –    | 1999–2005 | –    |
| Zakaukaska FSRR | 1922–1936 | Armenia, Azerbejdżan, Gruzja | –         | –    | –    | –    | –         | –    |
| ¹ Do 1936 jako republiki radzieckie w ramach Zakaukaskiej FSRR. ² W 1956 włączona do Rosyjskiej FSRR. ³ Do 1931 w unii z Gruzińską SRR w ramach Zakaukaskiej FSRR. W 1931 włączona do Gruzińskiej SRR. ⁴ W 1990 ogłosiła secesję od Mołdawskiej SRR Naddniestrzańska Mołdawska SRR, która jednakże nie została uznana przez władze radzieckie. |           |                              |           |      |      |      |           |      |
| |           |                              |           |      |      |      |           |      |
| Mapa podziału administracyjnego ZSRR w 1989 r. |           |                              |           |      |      |      |           |      |

### Polityka informacyjna
ZSRR od samego początku przykładał ogromną wagę do kształtowania zagranicznej opinii publicznej. Ściśle reglamentował dostęp zachodnich dziennikarzy, stosując na szeroką skalę techniki dezinformacji, propagandy oraz utrzymując rozbudowaną siatkę agentów wpływu. Nie istniała niezależna prasa, funkcjonowała ścisła cenzura mediów, zaś do kraju wpuszczani byli dziennikarze i pisarze znani z komunistycznych sympatii, w których starano się ich utwierdzać podczas starannie planowanych, propagandowych wycieczek po ZSRR. Wielu z nich publikowało później relacje o charakterze panegirycznym. Dzięki temu przez wiele lat informacje o naruszeniach prawa człowieka w ZSRR były traktowane sceptycznie, zaś ustrój komunistyczny w wydaniu radzieckim cieszył się poparciem wielu zachodnich intelektualistów.
Część z odwiedzających ZSRR sympatyków publikowała krytyczne komentarze (Malcolm Muggeridge, Gareth Jones, Bertrand Russell, André Gide). Spotykały się one jednak z agresywnymi zaprzeczeniami władz ZSRR oraz krytyką proradzieckiej prasy, która zarzucała im wyolbrzymianie chwilowych „wypaczeń” ustroju radzieckiego, służenie agenturze państw imperialistycznych lub szkodzenie sprawie światowego ruchu robotniczego.

## Społeczeństwo

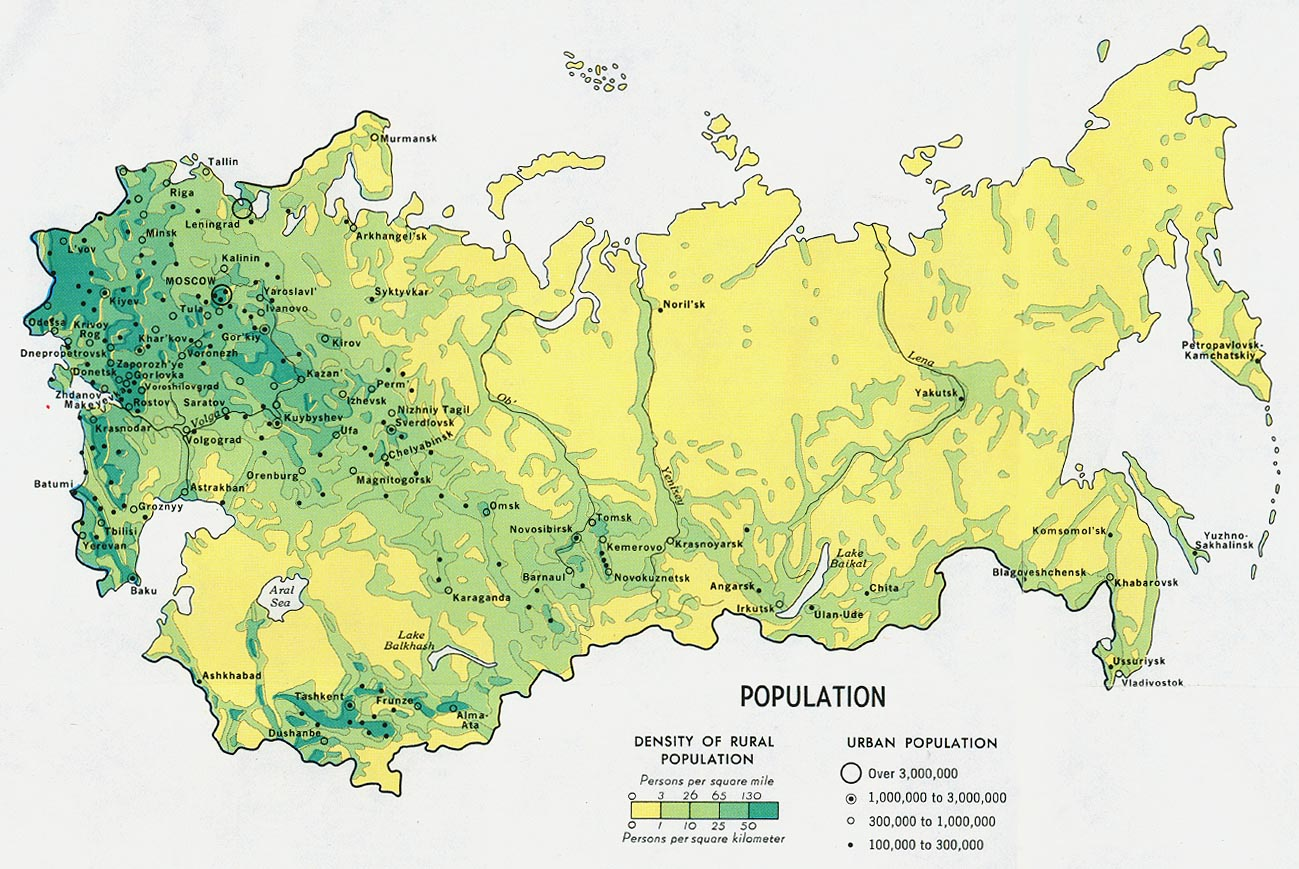
Demografia ZSRR w 1974 r.

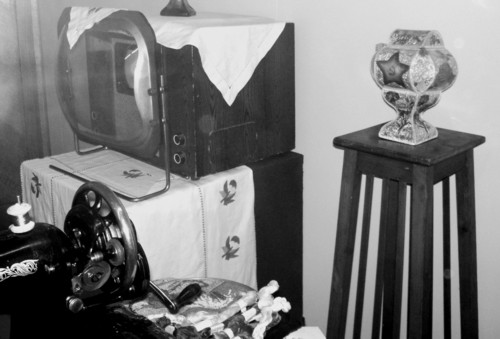
Typowy pokój mieszkalny obywatela ZSRR w latach 50.

Ostatnie lata istnienia Imperium Rosyjskiego i pierwsze lata od powstania ZSRR wiązały się ze spadkiem liczby ludności. Związane było to z dużą liczbą zgonów z okresu wojny światowej, wojny domowej i powojennej klęski głodu, a od czasów stalinizacji też z represjami tego okresu. Liczba zgonów związanych ze stratami w wojnach i klęskach wyniosła 18 milionów, a w latach 30., 10 milionów. W wyniku wojny obronnej 1941-45 zginęło 26 milionów mieszkańców kraju.
Współczynnik urodzeń w ZSRR spadł z 44 na tysiąc w 1926 roku do 18 w 1974 roku. Związane to było z urbanizacją i rosnącym wiekiem zawierania małżeństw. Współczynnik zgonów spadł z 23,7 na tysiąc w 1926 do 8,7 w 1974 roku. Pod względem położenia geograficznego, liczba urodzeń w południowych republikach Azji Środkowej i na Zakaukaziu była znacznie wyższa niż na północy kraju. Zjawisko to związane było z wolniejszym tempem urbanizacji i tradycyjnym wczesnym zawieraniem małżeństw przez południowców.

### Obyczajowość
Zaraz po rewolucji bolszewickiej, duży wpływ na obyczajowość państwa i społeczeństwa miała bolszewicka feministka Aleksandra Kołłontaj, która została komisarzem ludowym ds. społecznych. W początkowych latach istnienia sowieckiej Rosji jej polityka obyczajowa była bardzo liberalna, co było realizacją planów jeszcze sprzed rewolucji, które zakładały przemianę dotychczasowej obyczajowości w nową, pozbawioną elementów rzekomo charakterystycznych dla państw burżuazyjnych. Jedną z podstaw tej polityki była emancypacja kobiet, Kołłontaj sama była pierwszą w historii kobietą na stanowisku odpowiadającym ministerialnemu. Zaraz po rewolucji, w grudniu 1917 roku, wprowadzono nowe prawo dotyczące małżeństw cywilnych i rozwodów, które znacząco ułatwiło procedury w tym zakresie dzięki rejestracji małżeństwa i rozwodu w nowo powstałych urzędach stanu cywilnego. 18 listopada 1920 r. zalegalizowano bezpłatną aborcję na życzenie kobiety, a w 1922 roku nowy kodeks karny odstąpił od karania za homoseksualizm. W tym czasie pojawiały się także na obrzeżach polityki postulaty wprowadzenia wolnej miłości i niczym nieograniczonych kontaktów seksualnych, ale władze tłumiły te projekty. Zmiany w obyczajowości były także krytykowane przez Lenina, który uznał, że zaszły one za daleko. Dopiero po jego śmierci nastąpiła jednak debata nad tymi zagadnieniami, a tzw. sprawa czubarowska stała się dla partyjnych konserwatystów i Stalina pretekstem do odwołania liberalnych reform.

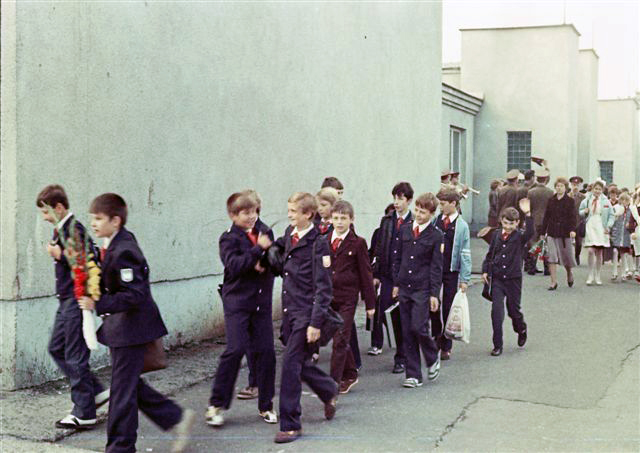
Uczniowie szkoły wojskowej nr 1, dzieci oficerów Centralnej Grupy Wojsk w Czechosłowacji, Milovice, 1985.

### Opieka zdrowotna

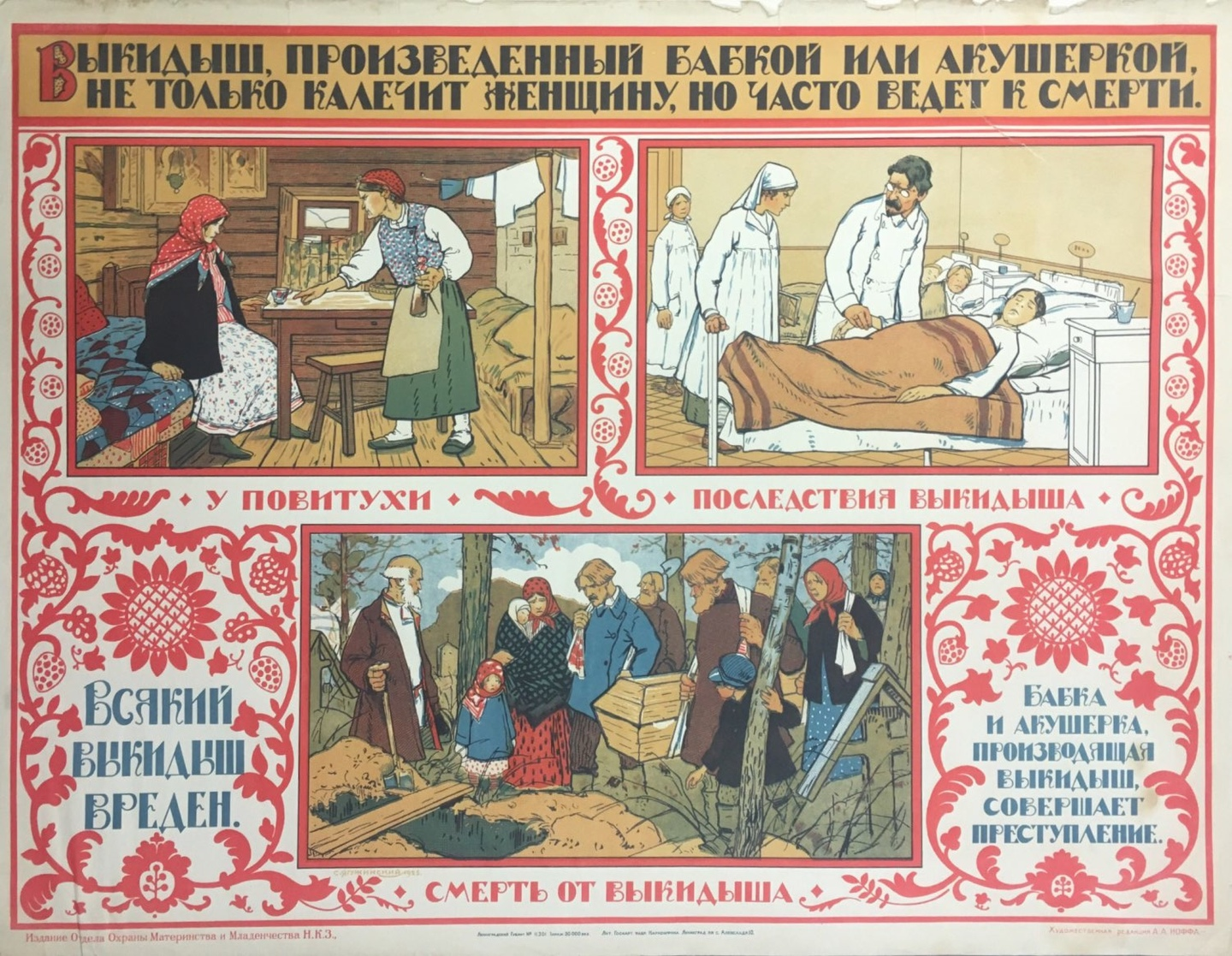
Plakat z 1925 roku informujący o niebezpieczeństwie związanym z aborcją

W 1917 roku, przed powstaniem bolszewickim, pod względem warunków zdrowotnych obszary Rosji były znacznie w tyle za krajami rozwiniętymi. W 1918 roku powołano Ludowy Komisariat Zdrowia. Ochrona zdrowia miała być kontrolowana przez państwo i bezpłatna dla wszystkich obywateli. Już w okresie po rewolucji wzrosła średnia długość życia, jak uważał twórca ZSRR, Lenin, „Albo wszy pokonają socjalizm, albo socjalizm pokona wszy”.
W okresie po rewolucji zwiększyła się długość życia, na przełomie lat 1926–1927 średnia długość życia wzrosła do 44,4 roku (w porównaniu do 32,3 lat trzydzieści lat wcześniej – w okresie carskim). W latach 1958–1959 średnia długość życia wzrosła do 68,6 lat. Wzrost ten postrzegany był przez wielu jako dowód na to, że system socjalistyczny był lepszy od systemu kapitalistycznego. W latach 60. długość życia w ZSRR przekroczyła średnią w USA i przez większość lat utrzymywała się na dość stabilnym poziomie. W latach 70. długość zmniejszyła się nieco, prawdopodobnie na skutek nadużywania alkoholu przez wielu mieszkańców. Oprócz tego w latach 70. zwiększył się wskaźnik umieralności niemowląt, związane to było z mniejszym wzrostem urodzeń w europejskiej, bogatszej części kraju i ze zwiększonym wzrostem urodzeń na biedniejszym południu.
Artykuł 42. konstytucji z 1977 roku zapewniał wszystkim obywatelom prawo do bezpłatnej ochrony zdrowia i korzystania ze wszelkich instytucji zdrowotnych. Na XIX Zjeździe WKP(b)/KPZR w październiku 1952, minister zdrowia, Jewgenji Chazow oświadczył, że ZSRR ma najwięcej lekarzy i szpitali ze wszystkich państw świata.

### Oświata
System oświaty był mocno scentralizowany i powszechnie dostępny dla wszystkich obywateli. Konstytucja zapewniała wszystkim obywatelom prawo do pracy i swobodnego kształcenia zawodowego. Stawiano na kształcenie specjalistyczne w dziedzinie inżynierii oraz propagowano wyższość dziedzin matematyczno-przyrodniczo-społecznych nad humanistycznymi.

#### Zarys historyczny
Przed 1917 rokiem dostęp do edukacji w carskiej Rosji był mocno ograniczony i niedostępny lub ledwo dostępny dla dzieci z rodzin chłopskich i robotniczych. Według szacunków z 1917 roku, 75–85% mieszkańców Imperium było analfabetami.
Pierwszym Komisarzem ds. Edukacji został Anatolij Łunaczarski. Łunaczarski kładł duży nacisk na eliminację analfabetyzmu. Osoby, które umiały pisać i czytać, automatycznie zatrudniane były jako nauczyciele, przez co pewien czas w edukacji kładziono większy nacisk na ilość, a nie jakość nauczycieli. W 1940 roku Józef Stalin ogłosił, że analfabetyzm został wyeliminowany. W następstwie II wojny światowej system edukacji został gwałtownie poszerzony.
Kampanię upowszechniania dostępu do nauki kontynuował Nikita Chruszczow. W 1960 roku prawie wszystkie dzieci w ZSRR miały dostęp do edukacji, a wyjątkami były osoby zamieszkujące odległe obszary kraju. Według statystyk z 1986 roku, na 10 000 mieszkańców było 181 studentów, dla porównania w USA było ich 517.
We wczesnym okresie istnienia ZSRR, według ideologii wówczas głoszonej przez partię komunistyczną, edukacja miała stać się fundamentem budowy tzw. nowego człowieka.

### Religia

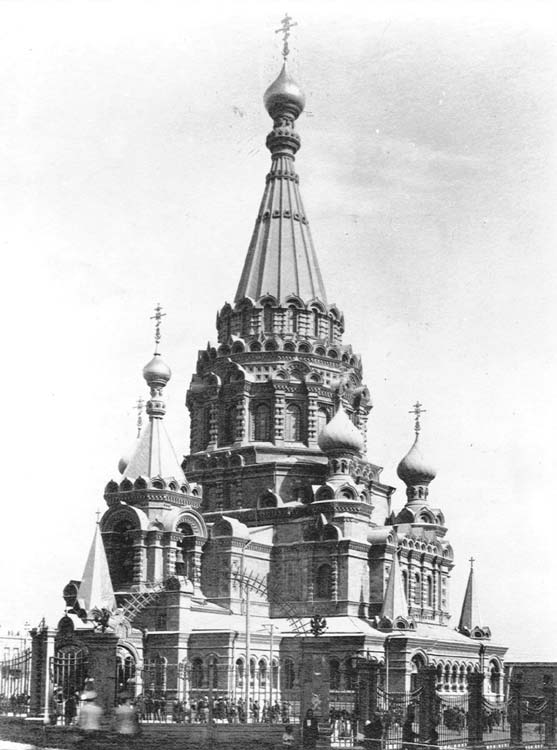
Sobór św. Aleksandra Newskiego w Baku zniszczony we wczesnym okresie stalinizmu

Religiami liczącymi w ZSRR największą liczbę wyznawców były chrześcijaństwo oraz islam. Wśród chrześcijan przeważało prawosławie, a największym kościołem był Rosyjski Kościół Prawosławny. Wśród muzułmanów 90% stanowili sunnici, społeczność szyicka istniała w Azerbejdżanie. Mniejsze grupy religijne stanowili katolicy, żydzi, buddyści oraz szereg kościołów i innych grup protestanckich.
W okresie Imperium Rosyjskiego, Rosyjski Kościół Prawosławny posiadał status oficjalnego kościoła panującej monarchii i dysponował znacznym wpływem na władze państwowe. W bezpośrednim okresie po utworzeniu państwa radzieckiego doszło do walki z tymże Kościołem. Powodem tego było przekonanie rewolucjonistów, że Kościół był sojusznikiem dawnej rządzącej elity.
Radzieckie prawo gwarantowało wolność wyznania, co zostało zagwarantowane na mocy konstytucji, równocześnie rządząca partia uważała religię za niezgodną z duchem materializmu naukowego. W praktyce administracja interpretowała to prawo na różne sposoby i ograniczała działalność grup religijnych.

#### Po rewolucji
Na mocy rozporządzenia Rady Komisarzy Ludowych z 1918 roku, Rosja Radziecka stała się państwem świeckim. Zlikwidowano nauczanie religii w szkołach, zezwalając przy tym na nauczanie religii prywatnie.
Kurs wobec organizacji religijnych zaostrzono w okresie stalinizacji kraju, w latach 20. i 30. zamknięto tysiące świątyń. Do 1940 roku zamknięto 90% cerkwi, synagog i meczetów działających w 1917 roku. Sam Stalin, uważając, że antyradzieckość należy do przeszłości, zmienił swoje nastawienie do religii pod koniec lat 30. gdy odszedł od antyreligijnych tez z czasu po rewolucji i przeszedł na pozycje bardziej umiarkowane. Jeszcze bardziej postawę administracji zmieniła inwazja III Rzeszy na ZSRR. Organizacje religijne poparły działania wojenne Armii Czerwonej, a rząd zezwolił na otwarcie szeregu świątyń. Radio Moskwa zaczęło nadawanie programów religijnych, a w Moskwie w 1943 roku odbyło się historyczne spotkanie między Stalinem a metropolitą Sergiuszem, locum tenens Patriarchatu Moskiewskiego, który został następnie wybrany na patriarchę moskiewskiego i całej Rusi.
Zaraz po inwazji, Sergiusz potępił Rosjan, którzy podjęli kolaborację z wrogiem i wezwał prawosławnych we wszystkich okupowanych państwach Europy do wspólnej walki z Niemcami. Do listopada 1944 roku otwartych zostało 200 cerkwi. W okresie liberalizacji stosunku do religii zaobserwowano wzrost aktywności religijnej obywateli wszystkich wyznań.

#### Po wojnie
W 1946 roku na pseudosoborze lwowskim anulowano postanowienia unii brzeskiej i oficjalnie przyłączono Ukraiński Kościół Greckokatolicki do Rosyjskiej Cerkwi Prawosławnej.
Postawa wobec kościołów zmieniła się w latach destalinizacji, gdy I sekretarzem KC KPZR został Nikita Chruszczow. W okresie odwilży i odejścia od stalinizmu podkreślono ateizm w programie edukacyjnym, a liczne publikacje państwowe promowały takie poglądy. W tym okresie liczba czynnych cerkwi spadła z 20 000 do 10 000, a liczba synagog z 500 do 97, liczba meczetów zmniejszyła się z 1500 do 500.
Autonomię instytucji religijnych zwiększono ponownie w okresie Breżniewa. Relacje między Kościołem Prawosławnym a władzami polepszyły się do tego stopnia, że rząd Breżniewa dwukrotnie uhonorował patriarchę Aleksego I Orderem Czerwonego Sztandaru Pracy.
Przeprowadzona w 1982 roku ankieta wykazała, że 20% ludności państwa określa się jako aktywnie praktykujących. Relacje z kościołem poprawiły się jeszcze bardziej w okresie rządów Gorbaczowa, w 1989 roku legalną działalność mógł wznowić Kościół katolicki obrządku bizantyjsko-ukraińskiego.
W 1991 roku 20% populacji stanowili prawosławni należący do Cerkwi Rosyjskiej, 10% muzułmanie, 7% członkowie innych chrześcijańskich związków wyznaniowych (w tym członkowie różnych wyznań protestanckich, Gruzińskiego Kościoła Prawosławnego, Apostolskiego Kościoła Ormiańskiego oraz katolicy), 1% żydzi. W tym samym czasie 60% deklarowało ateizm.

### Narodowości
Związek Radziecki był bardzo zróżnicowanym etnicznie państwem, w którym mieszkało ponad 100 różnych grup etnicznych. Każdy obywatel ZSRR miał własną przynależność etniczną, wybieraną przez jego rodziców w chwili gdy ukończył szesnaście lat. Jeśli rodzice nie podjęli takiej decyzji to dziecko automatycznie otrzymywało przydział do narodu ojca.
W rewolucji październikowej brali udział przedstawiciele wszystkich narodów dawnego Imperium Rosyjskiego. Nieproporcjonalnie duży udział mniejszości narodowych można tłumaczyć dyskryminacją w czasach carskich. Lenin nie ufał Rosjanom, wolał opierać się na Łotyszach (z których złożona była jego gwardia przyboczna), Żydach, Gruzinach albo Polakach. Sam zresztą, jako delegat na zjazd partyjny, demonstracyjnie w rubryce narodowość wpisał: „bez narodowości”. Taka polityka spowodowała dość duży udział przedstawicieli mniejszości we władzach, w CzeKa, w nowym aparacie państwowym i nomenklaturze. W obszarach, w których dominowały mniejszości narodowe prowadzono politykę korienizacji, tzn. wprowadzania języków narodowych do szkół i urzędów w miejsce rosyjskiego, m.in. utworzono dwie polskie autonomie: Marchlewszczyznę i Dzierżowszczyznę, zaś na terenie Ukraińskiej SRR prowadzono szeroko zakrojoną politykę ukrainizacji.
Nikita Chruszczow w 1961 stwierdził, że powstał nowy naród – naród radziecki.
W 1991 roku całkowitą liczbę ludności szacowano na 293 miliony. Według szacunków z 1990 roku, większość stanowili Rosjanie (50,78%), za nimi byli Ukraińcy (15,45%) i Uzbecy (5,84%).

#### Stalinizm
Polityka wspierania mniejszości narodowych uległa zmianie w latach 30. w obliczu planów wojennych. Stalin, nawiązując do tradycji carów, polecił przywrócić część rosyjskiej tradycji w wojskowości, kulturze i życiu społecznym. Akcja ta osiągnęła kulminację w latach 40. jako kampania antykosmopolityczna: skierowana w pierwszym rzędzie przeciwko Żydom, ale także obejmująca wynajdywanie rzekomego pierwszeństwa i wyższości Rosjan w różnych dziedzinach nauki i kultury. Rozpoczęto także preferowanie szkolnictwa rosyjskojęzycznego i rusyfikację.
W okresie kolektywizacji okazało się, że chłopi niektórych narodowości stawiali większy opór niż rosyjscy. Wywołało to odwet ze strony władz: głód na Ukrainie miał charakter eksterminacji, wielu działaczy partyjnych stracono pod zarzutem burżuazyjnego nacjonalizmu, rozstrzelano lub zastraszono wielu ukraińskich artystów. Również Polacy stali się obiektem prześladowań: wielu zesłano, polskie okręgi autonomiczne, gazety i szkoły zamknięto.
Prześladowanie całych narodów stało się ważnym elementem polityki wewnętrznej w latach II wojny światowej. W całości aresztowano i zesłano narody, które zdaniem władz wykazywały się niedostatecznie lojalną postawą: Niemców nadwołżańskich zamieszkujących ówczesną Niemiecką Nadwołżańską Autonomiczną Socjalistyczną Republikę Radziecką, Tatarów krymskich, Czeczenów, Inguszy i innych. Zdziesiątkowano świeżo przyjętych w skład ZSRR Estończyków, Łotyszy i Litwinów, a także Polaków na ziemiach przyłączonych do ZSRR w 1939 r.

#### Język

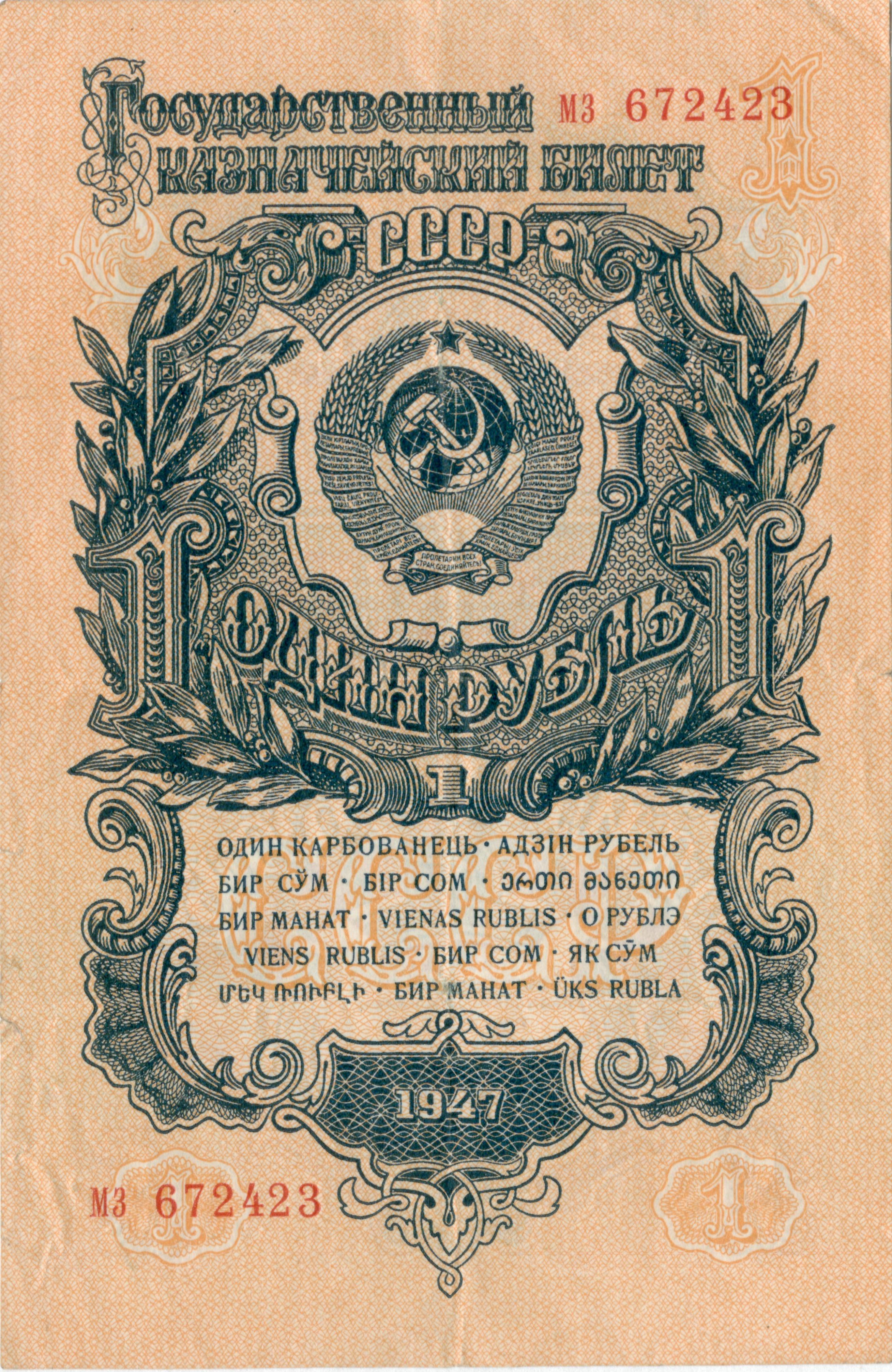
Rubel z 1947 roku i informacje zapisane na nim w 15 różnych językach

Rząd kierowany przez Lenina dał małym grupom językowym własne systemy piśmienne. Rozwój systemów mniejszych języków okazał się sukcesem, choć niektóre błędy nie zostały poprawione ze względu na różnice między poszczególnymi dialektami w ramach jednego języka. Gdy danemu językowi przyznano system zapisu, automatycznie osiągał on status języka urzędowego.
Istniały przypadki, w których rząd wycofywał się z wielojęzycznej polityki, miało to miejsce szczególnie w czasach stalinowskich, gdy najmniej używane języki przestały być nauczane w szkołach, a zamiast tego uczniowie uczyli się w języku rosyjskim.
Najczęściej używanym językiem kraju był język rosyjski, który de facto pełnił rolę „języka komunikacji etnicznej” używanego do komunikowania się między poszczególnymi grupami etnicznymi. Oficjalnie status języka urzędowego całego kraju uzyskał dopiero w 1990 roku. W 1990 roku 75% mieszkańców mówiło w językach słowiańskich, 8% w językach indoeuropejskich innych niż słowiańskie, 12% w językach ałtajskich, 3% w językach uralskich, 2% w językach kaukaskich.

### Kultura

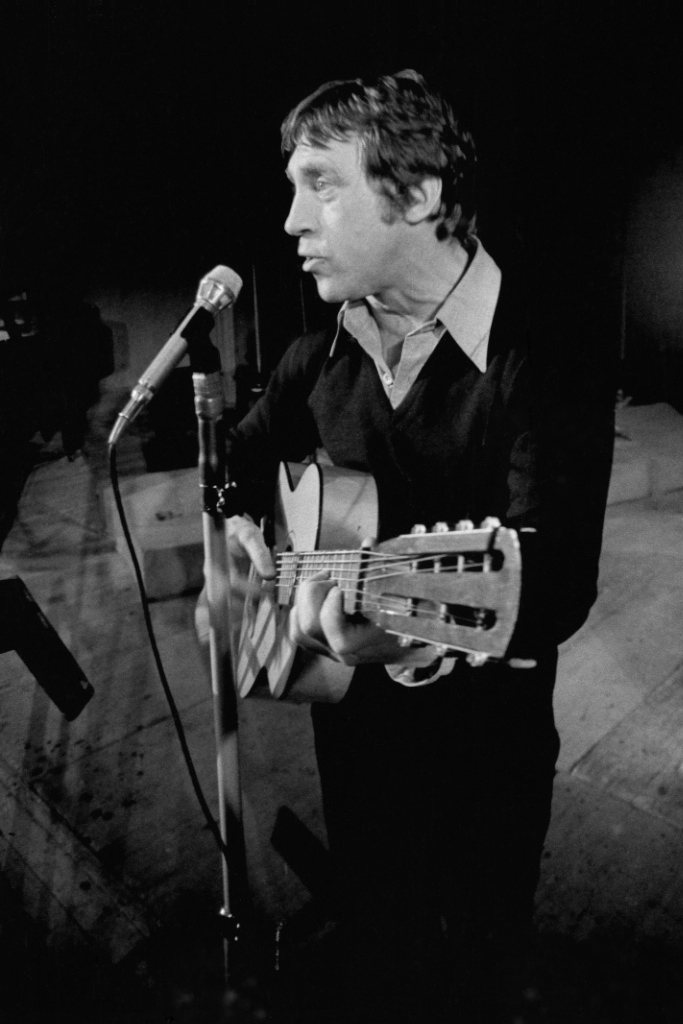
Władimir Wysocki 23 kwietnia 1979

Kultura ZSRR w ciągu siedemdziesięciu lat istnienia państwa przechodziła kilka etapów.
Początkowo z nowym państwem utożsamiali się zarówno artyści awangardowi (futuryzm, konstruktywizm, abstrakcjonizm), którzy byli przekonani, że rewolucja w sztuce jest związana z rewolucją społeczną, jak i twórcy o przekonaniach komunistycznych, preferujących tradycyjne formy (określający się jako „proletariaccy”). W kraju założono liczne czasopisma kulturalne przeznaczone dla klasy robotniczej, takie jak m.in. Kultura proletariacka, w której publikowano wiersze autorstwa robotników. Jeszcze w 1917 roku, za czasów istnienia Rosji Radzieckiej utworzono organizację kulturalną Proletkult. Inspiracją tejże organizacji miały być dokonania białoruskiego pisarza fantastyki naukowej Aleksandra Bogdanowa sprzed czasów rewolucji październikowej. Bogdanow założył grupę Naprzód, która zajmowała się promowaniem kultury wśród robotników. Jednym z inicjatorów utworzenia Proletkult był dramaturg Anatolij Łunaczarski. Na cześć Łunaczarskiego w latach 70. jego imieniem nazwano planetoidę (2446) Lunacharsky. Do utworzenia Proletkultu doszło na spotkaniu we wrześniu 1917 roku, w którym udział wzięło dwieście organizacji kulturalnych. Pomysł tejże organizacji starano się też przenieść do innych państw, na II kongresie Międzynarodówki Komunistycznej w 1920 powołano do życia Międzynarodowe Biuro Proletkultu, które jednak wkrótce zawiesiło działalność. Grupa została rozwiązana w okresie stalinizmu w 1932 roku.
Do 1929 roku panowała względna wolność, przez co artyści eksperymentowali z różnymi stylami. Na skutek tego miało dojść do utworzenia charakterystycznego stylu sztuki radzieckiej. Sam Lenin chciał, aby sztuka stała się szeroko dostępna, z drugiej strony wielu artystów krytykujących bolszewików musiało opuścić kraj. Rząd promował różne trendy. W sztuce, literaturze, edukacji pojawiły się radykalne eksperymenty. W tym czasie aktywni byli komunistyczni pisarze, tj. Maksim Gorki i Władimir Majakowski. Na początku lat 30. władze potępiły zbyt daleko idące poszukiwania jako formalizm i określiły preferowany wzorzec jako realizm socjalistyczny (według formuły socjalistyczna w treści, ludowa w formie). Utworzono wtedy oficjalne związki pisarzy, kompozytorów, architektów itp., zrzeszające uznanych artystów – partyjnych oraz tolerowanych poputczików. Artyści, których prace miały wydźwięk niezgodny z państwową ideologią albo krytykujących władze, pozbawiano możliwości tworzenia. Jednocześnie w kraju pozostawała część niezależnych artystów, tj. Michaił Bułhakow, twórca książki Mistrz i Małgorzata. Dużym wpływem cieszył się film. Najwybitniejszym reżyserem tego okresu był Siergiej Eisenstein.
Po okresie stalinowskim, w wyniku odwilży 1956 r., pojawili się kolejni niekonformistyczni twórcy, jak Bułat Okudżawa, Włodzimierz Wysocki, a także duchowni, jak duszpasterz inteligencji moskiewskiej, ks. Aleksandr Mień. Zniesiono cenzurę i ponownie zezwolono na uprawianie sztuki eksperymentalnej. Rząd rozluźnił nacisk na socrealizm, a w literaturze coraz więcej twórców przestało kłaść główny nacisk na problemy budowy socjalizmu. Zamiast tego zajęto się problemami dnia codziennego. W tym czasie tworzył m.in. Jurij Trifonow. W architekturze ery Chruszczowa skoncentrowano się na wzornictwie funkcjonalnym i zrezygnowano z bardzo mocno zdobionego stylu epoki stalinowskiej. W drugiej połowie lat 80., w okresie polityki pieriestrojki i głasnosti prowadzonej przez Michaiła Gorbaczowa, znacznie rozszerzono swobody wypowiedzi w mediach, jak i kulturze.

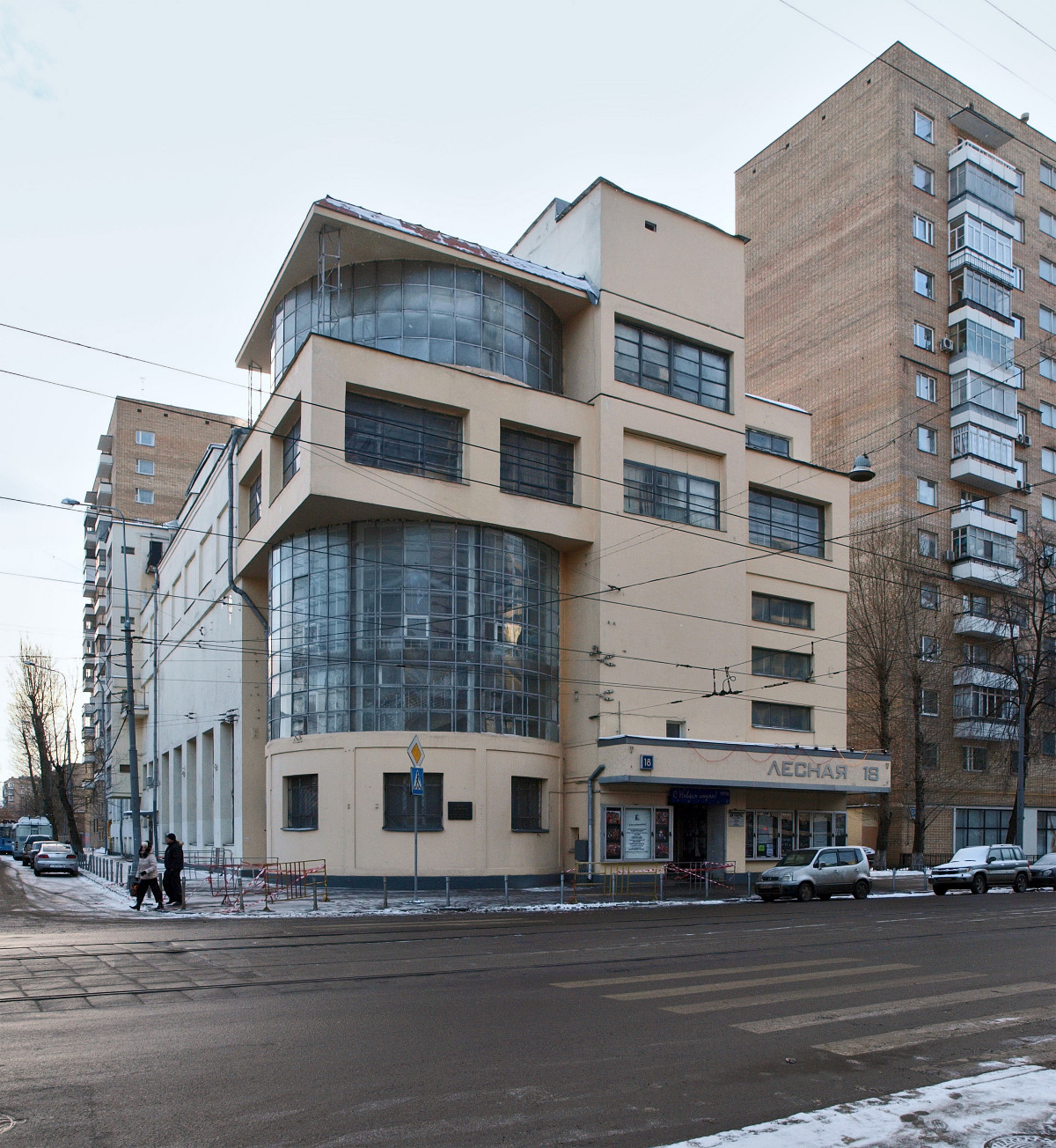
Klub robotniczy w Moskwie z 1929 roku utrzymany w stylu konstruktywizmu

#### Teatr
Rewolucja rosyjska wytworzyła dla teatru rosyjskiego masową widownię. Rząd zachęcał do tworzenia nowych form teatru, a w 1918 roku został on znacjonalizowany i podporządkowany Ludowemu Komisariatowi Oświaty. Po rewolucji założono wiele nowych teatrów m.in. Arenę Proletkultu w 1918, Wielki Teatr Dramatyczny w 1919 (Piotrogród), Teatr im. Meyerholda w 1920 i Teatr Rewolucji w 1922 (Moskwa). Zakładano teatry mniejszości narodowych, teatry młodzieży, robotnicze i dla dzieci. Oprócz klasyki do repertuaru wprowadzono przedstawienia współczesne. Pierwszą prawdziwie radziecką sztuką ogłoszono Misterium-buffo Władimira Majakowskiego, dzieło to stało się elementem nowej dramaturgii.
W tym czasie powstało kilka systemów sztuki aktorskiej. Najbardziej znane były metoda Stanisławskiego i Meyerholda. Drugi z twórców metod zrezygnował z tradycyjnych iluzjonistycznych dekoracji malowanych na płótnie. Spektakl odbywał się na tle kubistycznych, czy też konstruktywistycznych dekoracji.
Metoda Meyerholda zakładała nowatorskie techniki treningu aktorskiego, zwane przez niego biomechaniką, które były wypadkową inspiracji teatrem Wschodu, sportem i naukową refleksją nad ludzkim ciałem. Meyerhold w swoich dziełach inspirację czerpał z technik cyrkowych i farsowych chwytów komedii dell’arte. Zrezygnował z klasycystycznego podziału na scenę i widownię. Między widzów wypuszczał podesty do grania, na których umieszczano metalowe sekwencje wykorzystywane przez aktorów, statystów natomiast umieszczał zarówno na scenie i widowni. W czasie spektaklów niekiedy korzystano z produkcji filmowych. Warstwę dźwiękową tworzył jazz, łoskot maszyn czy gra na akordeonie.
Teatr nawiązujący do kultury proletariackiej miał promować idee rewolucji bolszewickiej, a obszarem twórców tego nurtu było organizowanie imprez masowych i świąt rewolucyjnych. Do stylistyki teatru proletkulturackiego nawiązywali inni twórcy spoza ZSRR, np. w okresie międzywojennym Erwin Piscator i Bertolt Brecht w Niemczech, a w okresie nazizmu w tymże kraju do teatru proletkultu nawiązywały masowe widowiska. W USA elementy tegoż teatru przyjął Clifford Odets i jego Group Theatre z Nowego Jorku.
W latach stalinizmu rozwinęły się tendencje realistyczne oparte na modelu Stanisławskiego. Zarzucono też model teatru kultury proletariackiej.
Pod koniec istnienia ZSRR nastąpiła ostra polaryzacja stanowisk, narodziły się nowe struktury życia teatralnego i nowe formy organizacyjne teatru, tj. teatry impresaryjne i antrepryzy. Inspiracją dla nowych artystów stali się twórcy z lat 70. i 80.

## Gospodarka
Związek Radziecki stał się pierwszym krajem, który przyjął gospodarkę planową, gdzie produkcja i dystrybucja towarów była scentralizowana i kierowana przez rząd. Od restrykcyjnego planowania władze odeszły po stratach wojennych okresu wojny domowej, przyjęto wówczas bardziej liberalną gospodarkę mieszaną, która utrzymała się do czasów stalinizmu. Do ponownej liberalizacji doszło w okresie destalinizacji, a w okresie Gorbaczowa doszło do transformacji gospodarczej w stronę kapitalizmu.
ZSRR duży nacisk kładł na naukę i technologię, najwybitniejsze radzieckie osiągnięcia w dziedzinie technologii, jak np. produkcja pierwszego na świecie sztucznego satelity, były owocem prac wojska.

### Historia gospodarcza

#### Komunizm wojenny

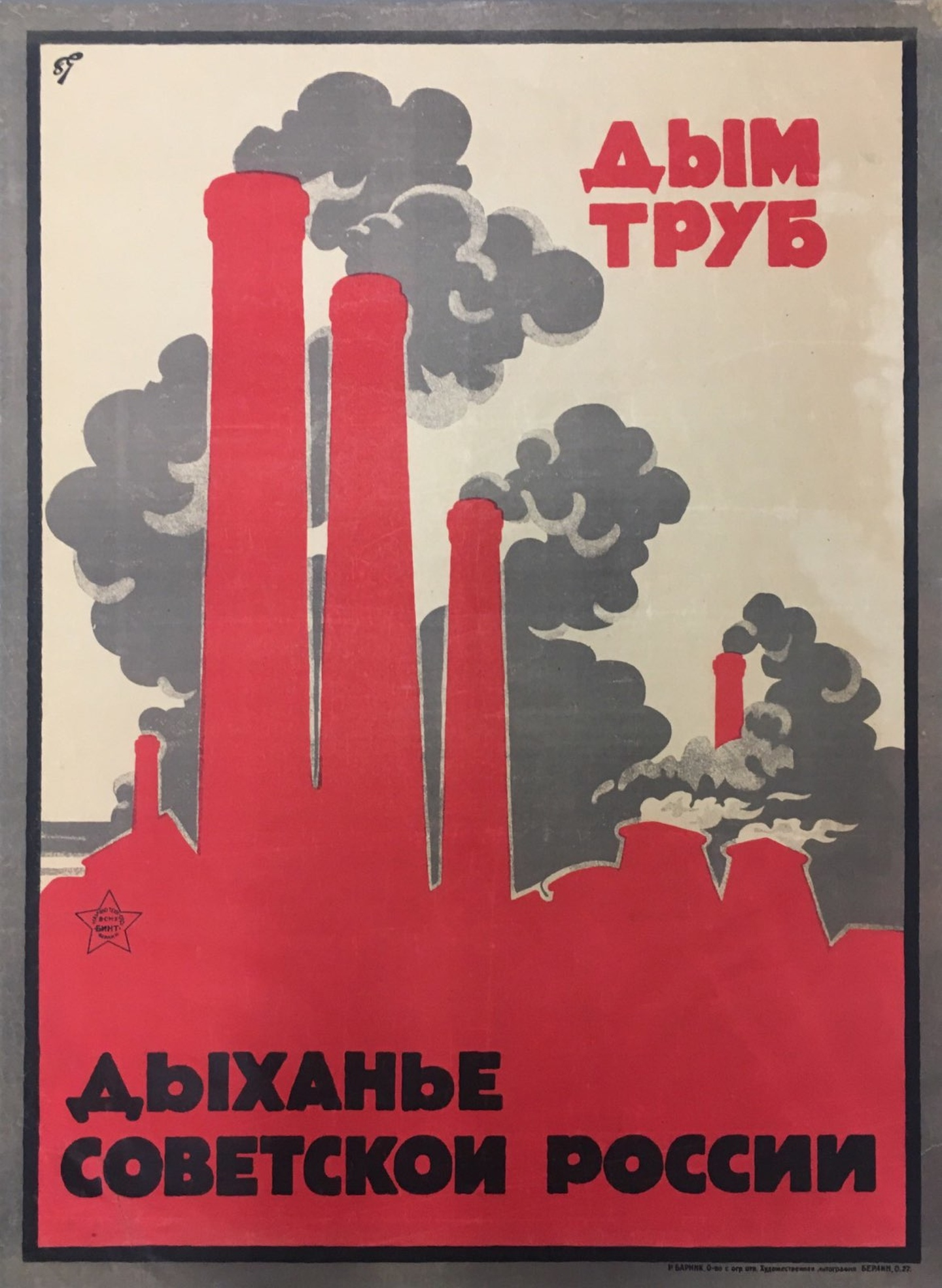
Plakat z pierwszych lat istnienia kraju

Pierwszym wariantem gospodarki przyjętym przez RFSRR (a więc największego z tworów, które znalazły się w 1922 roku w składzie ZSRR) był komunizm wojenny, zakładający nacjonalizację przemysłu, eliminację obiegu pieniądza oraz likwidację prywatnych przedsiębiorstw. Komunizm wojenny miał pełnić tymczasową funkcję. Polityka ta wzorowana była na polityce Niemiec z okresu I wojny światowej oraz na koncepcjach teoretycznych Louisa Blanca.
Koncepcja komunizmu wojennego opracowana została przez przedstawicieli partyjnej skrajnej lewicy – Nikołaja Bucharina, Aleksandrę Kołłontaj, Waleriana Obolenskiego, Jewgienija Prieobrażenskiego, Jurija Piatakowa, Karola Radka i Waleriana Kujbyszewa. Lenin i Trocki postulowali o wiele bardziej umiarkowane programy gospodarcze, a sam Lenin uważał, że w ZSRR panować powinien kapitalizm państwowy, który dopiero później zostałby przekształcony w socjalizm. Radykalna lewica uważała, że Lenin i Trocki rezygnując z budowy komunizmu, zdradzili rewolucję. W efekcie Lenin ustąpił skrajnej lewicy i zgodził się na wdrażanie komunizmu wojennego.
Gospodarką kierować miała utworzona w grudniu 1917 Najwyższa Rada Gospodarki Narodowej, której przewodniczącym został Aleksiej Rykow. W rzeczywistości politykę rady kreował Jurij Łarin.
Polityka ta zakładała monopolizację produkcji, nacjonalizację przedsiębiorstw powyżej 5 osób, wymianę pieniężną zamienić miała wymiana towarowa (znaczenie pieniądza zostało zniszczone na skutek szalejącej w Rosji hiperinflacji), a według niektórych planów miał on zostać zlikwidowany w ogóle. Wprowadzono też obowiązek pracy.

#### Nowa Polityka Ekonomiczna
Polityka komunizmu wojennego załamała się na skutek strat spowodowanych przez wojnę domową. W 1921 roku komunizm zastąpiono Nową Polityką Ekonomiczną, w ramach której ponownie zalegalizowano wolny handel i wprowadzono prywatną własność w mniejszych przedsiębiorstwach. Efektem polityki NEP-u było przekazanie drobnych przedsiębiorstw w ręce prywatne oraz spółdzielcze. Sam Lenin uważał NEP jako odwrót od socjalizmu, pozostanie przy NEP-ie argumentował tym, że był to inny od dotychczas znanego rodzaj kapitalizmu – kapitalizm państwowy, będący ostatnim etapem kapitalizmu przed ewolucją w socjalizm. Dla Lenina i jego zwolenników NEP był środkiem tymczasowym. Polityka ta wzbudziła dużą niechęć wśród lewicowej opozycji wewnątrz partii bolszewickiej, która krytykowała politykę gospodarczą za rezygnację z kontroli państwa i wprowadzenie elementów kapitalistycznych.
Po śmierci Lenina, Lew Trocki i Józef Stalin nie zgadzali się w jaką stronę powinna iść gospodarka. Trocki, wspierany przez partyjną lewicę, wierzył, że socjalizm w Rosji musi zostać zachowany, a państwo powinno przejąć całość gospodarki. Stalin natomiast uważał, że ZSRR powinien zachować gospodarkę kapitalistyczną w czym został poparty przez konserwatywnych członków partii. Stalin wygrał walkę o przywództwo w partii, a po pokonaniu trockistów zmienił swoje poglądy gospodarcze i wdrożył pierwszy plan pięcioletni.

#### Stalinizm
W okresie przejęcia władzy przez Stalina i pokonania Lewicowej Opozycji, w okresie 1928–1929 porzucono politykę NEP-u i rozpoczęto politykę pełnego planowania i kolektywizacji rolnictwa. Nowa polityka już w 1930 roku przyczyniła się do zwiększenia kapitału towarowego i zdolności przemysłu ciężkiego. Jednym z głównych motorów industrializacji stało się przygotowanie do wojny, co związane było z brakiem zaufania do zewnętrznego świata kapitalistycznego. W konsekwencji ZSRR został przekształcony z państwa agrarnego w potęgę przemysłową. W efekcie po II wojnie światowej kraj stał się nowym supermocarstwem.
Sukcesem dyktatora okazało się zbudowanie jeszcze przed II wojną światową mocarstwa wojskowo-przemysłowego. Zgodnie z założeniami komunizmu gospodarka była planowana, a plany pięcioletnie opracowywał Gospłan – Państwowy Komitet Planowania. Gospodarka została prawie w całości znacjonalizowana. Kierunek polityki nie był wytyczany przez zapotrzebowanie społeczne, lecz przez potrzeby wojska. Rozwój gospodarczy i uprzemysłowienie realizowane było kosztem konsumpcji i ograniczenia spożycia. W celu zwiększenia wydajności rozpowszechniono „socjalistyczne współzawodnictwo pracy”, co w praktyce wymuszało na pracownikach stałe przekraczanie norm.
W systemie tym przedsiębiorstwa (państwowe i spółdzielcze) były ubezwłasnowolnione, nie realizując własnej polityki produkcji, sprzedaży czy cenowej, a jedynie wykonując zadania ustalane przez Gospłan. Pieniądz stracił swoją funkcję określania wartości towarów (była ona ustalana centralnie za pomocą cen urzędowych) i stał się nominalnym narzędziem księgowym.
W latach 1928–1942, podczas rządów Stalina, wzrost gospodarczy określano na średnio 20% rocznie. Wzrosła produkcja surowców przemysłu ciężkiego. W 1928 roku poziom ich produkcji osiągnął 111% w porównaniu do 1913 roku, w 1933 roku wyniósł już 281%, a w 1938 już 658%. Największy przyrost ilościowy zaobserwował przemysł – stalowy i węgla kamiennego, energii i artykułów chemicznych. Niemniej jednak oficjalne statystyki były zawyżane. Na początku lat 40. gospodarka ZSRR stała się stosunkowo samowystarczalna, co trwało do czasu utworzenia RWPG.
Według Stevena Rosefielda w okresie stalinizmu poziom życia obywateli kraju zmniejszył się ze względu na despotyzm Stalina.
W wyniku II wojny światowej radziecka infrastruktura i gospodarka doznały ogromnych zniszczeń i wymagały obszernej rekonstrukcji.

#### Okres powojenny
Od 1930 roku do lat 80. polityka gospodarcza zmieniła się w niewielkim stopniu. Gospodarka była planowana poprzez plany pięcioletnie. Wszystkie kluczowe decyzje podejmowane były przez przywódców politycznych.
Po utworzeniu bloku wschodniego, eksport i transakcje zewnętrzne ZSRR gwałtownie wzrosły. Wpływ gospodarki światowej na ZSRR był ograniczany poprzez ustalanie cen krajowych i państwowy monopol na handel zagraniczny.

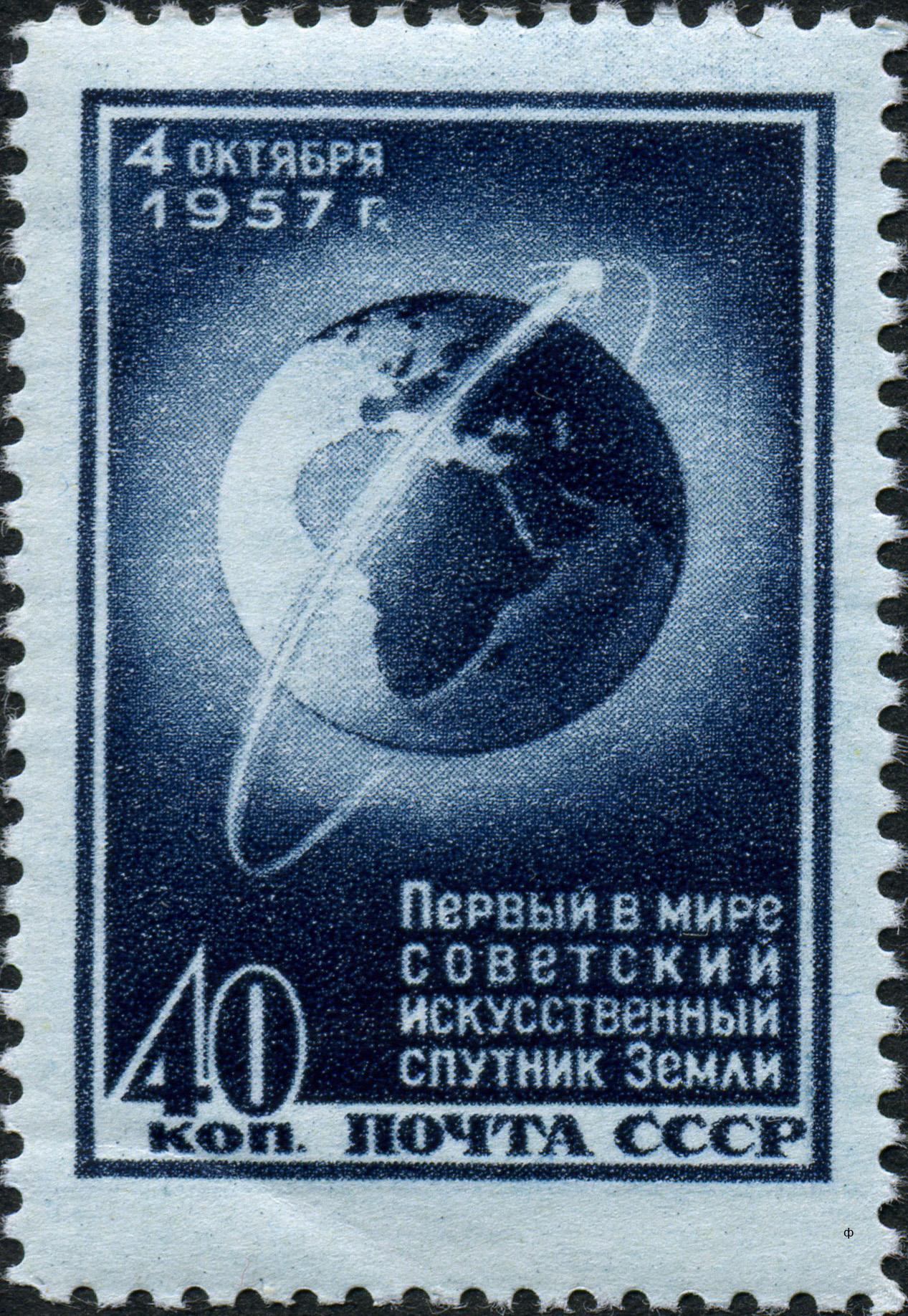
Znaczek pocztowy poświęcony Sputnikowi

Kierunki polityki gospodarczej wyznaczały władze centralne, preferując wydatki wojskowe, prestiżowe projekty (m.in. program kosmiczny) oraz przemysł środków produkcji; minimalizowano natomiast wydatki na konsumpcję. System określano jako „gospodarkę planową” lub „nakazowo-rozdzielczą”, to znaczy gospodarka miała działać według całościowego planu, który wyznaczał poszczególnym przedsiębiorstwom zadania i przydzielał środki na ich realizację. Głównym narzędziem był plan roczny (plany pięcioletnie piatiletki miały głównie orientacyjno-prognostyczny charakter). Sporządzenie planu realizował Państwowy Komitet Planowania Gospłan, a jego rozwinięcia dokonywały branżowe ministerstwa (w latach 1957–1965 lokalne rady gospodarcze tzw. sownarchozy).
W czasie wyścigu zbrojeń okresu zimnej wojny, gospodarka obciążona była wydatkami wojskowymi, na rzecz których mocno lobbowała biurokracja. W tym czasie kraj stał się największym eksporterem broni do Trzeciego Świata. Znaczna ilość radzieckich zasobów przeznaczana była na pomoc dla innych państw socjalistycznych.
Większość podstawowych usług była finansowana przez państwo, były to m.in. edukacja i opieka zdrowotna. W sektorze produkcji nad produkcją dóbr konsumpcyjnych dominował przemysł ciężki i obronny.
Choć statystyki gospodarcze i tempo rozwoju trudno dokładnie oszacować, przez większą część istnienia kraju, do lat 80., gospodarka rozwijała się. W latach 50. i 60. gospodarka doświadczyła relatywnie szybkiego wzrostu, a ZSRR doganiał gospodarki Zachodu. Tempo rozwoju spadło w latach 70., choć gospodarka rozwijała się nadal.
Od czasów kolektywizacji katastrofalny pozostawał stan rolnictwa. Uspołecznione gospodarstwa rolne w postaci kołchozów lub sowchozów kontrolowały 99% ziemi ornej w ZSRR. W ramach uspołecznionej gospodarki pozostawiono pracownikom tzw. działki przyzagrodowe których areał wynosił niespełna 1% ziemi. Drażliwy temat, jakim było prywatna produkcja rolna, rzadko był poruszany na łamach prasy radzieckiej. Dla ideologii ważniejsze był publikacje o „bohaterskich sukcesach rolnictwa uspołecznionego”. Mimo to w marcu 1975 r. ukazał się artykuł informujący czytelników, że 27% łącznej wartości produkcji sowieckiego rolnictwa (ok. 32,5 mld ówczesnych dolarów) wytwarza sektor prywatny – działki przyzagrodowe. Również sowiecki rocznik ekonomiczny z 1973 r. stwierdzał, że w ujęciu wartościowym prywatni producenci wiejscy dostarczali 62% krajowej produkcji ziemniaków, 32% innych warzyw i owoców, 47% jaj oraz 34% mięsa i mleka.

#### Pieriestrojka
W 1987 roku w ramach pieriestrojki, Gorbaczow starał się zreformować i ożywić gospodarkę kraju. Zliberalizował on kontrolę rządu nad przedsiębiorstwami, choć dalej pozostawały one państwowe.
W 1987 roku ekonomista Nikołaj Szmielow, w opublikowanym na fali pieriestrojki artykule, podsumował gospodarkę ZSRR jako „deficytową, niezbilansowaną praktycznie we wszystkich dziedzinach, niemożliwą do sterowania, nie poddającą się planowaniu oraz odrzucającą postęp technologiczny” oraz wskazał następujące kluczowe problemy, które do tego prowadzą: głęboko zakorzenione administracyjne spojrzenie na gospodarkę, przekonanie o wszechwiedzy organizacji i niechęć do samodzielnych ocen stanu gospodarki na każdym ze szczebli; lęk przed naruszeniem dogmatów ideologicznych i zarzutami o wprowadzanie rozwiązań „kapitalistycznych”.
Gospodarka ZSRR z czasem coraz bardziej pogrążała się w zadłużeniu zewnętrznym – m.in. wobec Klubu Londyńskiego w wysokości ponad 70 mld dolarów (spłacone w 2010 roku), Paryskiego (ponad 20 mld dolarów, spłacone w 2006 roku) – oraz wewnętrznym – w 2012 roku nadal niespłacone pozostawały obligacje o wartości 789 mld dolarów.
Przez większy okres po II wojnie światowej aż do rozwiązania kraju, gospodarka radziecka według wskaźnika PKB była drugą co do wielkości na świecie, a od połowy lat 80. do 1989 roku była trzecią gospodarką świata. W ujęciu per capita PKB ZSRR znalazł się za krajami tzw. Pierwszego Świata (bogatego zachodu).

### Transport

#### Lotnictwo

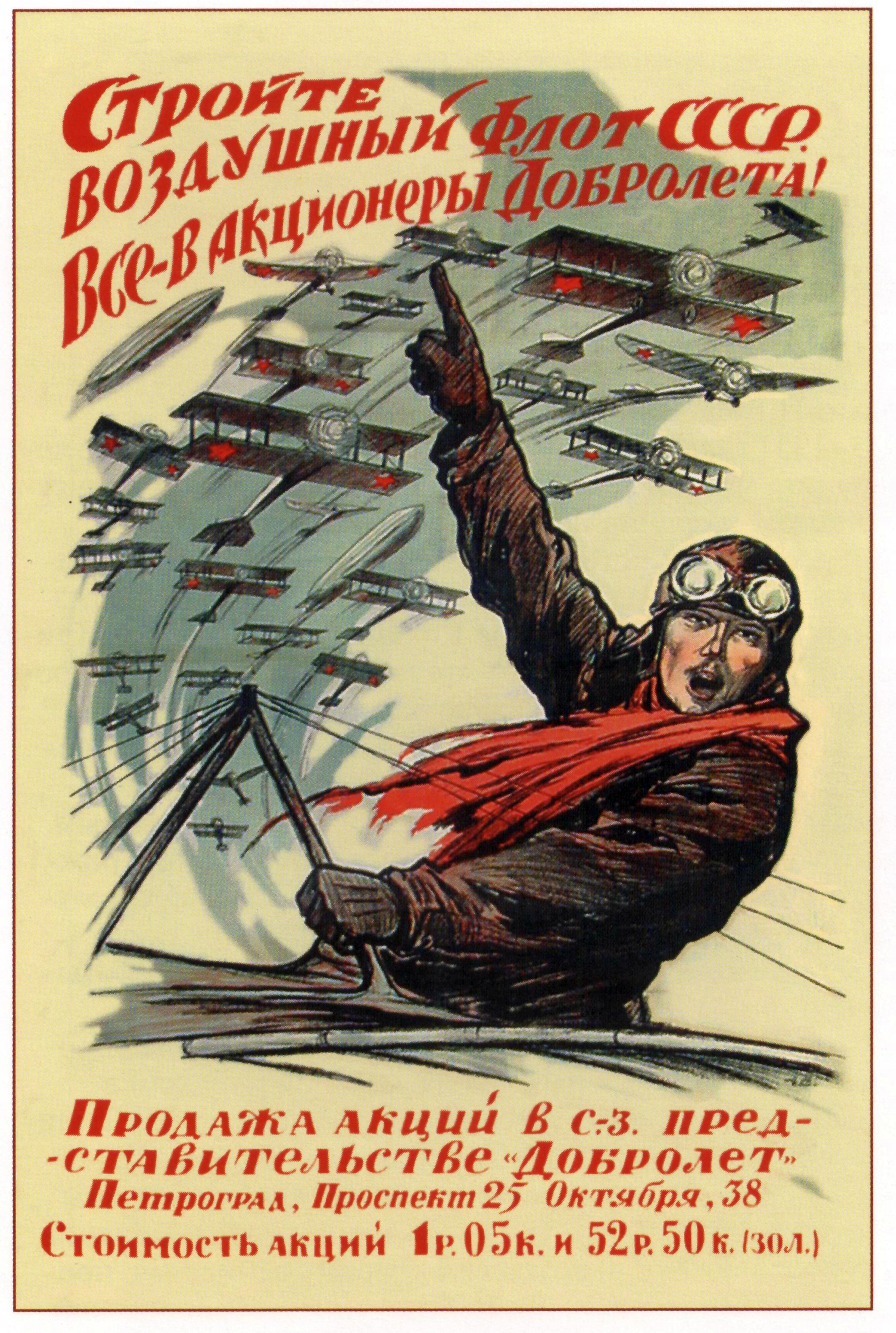
Plakat poświęcony Aerofłotowi

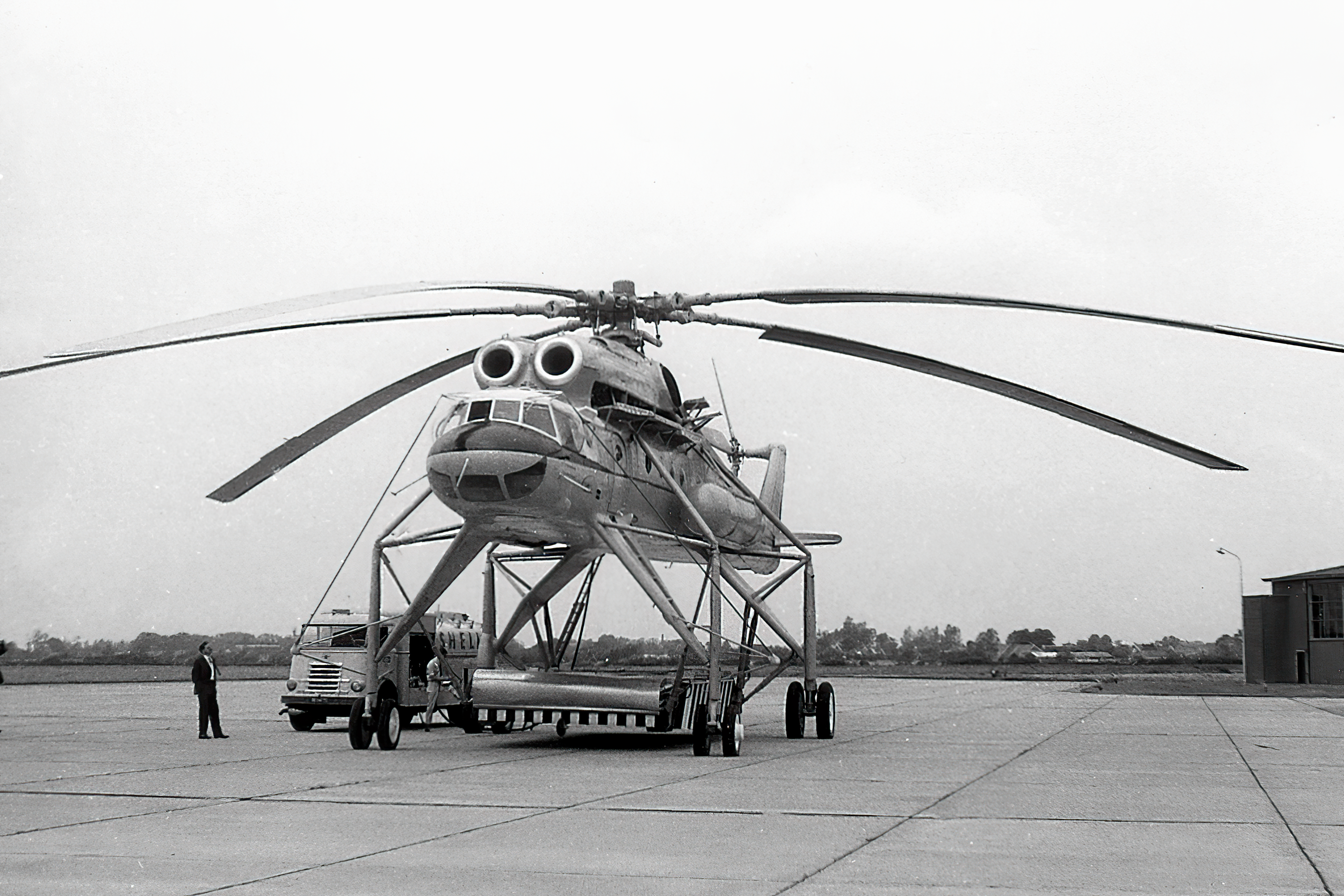
Radziecki helikopter Mi-10 w latach 70. XX wieku

W ZSRR znajdowało się 7192 lotnisk, z czego 1163 posiadało nawierzchnie utwardzane, a 33 miało pasy startowe o długości więcej niż 3659 metrów. Lotniska nie były jednak dostatecznie nowoczesne. Jedynym w pełni skomputeryzowanym lotniskiem był port lotniczy Moskwa-Szeremietiewo.
Za wszystkie linie lotnicze odpowiedzialne było Ministerstwo Lotnictwa Cywilnego. Aerofłot miał monopol na cały transport powietrzny.
W latach 20. i 30. realizowano Pierwszy Plan Pięcioletni dla lotnictwa cywilnego. Jego celem miało być „pozbycie się jego zależności względem zagranicy”. Cel nie został osiągnięty, a przemysł lotniczy przez większą część istnienia kraju dostosowywał do lotnictwa radzieckiego wzorce przyjęte na Zachodzie. W wyniku planu zwiększono jednak liczbę maszyn i personelu lotniczego. Przed wprowadzeniem planu istniało dwanaście fabryk maszyn lotniczych, w wyniku planu ich liczba wzrosła do 31, a liczba samolotów wzrosła z 608 do 2509.

Flaga Aerofłotu

Większość badaczy pozostaje zgodna co do tego że po 1959 roku rozwój Aerofłotu był imponujący jednakże w dziedzinie innowacji technologicznych Aerofłot pozostawał w tyle za konkurencją z Zachodu.
Dekret prezydencki z 1990 roku pozwolił na otworzenie w czerwcu 1990 roku działalności linii lotniczej ASDA a wkrótce zezwolono na działanie w ZSRR linii lotniczych pochodzących z zagranicy co poważnie osłabiło pozycję Aerofłotu. Na początku lat 90. od Aerofłotu odłączyły się sekcje republikańskie choć linia przetrwała do czasów obecnych.

#### Rurociągi
W chwili największego rozwoju, kraj posiadał sieć rurociągową o długości 82 000 km do transportu ropy naftowej i 265 000 km do gazu ziemnego. Pod koniec lat 70. rurociągi ZSRR były najdłuższymi na całym świecie. Dystans transportu wzrósł z 80 km w roku 1970 do 1910 km w 1980 i 2350 km w roku 1988. Problemem stała się konserwacja rurociągów, co prowadziło do częstych awarii.
Najbardziej znanymi rurociągami były: Zorza Polarna (transportowała ropę z Komi do Brześcia), Sojuz (z Orenburga do Użhorodu) i Export (z Urengoju do państw, tj. Austria, Włochy, Niemcy Zachodnie, Francja, Belgia i Holandia).

#### Transport kolejowy
ZSRR posiadał 147 400 kilometrów nieprzemysłowych linii kolejowych. Wśród nich znajdowało się 53 900 kilometrów linii zelektryfikowanych.
Po zakończeniu II wojny światowej transport kolejowy ZSRR stał się jednym z najbardziej rozwiniętych na świecie i pozostawił w tyle odpowiedniki w krajach Pierwszego Świata. Linie rozrastały się przez cały okres istnienia państwa, w okresie 1965-80 nawet o 639 kilometrów na rok (w tym samym roku na zachodzie stan transportu kolejowego pogarszał się lub ulegał stagnacji). Po raz pierwszy w historii Rosji zbudowano infrastrukturę kolejową na Syberii.
W latach 80. wydajność kolei w ZSRR przewyższyła wydajność w USA. Linie kolejowe w ZSRR były wówczas najczęściej używanymi na świecie.

#### Metro
W czasach ZSRR metro uznane było za najszybszy i najtańszy środek transportu miejskiego. Wybudowano 20 systemów metra na terenie całego kraju, a kolejnych 9 pozostawało w trakcie konstrukcji w chwili rozwiązania kraju. Kolejne 20 stacji budowanych było w 1985 roku.

#### Transport drogowy
Kraj posiadał sieć dróg o długości 1 757 000 km. W tym utwardzonych było 1 310 600 km dróg, natomiast 446 400 kilometrów stanowiły drogi gruntowe. W porównaniu do Zachodu, transport drogowy odgrywał stosunkowo małą rolę w gospodarce. Według Martina Croucha, transport drogowy stanowił jedynie 14% rozmiaru transportu kolejowego. Dopiero pod koniec istnienia kraju władze położyły większy nacisk na budowę i utrzymywanie dróg. W latach 80. w sektorze transportowym zatrudnionych było 13 milionów pracowników, z czego 8,5 miliona pracowało w transporcie drogowym. W 1982 roku inwestycje w tej branży wzrosły trzykrotnie w stosunku do roku 1960 i ponad trzydziestokrotnie do 1940.
W 1975 r. jedynie 8% wiejskich domostw posiadało samochód. W latach 70. produkcja samochodów znacznie wzrosła. W latach 1924–1971 ZSRR wyprodukował 1 milion pojazdów, już pięć lat później osiągając liczbę 2 milionów.
Obywatele ZSRR dwa razy częściej niż mieszkańcy państw zachodu korzystali z autobusów, pociągów i metra. Przez większość czasu swojego istnienia, transport autobusowy w ZSRR kontrolowany był przez regionalne lub republikańskie oddziały Ministerstwa Transportu. Jako że kolej była bardziej przyjazna środowisku i zużywała mniej paliwa, władze skupiały się na budowie pojazdów napędzanych elektrycznie. W połowie lat 80. utworzono program dotyczący sprężonego gazu do napędzania autobusów. Do 1988 r. 1,2 procent autobusów napędzane było gazem, natomiast 30 procent korzystało z oleju napędowego.

#### Transport wodny
Państwo posiadało 26 głównych portów (z których 11 było portami rzecznymi). Portów łącznie było 70, lecz nie dorównywały one światowym standardom. W północno-wschodniej części ZSRR większość portów zostało zamkniętych z powodu zimnego klimatu.
ZSRR miał linię brzegową o długości 42 777 kilometrów i 1565 statków marynarki handlowej. Przemysł morski należał do Ministerstwa Marynarki Handlowej.
Imperium Rosyjskie skupiało się na powstawaniu nowych obiektów budowy okrętowej, a nie na powiększaniu swojej marynarki handlowej. Politykę tę kontynuowano w przedwojennym ZSRR. 85 procent statków handlowych floty rosyjskiej zostało zbudowanych za granicą.
W czasach reżimu stalinowskiego marynarka handlowa była ignorowana, a ZSRR handlował głównie ze swoimi sąsiadami. Później ZSRR zaczął handlować także z państwami Azji. W 1953 roku rozpoczęto handel z krajami niekomunistycznymi, których większość znajdowała się na innych kontynentach. Marynarka handlowa powiększyła się z 2 milionów we wczesnych latach 50. do 12 milionów nośności statku w 1968 r. Do 1974 r. wartość ta sięgnęła 14,1 miliona (co stanowiło około 3 procent sumy światowej). Ze 114 milionów ton przewiezionych przez marynarkę handlową w 1974 r., 90 milionów stanowił eksport i import.
Mimo że radziecka marynarka handlowa była w porównaniu do zachodu Europy i USA przestarzała technologicznie, wciąż przyciągała ona znaczną ilość ładunku. Pod rządami Gorbaczowa kraj stał się największym na świecie kupcem nowych statków. Ze względu na wielkość swojej floty, Związek Radziecki opowiadał się za tradycyjnymi wolnościami na morzu.

## Święta państwowe
- 1 stycznia, Nowy Rok
- 23 lutego, Dzień Armii Czerwonej
- 8 marca, Dzień Kobiet
- 12 kwietnia, Dzień Kosmonautyki
- 1 maja, Święto Pracy
- 9 maja, Dzień Zwycięstwa
- 7 października, Święto Konstytucji
- 7 listopada, Dzień Rewolucji Październikowej

## Sąsiedzi ZSRR
- Afganistan
- Chiny
- Czechosłowacja (1945–1991)
- Estonia (1922–1940 i 1991; w latach 1940–1991 Estońska SRR)
- Finlandia
- III Rzesza (1939–1944)
- Iran (do 1935 Persja)
- Japonia (1922–1991)
- Korea Północna (1945–1991)
- Litwa (1991); w latach 1940–1991 Litewska SRR
- Łotwa (1922–1940 i 1991; w latach 1940–1991 Łotewska SRR)
- Mandżukuo (1932–1945)
- Mongolia
- Norwegia (1947–1991)
- Polska (1922–1939 i 1944–1991)
- Rumunia
- USA (1922–1991) (jedynie granica morska)
- Turcja
- Tuwa (1921–1944; w latach 1944–1991 w składzie RFSRR)
- Węgry (1945–1991)

## Nostalgia za ZSRR

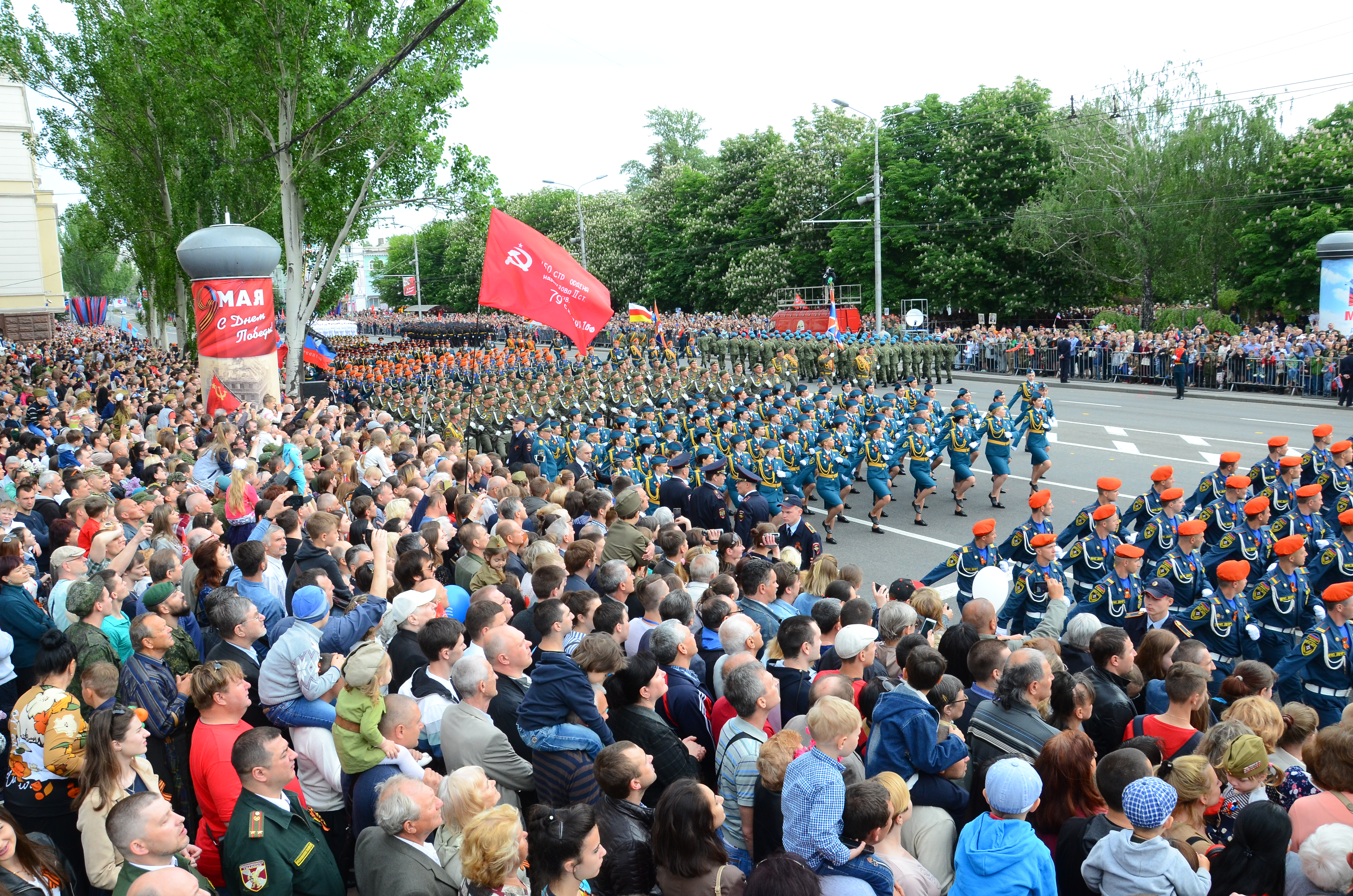
Dzień Zwycięstwa w Doniecku 9 maja 2018 r.

Nostalgia za ZSRR jest częstym zjawiskiem we współczesnej Rosji i pozostałych krajach Wspólnoty Niepodległych Państw oraz Rosjan urodzonych poza granicami ZSRR (w tym w Izraelu, USA, Kanadzie itd.). Nostalgia obejmuje tęsknotę za systemem politycznym, społecznym, bezpieczeństwem socjalnym epoki, kulturą okresu lub po prostu za estetyką epoki. Często nostalgia za ZSRR związana jest ze wspomnieniami z dzieciństwa i młodości. Zjawisko nostalgii za ZSRR jest zjawiskiem kontrowersyjnym, które obejmuje szeroki wachlarz poglądów.
Według badań przeprowadzonych w 2011 roku, jeden na pięciu Rosjan pragnie ponownie żyć w Związku Radzieckim. Liczba ta wzrosła z 16% do 20%. Liczba Rosjan, którzy chcą utworzenia federacji z Ukrainą, Białorusią i Kazachstanem, wynosi 37%.

## Obszar postradziecki
Sukcesja po ZSRR w odniesieniu do 15 państw poradzieckich jest złożona. Jako sukcesora ZSRR i jego międzynarodowych zobowiązań wyznaczono Wspólnotę Niepodległych Państw[6][7][8][9][10]. Wyjątkowe znaczenie ma Federacja Rosyjska, która zachowała wszystkie nieruchomości poradzieckich ambasad, stałe miejsce ZSRR w Radzie Bezpieczeństwa ONZ i wszystkich innych organizacjach międzynarodowych[5]. Za sukcesorów ZSRR zasadniczo nie są uważane kraje bałtyckie, które de iure zachowały oficjalną ciągłość z republikami sprzed włączenia ich do ZSRR w 1940 roku. Pozostałe 11 krajów uważanych jest za niepodległe państwa będące następcami ZSRR.
Idea nowego Związku została wprowadzona w życie w postaci Związku Rosji i Białorusi, który jest w fazie luźnej konfederacji i składa się na razie tylko z dwóch byłych republik radzieckich.
Państwo Związkowe Rosji i Białorusi powstało 2 kwietnia 1997 roku na bazie stworzonego wcześniej (2 kwietnia 1996 roku) Stowarzyszenia Rosji i Białorusi. Idea jego utworzenia należała do prezydenta Białorusi Aleksandra Łukaszenki.
W połowie lat 90. przez pewien czas rozważano (lecz wówczas nie uzgodniono) propozycję prezydenta Kazachstanu Nursułtana Nazarbajewa z 29 marca 1994 roku, aby stworzyć Związek Euroazjatycki z pięciu republik (Białoruś, Kazachstan, Kirgistan, Rosja, Tadżykistan). W 2011 roku prezydent Władimir Putin powrócił do idei Związku Euroazjatyckiego na bazie Rosji, Białorusi i Kazachstanu
W 2014 roku Władimir Putin aneksją Krymu przystąpił do próby odzyskania wpływów rosyjskich tamże. Może to być uznane za kolejną próbę odbudowy ZSRR. Mimo fali sprzeciwu międzynarodowego, kontrola nad półwyspem nie została zwrócona stronie ukraińskiej. Co więcej, Rosja rozpoczęła liczne działania hybrydowe mające na celu destabilizację Ukrainy. Wszystko to zakończone zostało rozpoczęciem 24 lutego 2022 roku pełnoskalowej inwazji na Ukrainę.